# نیشابور
نِیشابور یا نیشاپور ( فارسی نوشده از فارسی میانه:           نیو شاهپوهر، به‌معنای: شهر نوساختهٔ شاهپور) دومین شهر بزرگ استان‌های خراسان ایران، پایتخت تاریخی و سابق بخش غربی خراسان بزرگ (یا همان رَبْعِ نیشابور)، پایتخت طاهریان پس از مرو و پایتخت سابق امپراتوری سلجوقی، از شهرهای جاده ابریشم قدیم، مرکز شهرستان نیشابور و سومین شهر بزرگ شرق ایران پس از مشهد و زاهدان است. این شهر در دامنه‌های جنوبی رشته کوه بینالود و در شمال دشت نیشابور قرار داشته و از مهم‌ترین مراکز تاریخی، گردشگری و صنعتی خراسان است و نقش پررنگی در تاریخ، تمدن و فرهنگ ایرانی داشته است.
این شهر در درازای تاریخ دارای نام‌های مختلفی بوده و یکی از تاریخی‌ترین و کهن‌ترین شهرهای شرق ایران و خراسان به‌شمار می‌آید و شهر کهن و تخریب شده نیشابور توسط گذشته‌نویسان با شهرهای شناخته شده دوران طلایی اسلامی چون بغداد،دمشق، قاهره، قیروان و بصره سنجیده شده است. اَبَرشَهر یکی از نام‌های باستانی نیشابور (یا همان نیوشاپور به معنی شاهپور پهلوان) و نام پیشین استان‌های خراسان فعلی ایران نوین یا ربع نیشابور بوده است؛ این ناحیه، در نوشته‌های پهلوی، با دریاچه سوور که آذربرزین مهر (آتش بهرام) در کنار آن قرار داشته، پیوند خورده است. ابرشهر یا همان نیشابور، یکی از ساتراپ‌های ایران در دوران پیش از اسلام بود و فرمانروا یا مرزبان این ساتراپی، لقب ویژه کنارنگ را داشت.
نیشابور در درازای تاریخ به دلایل گوناگونی چون وجود آب و هوایی بی‌همتا، معدن فیروزه، صنعت و هنر سفالگری، کشاورزی و قرارگیری در موقعیتی راهبردی-دفاعی، یکی از راه‌های مهم اقتصادی و اصلی جاده ابریشم، یکی از قطب‌های علوم مادی و اسلامی، و یکی از شهرهای شهره ایران، به‌ویژه در دوران طلایی اسلامی بوده‌ و از نیشابور و شخصیت‌های نیشابوری بارها در نوشته‌های تاریخی، اسطوره‌ای، و ادبی همچون در اوستا (رَئِوَنْت) و شاهنامه سخنی به میان آمده است. در درازای تاریخ از نیشابور با عنوان نمادین شهر فیروزه نیز یاد شده و این شهر مرکز صادرات دلپسندترین و با کیفیت‌ترین معدن سنگ فیروزه جهان در طول تاریخ بوده است. نیشابور در درازای تاریخ بارها نابود شده و به عنوان نمونه می‌توان به نابودی رخ داده در سقوط نیشابور در حملات مغول و زلزله‌های پیاپیی که نقشی در نابودی‌های پرشمار رخ داده در این شهر داشته‌اند اشاره کرد. اکنون بیشتر بقایای تاریخی و باستانی ابرشهر یا همان نیشابور کهن که بزرگ‌ترین پهنه تاریخی در ایران است را می‌توان در کرانه جنوبی شهر کنونی یافت.
شهر امروزین نیشابور از دید اداری دارای سه منطقه شهری بوده و از اهمیت موقعیت ترابری برون‌شهری آن می‌توان به قرارگیری در مسیر جاده ۴۴ ایران، بخشی از بزرگراه ۱ آسیا، و مسیرریلی مشهد-تهران اشاره کرد. در این شهر همچنین می‌توان آثار معماری انبوه تاریخی و نوین ویژه‌ای چون آرامگاه خیام نیشابوری، آرامگاه عطار نیشابوری، مجتمع اخترشناسی و افلاک‌نمای خیام، عمارت و باغ امین اسلامی و باغ ملی نیشابور را مشاهده کرد و نقاط آموزشی، دانشگاهی، تاریخی، تجاری، درمانی، طبیعی و تفریحی پرشماری در سطح این شهر دیده می‌شوند. از مهم‌ترین ویژگی‌های اقتصادی کلان نیشابور نیز می‌توان به وجود مجتمع فولاد خراسان، نیروگاه سیکل ترکیبی خیام، سه شهرک صنعتی در دور و بر شهر، معادن مختلف، صنعت گردشگری و صنعت کشاورزی اشاره کرد.
مردم این شهر و شهرستان بیشتر به زبان فارسی با گویش نیشابوری سخن می‌گویند و نیشابور افزون بر اهمیت تاریخی و اساطیری در مزدیسنا دارای اهمیت در تاریخ فرقه‌های مختلف اسلام همچون شیعه دوازه امامی، اهل سنت، تصوف و اسماعیلیه نیز است.
نیشابور یکی از شهرهای عضو ایران در دو سازمان بین‌المللی جامعه کهن شهرها (LHC) و ICCN (وابسته به یونسکو) است. همچنین، تعداد زیادی از کشفیات باستانی ناحیه شهر تخریب شده این شهر همانند شطرنج نیشابوری در موزه متروپولیتن نیویورک، موزه بریتانیا لندن، موزه ایران باستان تهران و دیگر موزه‌های بین‌المللی نگه‌داری و در پیش چشم همه به نمایش گذاشته می‌شود.

## نام‌شناخت

### ریشه‌شناسی
نام ( نیشابور) که در نوشته‌های گوناگون؛ به گونه‌های نیشاپور، نشابور و نیسابور نیز آمده است، گونهٔ دگرگون‌شدهٔ واژه‌ای مرکب از زبان پهلوی ساسانی است. در دبیره اوستایی به گونه 𐬭𐬎𐬊𐬠 𐬀𐬵𐬯𐬫𐬥 نوشته می‌شود که دربرگیرندهٔ: (نی + شا + پور) است.
بخش یکم:(نی)، سه دیدگاه دربارهٔ ریشهٔ آن پیش کشیده شده است:
- برگرفته از نِهْ؛ از ریشهٔ فعل نهادن؛ به معنی جای و شهر.[۴۴][۴۵]
- برگرفته از نْیْو؛ صفت؛ به معنی دلیر، مردانه، بهادر، زیبا و خوب[۴۴][۴۶]
- دگرگون‌شدهٔ نیک[۴۷]؛ صفت؛ به معنی خوب، خوش، زیبا و شخص نیکوکار[۴۴][۴۸]

بخش دوم و سوم: (شا + پور)؛ دگرگون‌شدهٔ شاه‌پوهر (شاه‌پور، شاپور) و گونهٔ معرب آن، سابور؛ به معنی شاهزاده و پسر شاه. (شاه‌پوهر) در واژهٔ نیشابور، نام خاص است و یادآور سازندهٔ شهر است. شاپور یکم ساسانی نیشابور را ساخت و پیشینه نیشابور ازآن دوره ساسانیان است. نام نیشابور، به هر سه گونهٔ نِهْ‌شاهپور (شهر شاپور)، نْیْوشاهپور [nēv-š(ā)hpur / nēv-šāpūr] (شهر زیبای شاپور یا شاپور دلیر و خوب) و نیکْ‌شاهپور (شاپور خوب و نیکوکار) به رویداد تاریخی نبرد شاپور اردشیران اشاره می‌نماید و چنان‌که در بند پانزدهم نسک پهلوی شهرستان‌های ایرانشهر آمده است: وی پس از شکست دادن پهلیزک تورانی، فرمان داد تا در این نبردگاه، نیشاپور را بسازند.

### شیوهٔ نگارش
نِیْشابور، نام رسمی و امروزی این شهر و شهرستان پیوسته به آن است که در نام دامنهٔ وبگاه‌های شهرداری، فرمانداری و دانشگاه نیشابور نیز ثبت شده است. این نام، همچنین بر پایهٔ شیوه‌نامهٔ آوانگاری کلی نام‌های جغرافیایی ایران سازمان نقشه‌برداری کشور؛ به گونهٔ آوانگارِ Neyšābur و نویسه‌نگارِ Neyshābūr ثبت شده؛ از این روی، گونهٔ نوشتاریِ درست این واژه در زبان انگلیسی Neyshabur است؛ اما نْیْشاپُور [Nišāpur] گونهٔ رایج خوانش نام این دیار، در نوشته‌های انگلیسی‌زبان است. منابع انگلیسی‌زبان (به عنوان زبان بین‌المللی) به نوشتار واژهٔ نیشابور به گونهٔ نْیْشاپُور (Nishāpur)-یعنی با حفظ همخوان (حرف بی‌صدای) «پ» (P)؛ به گونه پارسی این واژه- گرایش یافته‌اند. به هر روی؛ در دانشنامه‌های پرکاربرد انگلیسی‌زبان همچون بریتانیکا، امریکانا و ایرانیکا، گونهٔ نوشتاری انگلیسی‌شدهٔ Neyshabur نیز پذیرفته شده است. همچنین نشابور [Nəšābur]، گونهٔ دگرگون و کوتاه‌شدهٔ نام نیشابور است که در گفتگوهای روزمرهٔ مردم، نوشته‌های فارسی کهن و همچنین نبشته‌های ادبی و شعر کاربرد یافته است. یاقوت حموی (قرن هفتم هجری) یادآور شده است که مردم، این شهر را نَشاوُور می‌نامند.فریدون گرایلی، تاریخ‌نگار معاصر، به گفته از زینت‌المجالس مجدالدین محمد حسینی، گونه‌های دیگری از این نام، همچون نشاور، نشابور را ثبت کرده است. در نوشته‌های ادبی کهن فارسی، کاربرد گونهٔ نشابور، بسیار رایج است. چنان‌که در حکایت‌های کتاب اسرارالتوحید می‌خوانیم: «شیخ ما، به نشابور بود؛ بازرگانی، شیخ را تنگی عود آورد و هزار دینار نشابوری» خاقانی شروانی در بیتی از قصیده‌اش در وصف خراسان، از نشابور می‌گوید:
| من که خاقانی‌ام؛ ارآب نشابور، بچشم؛ |  | بنگرم صورت سبحان، به خراسان آیم |

و مهستی گنجوی فرارسیدن بهاران در مرو و بلخ و نشابور و هرات را چنین به تصویر کشیده شده است:
| در مرو؛ پریر، لاله انگیخت    |  | دی؛ نیلوفر، به بلخ در آب گریخت   |
| در خاک نشابور؛ گُل، امروز آمد |  | فردا به هری؛ باد، سمن خواهد ریخت |

گونهٔ نشابور هنوز هم در زبان نیشابوریان و بیان اهالی نیشابور امروز، رایج است و آوانوشت آن [Nəšābur] است. گفتنی است: واکه (حرف صدادارِ) ə در آوانوشت واژه نشابور [Nəšābur]، واکه‌ای میانجی است که در زبان فارسی معیار امروز، کاربرد ندارد.

### نام‌های دیگر
نام‌های پرشمار که در جای جای اسناد و نوشته‌های تاریخی به آن‌ها اشاره شده است، دستاورد حضور پایدار و هموارهٔ نیشابور در گذر دوران‌هاست. برخی از این‌ها نام رایج شهر بوده و شماری دیگر عنوان‌ها و لقب‌هایی است که از سوی اهالی دانش، فرهنگ و سیاست؛ به سبب رویدادها یا ویژگی‌هایی به این دیار داده شده است. رئونت، ابرشهر، نیشاپور و شادیاخ (و مشتقات آن‌ها) نام‌هایی است که این بوم، در دوره یا دوران‌هایی از تاریخ به آن‌ها شناخته می‌شده؛ دهلیز مشرق و مغرب، دارالعلم، کلانشهر مشرق‌زمین، چشم خراسان، دارالملک، دارالاماره، ام‌البلاد، شادجهان، ایرانشهر، جهانشهر، خزانه مشرق و معدن فضلا و منبع علما و … نام‌های دیگری است که در بیان ویژگی‌هایی از این شهر، در منابع گوناگون ثبت گردیده است.
در آغز دولت اسلام نیشابور به «ابرشهر» نیز معروف بود و به همین نام در سکه‌هایی که خلفای اموی و عباسی در آن شهر ضرب کرده‌اند یاد شده است. مقدسی و برخی از گذشته‌نگاران دیگر آن را «ایران شهر» نیز ضبط کرده‌اند. ولی گویا این نام فقط عنوان دولتی یا عنوان رسمی و افتخاری آن شهر بوده است.

## تاریخ و پیشینه

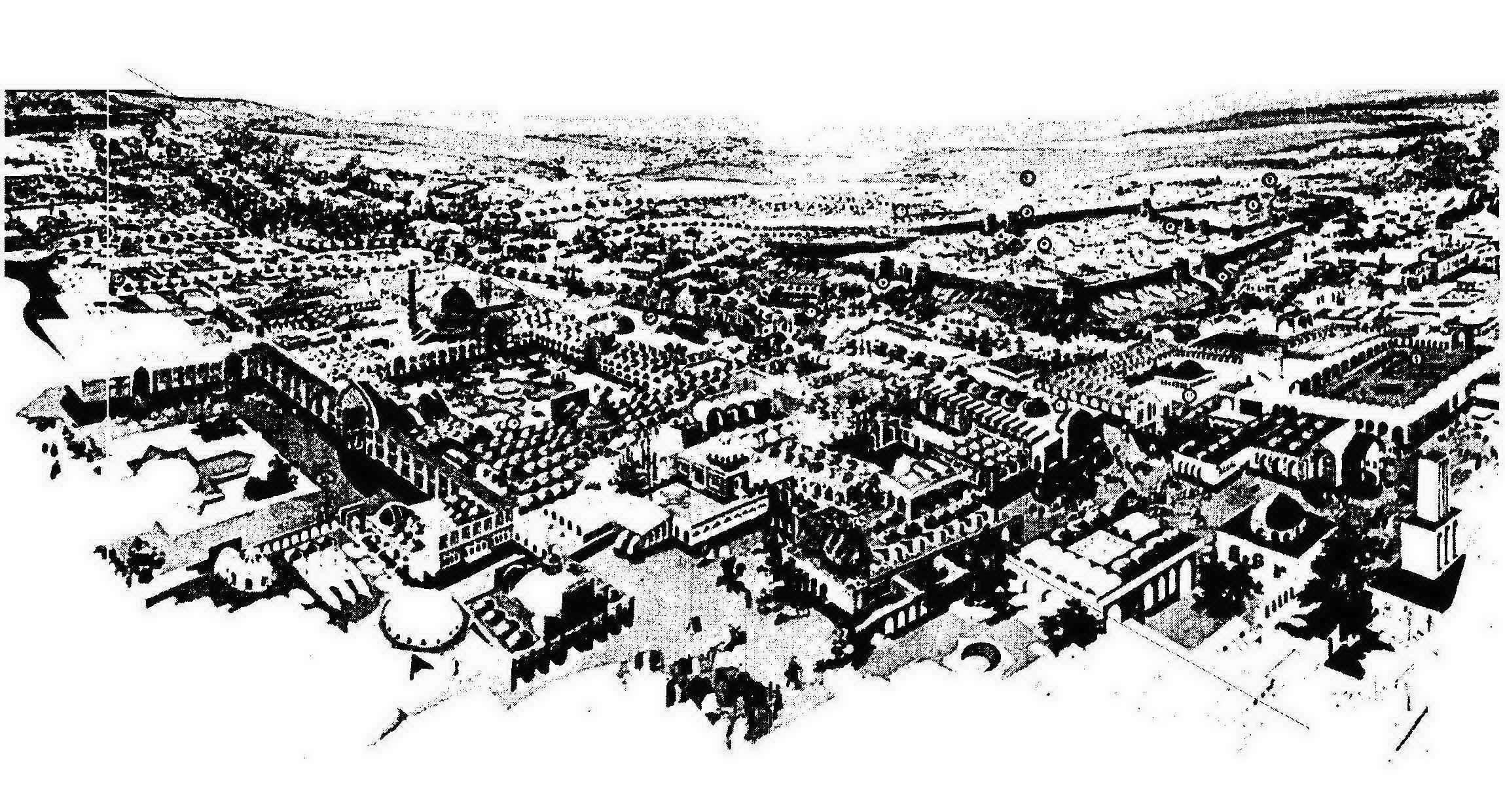
طرحی بازسازی شده از نیشابور در دوران طلایی اسلام بر اساس اطلاعات تاریخی در کتاب تاریخ نیشابور (الحکام) (نسخه باقی‌مانده و اصلی این کتاب در سازمان اسناد و کتابخانه ملی ایران نگهداری می‌شود)

### دوران اساطیری
سرآغاز و پیدایش نیشابور، همچون بسیاری از شهرهای تاریخی و دیرپای جهان، در هاله‌ای از اسطوره و افسانه در پیچیده و در نگاهی کلی به منابع، سیمای نیشابور به عنوان یک بوم و شهر اساطیری و در اندازهٔ یکی از مراکز مهم این دوران توصیف می‌شود.

#### آغاز آفرینش
رَئِوَنْت (به پارسی میانه: رِیوَنْد) کهن‌ترین نام در نام بردن از حوزهٔ جغرافیایی ناحیهٔ نیشابور است که در نسک ایرانی اَوِستا از آن، سخن رفته است. بر پایهٔ روایت ایرانی آغاز آفرینش در نسک بندهش از کوه ریوند (در ناحیهٔ نیشابور خراسان) در شمار ۲۲۴۴ کوهی نام برده شده که از البرز فراز رستند. همچنین در جایی دیگر از همین نسک، در جریان ماجرای نبرد اهریمن با آب؛ به پیدایی دریاچه‌ای به نام سووَر (سوبر یا سوگر) اشاره شده که در ابرشهر بوم (=ناحیهٔ نیشابور) بر سر کوه توس جای دارد. و چنان‌که در گزارش رویدادهای دوران‌های بعد آمده است: آذربرزین‌مهر در نزدیکی دریاچهٔ سوور و بر روی کوه ریوند قرار داشته است. و ابوعبدالله حاکم؛ انوش پسر شیث پسر آدم را نخستین شخصیتی معرفی نموده که کهندژ نیشابور را بر سنگی بزرگ، سفید، مدوّر (دایره‌شکل) و املس (نرم و هموار) بنا گذاشت چنان‌که مردمان آن روزگار، این بنا را دژ سنگی (قلعهٔ حجریه) می‌خواندند.

#### پیشدادیان
پیشدادی‌ها نخستین فرمانروایان ایران‌زمین، در دوران اساطیری؛ هوشنگ، تهمورث، جم، فریدون و منوچهر سرشناس‌ترین آنها هستند که قهرمانانی همچون آرش، گرشاسب و رستم؛ و دشمنانی همچون افراسیاب و ضحاک دارند. بر پایه نوشتار تاریخ الحاکم، در این دروان؛ شخصیت‌هایی همچون ذوالایکه، افراسیاب ساحر و ایرج پسر فریدونبر دژ-قلعه نیشابور دست یافته، آن را بازسازی نموده و بر گستره و آبادانی آن افزوده‌اند؛ اما در دوران منوچهر بود که بر پیرامون کهندژ، خندقی حفر نمودند و آتشکدهای برپای داشتند؛ چنان‌که پس از آن، گروش مردمان و آبادانی آن، روزافزون گردید. اما حمدالله مستوفی بنیان‌گذار نیشابور را تهمورث دیوبند معرفی کرده است. و بر پایه روایتی ایرانی؛ در روزگار تهمورث بوده که آتشدان پشت گاو اساطیری سریشوگ، به دریا افتاد و سه آتش فروزان در ژرفای دریا درخشان ماندند و آن سه آتش نوپدید: گشنسب، فرنبغ و برزین‌مهر بودند.

#### کیانیان
کیانی‌ها، سلسله‌ای از فرمانروایان اساطیری ایران هستند که دوران آنان با رویدادهای پهلوانی و همچنین گسترش آیین مزدیسنا در ایران‌زمین پیوند خورده است. بر پایهٔ گفتار شاهنامه؛ کیکاووس پس از در هم شکست سپاه افراسیاب، به سوی پارس آمد و جهان را به شادی، چنین بیاراست:
| بیامد سوی پارس، کاووس کی    |  | جهانی به شادی، نو افکند پی |
| فرستاد هر سو یکی پهلوان     |  | جهاندار و بیدار و روشن‌روان |
| به مرو و نشابور و بلخ و هری |  | فرستاد هر سو یکی لشکری     |

در پاره‌ای از بندهش، از دستان پور سام یاد شده که پادشاهی سکایان و نیمروز را از پدر گرفت و کدخدایی ابرشهر (= نیشابور) را شکوه بخشید. و باز در شاهنامه است که کیخسرو پس از تعقیب افراسیاب، و در راه بازگشت به ایران، از چاچ و سغد و بخارا و جیحون و بلخ و طالقان و مرورود گذر کرد؛ آن‌گاه:
| و زآن پس، به راه نشابور، شاه    |  | بیاورد پیلان و گنج و سپاه       |
| همه شهر، یکسر، بیاراستند؛       |  | می و رود و رامشگران خواستند     |
| دِرَم ریختند از بر و زعفران،      |  | چه دینار و مُشک، از کران تا کران |
| به شهر اندرون، هر که درویش بود؛ |  | و گر سازش از کوشش خویش بود      |
| دِرَم داد مر هر یکی را ز گنج      |  | پراگنده شد بدره پنجاه و پنج     |

و سرانجام؛ کی‌ویشتاسب (گشتاسپ)، در پی گرویدن به انوشه‌روان زرتشت؛ آذر بُرزین‌مِهر -یکی از این سه آتش بهرام- را که تا آن زمان، در جهان می‌وزید و از جهانیان، نگاهبانی می‌کرد؛ بر فراز کوه رِیوَنْد (رَئِوَنْت) (در نزدیکی نیشابور) به دادگاه نشانید (پابرجای کرد). رِیوَنْد، همچنین شهری در نزدیکی نیشابور (و محله و ناحیه‌ای پیوسته به این شهر) است که آن را از پایتخت‌های اساطیری ایران‌زمین و پایتخت گشتاسب دانسته‌اند. یاقوت حموی، نیز گشتاسب را بنیان‌گذار ربع بشتفروش (بُشتَنفُروش) نیشابور معرفی نموده است. اما پس از گشتاسب، بهمن پور اسفندیار بر تخت نشست و او دخترش (همای) را بر پسرش (ساسان) برتری داد و ولیعهد خویش ساخت؛ و ساسان، رنجیده از پدر به شهر نیشاپور پناه برد:
| دمان سوی شهر نشابور شد |  | پر آزار بود، از پدر؛ دور شد |

ساسان، دختری از خاندان بزرگان شهر را به همسری گزید و از این پیوند، پسری به نام ساسان پدید آمد. ساسان چون بزرگ شد به شبانی پرداخت. چنان‌که:
| ز شاه نشابور، بستُد گَله |  | که بودی به کوه و به هامون، یله |
| همی‌بود یک‌چند چوپان شاه |  | به کوه و بیابان و آرامگاه      |

واین ساسان، هموست که سه شب پی در پی، به خواب پسرش (بابک) می‌آمد و بابک، در خواب شب سوم، آذران فرن‌بغ و گشنسب و بُرزین‌مهر را در خانه ساسان می‌بیند که می‌درخشند و به کیهان، روشنی می‌بخشند. و برزین‌مهر، سومین آتش درخشان روشنگر، در دوران‌های بعد، در کوه رِیوَنْد در شمال غربی نیشابور زبانه می‌کشیده است.

### دوران پیشاتاریخی
یافته‌های کاوش‌های باستان‌شناسی ناحیهٔ نیشابور که تا امروز به سرانجامی رسیده‌اند؛ نشانگر پیدایی آثار دوره‌های گوناگون پیشاتاریخی و تاریخی، از نوسنگی گرفته تا ساسانی، در این ناحیه است.
- محوطهٔ پیشاتاریخی تپهٔ برج: با نظر به آثار قابل مشاهده در این محوطه، محدوده‌ای در حدود شانزده هکتار را در بر می‌گیرد در شانزده کیلومتری جنوب شرقی شهر کنونی واقع شده است.[۹۴] پیشینه این محوطه با قدمت حدود ۵۵۰۰ پیش از میلاد به دوره نوسنگی جدید بازمی‌گردد.[۹۵] یکی از یافته‌های برجستهٔ این محوطه، اسکلت زنی حدود ۴۵ ساله همراه با یک قطعه فیروزهٔ سوراخ‌شده در نزدیکی کمر است؛ آزمایش C14 روی استخوان ساق پای اسکلت، گاهنگاری مطلق ۴۳۶۰ پیش از میلاد را نشان می‌دهد.[۹۶]
- محوطهٔ پیشاتاریخی شهرک فیروزه: قدمت این محوطه به دورهٔ برنز جدید (اواخر هزاره سوم و اوایل هزاره دوم پیش از میلاد) می‌رسد[۹۶] در شمال غربی شهر کنونی و در پهنهٔ شرقی رودخانه فاروب رومان قرار دارد.[۹۷] از یافته‌های برجستهٔ این محوطه می‌توان به دو کورهٔ پخت سفال (که فضاهای دست‌کند درون زمین آن‌ها برجای مانده) اشاره نمود.[۹۸]
- محوطه پیشاتاریخی تپهٔ بلوچ: که قدمت آن به دورهٔ نوسنگی (حدود ۵۵۰۰ تا ۶۰۰۰ سال پیش از میلاد[۹۹]) می‌رسد[۹۵] در ۲۰ کیلومتری شمال غربی شهر نیشابور و در شرق باغ نشاط تقی‌آباد از توابع شهرستان فیروزه امروزین، واقع شده است.[۱۰۰] نهشته‌های باستانی این دوره، گاهنگاری چند دوره با فواصل زمانی از جمله عصر مفرغ، عصر سنگ و عصر آهن را در کنار هم نمودار می‌سازد.[۱۰۱] ویژگی برجسته این محوطه پیشاتاریخی؛ فراوانی دستینه‌ها و ابزارهای سنگی است که با شماری از اشیاء و ابزارهای برنزی و گل پخته و همچنین سازه‌های گودالی پخت نان و کوره همراه شده است.[۱۰۲]

افزون بر محوطه‌های پیشاتاریخی یادشده؛ در جای‌های دیگری از ناحیهٔ نیشابور همچون کریم‌آباد، جنوب غربی شهر و یوسف‌آباد آثاری متعلق به عصر مفرغ و عصر آهن نیز کاوش شده؛ و گفتنی است که کاوش‌های باستان‌شناسی ناحیهٔ نیشابور، هنوز به سرانجام بایستهٔ خود نرسیده و عرصه‌های کاویده نشدهٔ بسیاری در پیش روی باستان‌شناسان است.

### دوران تاریخی پیش از اسلام

#### هخامنشیان
رَئِوَنْت کهن‌ترین نام جغرافیایی در نام بردن از ناحیهٔ نیشابور که در اَوِستا -کهن‌تری نوشتار ایرانی- از آن، یاد شده؛ نام کوهی است که آتشکده نامدار آذر بُرزین‌مِهر بر آن، جای داشته؛ مری بویس بر این باور است که آذران بُرزین‌مِهر، فرنبغ و گشنسپ، اگر نه پیش‌تر و در دوران هخامنشی، دست‌کم بایستی در اوایل دوران پارتیان نشانده شده باشند. همچنین ریچارد فرای نام ابرشهر (نام پیشین نیشابور) را ریشه‌گرفته از نامی کهن، به مفهوم شهر بالای هخامنشیان یا شهربانی بالای سلوکیان دانسته است. یافته‌های باستان‌شناسی در محوطه تاریخی سه‌تپه در جنوب دشت نیشابور، نیز بیانگر حیات تاریخی این ناحیه در دوران هخامنشی و اندکی پیش از آن و ارتباط نیشابور با همدان (فلات ایران) و ترکمنستان (آسیای مرکزی) است.

#### اشکانیان
ابرشهر؛ نام پیشین نیشابور، به معنی شهر آپارناک (Aparnak یا Aparnoie یونانی؛ شهر اپارنی یا اپرنی) برجسته‌ترین قبیله از سه قبیله داهه (Dahae) که دولت پارتیان (اشکانیان) را بنیان گذاشتند. یادکرد این شهر در نسک بندهش که ابرنک‌شهر نیز خوانده شده از شناخته‌شدگی و رونق ابرشهر در سرزمین پارت، نشان می‌دهد. و چنین به نظر می‌رسد بُرزین‌مهر -یکی از سه آتش مقدس کیش زرتشتی- که آتش خاص پارتیان بود و اشکانیان، خود را وقف این آتش مقدس نموده بودند و زائران بی‌شماری را در سرتاسر دورهٔ پارتی به زیارت آذر برزین‌مهر در این ناحیه، سوق می‌دادند. همچنین؛ نام ابرشهر بر روی سکه‌ای از دوران فرهاد دوم اشکانی (حکومت: ۱۳۸–۱۲۸ پیش از میلاد) نقش بسته است که حیات تاریخی این ناحیه را به عنوان محل استقرار ضرابخانه در این دوران، مستند می‌نماید. و مارکوارت در اشاره به پیشینهٔ نام کنارنگ در یاد کردن از فرمانروای ابرشهر چنین برداشت کرده که این فرمانروایی موروثی، به پیش از دوران ساسانیان (= پارتیان) برمی‌گردد که سرانجام؛ داوخواهانه، حکومت اردشیر ساسانی را پذیرا شده بودند.

### ساسانیان

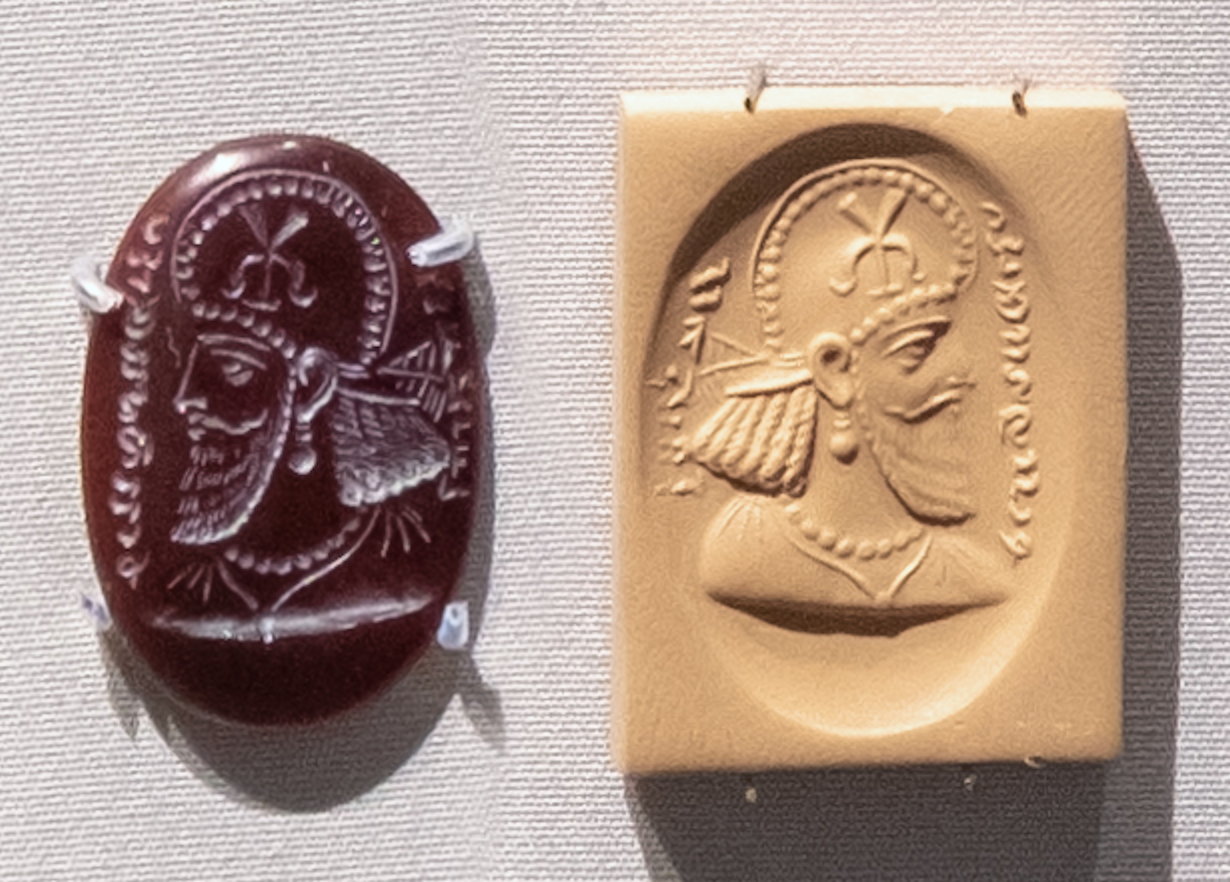
مهری از دوره ساسانی (پنجم میلاد) که در آن به پارسی میانی نام Perozhormizd پسر کنارنگ ابرشهر (نیشابور) حکاکی شده. این مهر در موزه بریتانیا نگهداری می‌شود.

از نیشابور یا ابرشهر (= نام پیشین آن) در شماری از نبشته‌های کهن هم‌پیوند با دوران ساسانی یاد شده است، از این جمله‌اند:
- کتیبه شاپور یکم بر کعبه زرتشت: در این سنگ‌نبشته که قدمت آن یه حدود سال ۲۶۲ میلادی می‌رسد؛ نام ابرشهر، به گونهٔ تمامِ اپارخشتر (= نیشابور و توابع آن) در جرگهٔ ۲۹ امارت و ایالت ایران دورهٔ شاپور یکم ساسانی یادشده است.[۱۱۸][۱۱۹][۱۲۰]
- سکه‌های ساسانی: ابرشهر در کنار شهرهای خراسانی مرو، بلخ، هرات و احتمالاً توس، خلم و سمرقند ضرابخانه‌های ساسانی بوده[۱۲۱][۱۲۲] و نام این شهر بر سکه‌های پیروز، قباد، بهرام چوبین و خسرو اول نقش بسته است.[۱۲۳][۱۲۴]
- متن ارمنی شهرستان‌های ایرانشهر: در این متن که نوشتهٔ موسی خورنی (تولد بین سال‌های ۴۰۵ تا ۴۱۰م) است؛ از ابرشهر به عنوان یکی از ۲۶ استانِ کوست خراسان -از کوست‌های چهارگانهٔ ایران- نام برده شده است.[۱۲۵]
- متن پهلَوی شهرستانهای ایرانشهر: این متن پارسی میانه که در اواخر دوره ساسانی نگاشته شده؛ نیشابور را در شمار شهرستان‌های کوستِ خراسان ایرانشهر و شاپور پسر اردشیر را بنیان‌گذار این شهرستان، معرفی نموده است.[۵۱]

#### سیاست و حکومت
قدیم‌ترین رویداد ثبت‌شدهٔ این ناحیه در دوران ساسانی؛ به نقل از تاریخ طبری، مرتبط با اردشیر بابکان (حکومت: ۲۲۶ تا ۲۴۱ میلادی) است چنین که او پس از به‌دست آوردن قدرت، شهرها و مناطق مختلف ایران از جمله ابرشهر را تحت سلطهٔ خویش درآورد. بنا به نوشتهٔ تاریخ الحاکم، شاپور پسر اردشیر، شهر نیشابور قدیم را در پیرامون کهندژ باستانی بنا کرده و از دفع حمله‌ها و مزاحمت اتراک بر این شهر، خبر داده است. در روایت متن پهلوی شهرستانهای ایرانشهر؛ پهلیزک تورانی (pablēzag [Ī] tūr)، فرمانروای این مهاجمان است. این شهر در ۴۳۰م، اسقف‌نشین نسطوریان بود. و در حدود ۴۲۲ تا ۴۴۹م؛ یزدگرد دوم برای نزدیکی به مرزهای شمال خاوری کشور و رویارویی با تاخت و تاز و آزار اقوام کیدار و خیون (هون)؛ نیروی خود را در این ناحیه مستقر ساخت و پایتخت خود را از تیسفون به نیشابور (ابرشهر) منتقل نمود. همچنین در شماری از متون تاریخی رویدادهای: حضور قباد (حکومت: ۴۸۸–۴۹۸م) در ابرشهر و ازدواج ولی با دختر یکی از بزرگان شهر؛ به دنیا آمدن انوشیروان در این ناحیه؛ سکه زدن بهرام چوبین (در حدود ۵۹۰ تا ۵۹۱م) به نام خود در این شهر (در زمان شورش بر هرمز)؛ و فرونشاندن شورش پادگان ابرشهر به دست سمبات باگراتونی، از مرزبانان خسروپرویز ثبت شده است. نیشابور (ابرشهر) در دوران ساسانی، مرکز ناحیه‌ای گسترده بود که رستاک‌هایی همچون ارغیجان، اسپراین، جوین، بیهک بیهق، باخرز، خواف، زوزن، زام و زاوه از رستاک‌های آن بودند. مرزبان یا فرمانروای این منطقه، دارای لقب اختصاصی کنارنگ بود. در این دوران، حاکمانی که از خانواده سلطنت بودند لقب شاه داشتند و نیشابور یکی از ولایت‌های ۲۶گانهٔ ایران بود که حاکم آن، شاه نامیده می‌شد. در نگاهی کلی؛ نیشابور (ابرشهر) این دوران، یکی از پایگاه‌های فرمانروایی و پایتخت‌های ساسانی است که به خاطر آتشکدهٔ بزرگ نامدار آذر برزین‌مهر در ناحیهٔ ریوند زیارتگاه مشهور ایران؛ در جایگاه یکی از مراکز فرهنگی-مذهبی ایران دوره مزدیسنایی نقش‌آفرینی نموده است.

سکه درهم خسرو دوم (۵۹۰–۶۲۸ میلادی) از دوران ساسانی ضرب شده در ابرشهر (نیشابور)؛ ابرشهر، یکی از ضرابخانه‌های ایران در دوران اشکانی، ساسانی و سده‌های نخستین هجری بوده است.

#### اقتصاد و فرهنگ
شاپور -که از وی به عنوان بانی شهر در دوره ساسانی، نام برده شده- به امور تجارت و اقتصاد، توجهی ویژه داشت؛ او در راستای نیرومندسازی موقعیت اقتصادی ابرشهر، نواحی شمال شرق ایران را -که در سیطرهٔ کوشان بود- تصرف نموده و فرمانروایانی -از جمله شاهزاده پیروز- را که پیرو وی بودند، بر این ناحیه نهاد. به‌طور کلی؛ موقعیت ویژهٔ جغرافیایی نیشابور که در چهارراه ارتباطی شرق به غرب و شمال به جنوب در بخش خاوری ایران قرار گرفته مورد توجه ساسانیان قرار گرفته و از آن به عنوان یکی از سنگرهای استوار در برابر یورش‌های بیگانگان شرق قلمرو امپراتوری و پایگاه برقراری امنیت در جبههٔ شرقی راه ابریشم بهره بردند. قرارگیری در این مسیر که شاهراه شرق به غرب قلمرو ساسانی به‌شمار می‌رفت؛ رونق شهر را در جایگاه یکی از مهم‌ترین منزلگاه‌ها و باراندازگاه‌های کاروان‌های تجاری فراهم نمود. به گونه‌ای که ساختارهای نظام توسعه‌یافتهٔ اقتصادی از جمله: نظام روشمند دریافت مالیات و نهاد رسمی ضرابخانه (در اندازهٔ یکی از ضرابخانه‌های عمدهٔ دوره ساسانی) در این شهر مستقر گردیدند. آثار و میراث هنر و صنعت سفالگری برجای مانده در کهندژ نیشابور نیز نشانگر رونق اقتصادی و زیستگاهی این شهر به عنوان یکی از مراکز عمدهٔ سفالگری شمال شرق ایران در نیمهٔ سده ۴ تا نیمه سدهٔ ۷ میلادی (همزمان با ساسانیان) است. در این دوران؛ آذر برزین‌مهر، یکی از سه آتشکده بزرگ و زیارتگاه مشهور ایران ساسانی، در ناحیهٔ ریوند نیشابور شعله می‌کشید و این بوم، به عنوان یکی از مراکز فرهنگی-مذهبی ایران دوره مزدیسنایی نقش‌آفرینی می‌نمود و برآمدن شخصیت‌هایی همچون برزویه، مزدک و آغاز دعوت مانی و حضور مسیحیان نسطوری نمودهایی از گونه‌گونی و پویایی فرهنگی و اجتماعی این ناحیه در دوران ساسانی است.

### دوران اسلامی

#### سده اول و دوم هجری
۶۴۰م- ۷۵۰م

بیشتر تاریخ‌نویسان، فتح اسلامی نیشابور را در ۶۴۳ به هنگام خلافت عمر بن خطاب ثبت کرده‌اند. برخی نیز این رویداد را در ۶۵۰م را به هنگام خلافت عثمان بن عفان نوشته‌اند، بودن شماری از صحابهٔ پیامبر اسلام در سپاه خلافت راشدین، یکی از دلایل فتح بی‌جنگ این شهر ذکر شده است. حاکم نیشابوری نوشته که در۶۴۳م با صلح‌نامهٔ کنارنگ و عبدالله عامر فتح اسلامی به آن درآمد.

به‌هنگام امارت زیاد بن ابی‌سفیان، خراسان چهاربخش (رَبع) شد و نیشابور مرکز یکی از چهاربخش‌های خراسان برگزیده شد.

#### سده سوم تا آخر پنج هجری
۷۵۰م-۱۰۷۷
پایهٔ توسعهٔ نیشابور در سده‌های میانه را، شهرنشینی نهادینه‌شده در دورهٔ ساسانی در آن منطقه می‌دانند؛ از مراکز بزرگ اقتصادی راه ابریشم بود که بخش‌های مرکزی فلات ایران را با خوارزم و ماوراءالنهر مرتبط می‌ساخت. ابن رسته، مقدسی، اصطخری، ابن حوقل و یاقوت حموی دربارهٔ نیشابورِ سده‌های میانه‌ها نگاشته‌اند یا در پژوهش‌هایشان به نیشابور نیز سفر کرده‌اند. ابن رسته این شهر را «صحرایی ـ کوهستانی» خوانده که زیرشهرهایی داشته مانند: جام، باخرز، جوین و بیهق؛ سپس، سیزده روستا و چهار ربعِ شهر نیشابور را نام می‌برد که ریوند، تکاب، بشت‌فروش و مازول بوده‌اند و روستاها نیز شامل استوا، ارغیان، اسفراین، پُشت، رخ، زاوه، زوزن، اشبند و خواف بوده‌اند.

در ۸۱۵م، علی ابن موسی الرضا، هشتم شیعیان اثناعشری و ولی‌عهد مأمون عباسی به نیشابور درآمد، از سوی محدثان بسیار گرامی داشته شد و حدیث سلسلة الذهب را به درخواست آنان بیان کرد.
در تمام خراسان به نظر ابن حوقل شهری خوش‌هوا تر و آبادتر از نیشابور نبود. ثروت بازرگانانش بسیار بود و هر روز کاروانی تازه به آن شهر می‌رسید و انبارهای آنجا را از کالاهای گوناگون پر می‌کرد و پارچه‌های نخی و ابریشمی آن شهر به نواحی دیگر حمل می‌شد. مقدسی پس از تأیید این گفته‌ها گوید نیشابور چهل و دو محله دارد که برخی از محلات آن هریک به‌قدر نصف شیراز است. خیابان‌های بزرگ آن که به دروازه‌ها منتهی می‌گردد از پنجاه خیابان کمتر نیست. مسجد جامع آن دارای چهار صحن است و از آثار عمرو لیث صفاری است. عمارت بزرگ مسجد دیوارش با کاشی‌های زراندود آراسته است و خود مسجد یازده در دارد و دارای ستون‌های مرمر و سقف‌ها و دیوارها همه پاکیزه و آراسته است. رودخانه نیشابور هفتاد آسیاب را در سر راه خود می‌گرداند. از این رودخانه قنات‌های متعددی آب می‌گرفت که زیر خانه‌ها جاری بود. یاقوت گوید با وجود ویرانی‌هایی که از زمین‌لرزه سال ۵۴۰ در نیشابور حادث گردید و پس از آن در سال ۵۴۸ تاخت‌وتاز و غارت عشایر غز به وقوع پیوست باز در تمام خراسان نقطه‌ای از خراسان آبادتر نیست.

امیرنشین طاهریان در ۸۲۱ به‌دست طاهر بن حسین در مرو استقلال اعلام کرد. در ۸۳۰ نیشابور پایتخت امیرنشین طاهریان شد و پس از مرو، دومین پایتخت آنان به‌شمار می‌رود. داستانی دربارهٔ بنیان‌نهادن شادیاخ در نیشابور به عبدالله بن طاهر نسبت داده‌اند؛ که هدف از آن عدم مزاحمت سپاهیان برای مردم بوده است.
این داستان را به دیگران، از جمله غازان خان نیز نسبت می‌دهند. کاخ شادیاخ، تا سده هفتم هجری، آبادان بود.

عبدالله بن طاهر پس از اخذ تصمیم خود مبنی بر عزیمت به خراسان، با شتاب تمام راه نیشابور را در پیش گرفت. وی سپس در سال ۲۱۵ ه‍.ق/ ۸۳۰ م، به مرو وارد شد و اقامتی کوتاه در آن شهر داشت، زیرا نیشابور را به عنوان پایتخت خویش برگزیده بود. وی نیشابور را به علت مزایایی که آن را مناسب پایتختی قرار داده بود، به عنوان مرکز حکومت خویش برگزید که از آن جمله آب و هوای نیکو را بیان می‌دارند. چنان‌که عبدالله بن طاهر در پاسخ به چرایی گزیدن این شهر به پایتختی، هوای قوی، مردم سر به زیر و دارای عمر زیاد را عنوان کرده است. همچنین ثعالبی نیز از پاکیزگی هوای این شهر در نزد یکی از طاهریان یاد کرده است.
در کنار موارد مذکور می‌توان دلایل دیگری را نیز برای این اقدام عبدالله بیان کرد اما در این میان، ممکن است دلایل سیاسی و نظامی که متأثر از حضور خوارج است، در اولویت باشند. در زمان تاخت‌وتاز خوارج در خراسان، نیشابور در مرکز توجه آنان قرار داشت و در هنگام ورود عبدالله به خراسان نیز کانون این معضل بشمار می‌آمد، چنان‌که علی بن طاهر، برادر و نایب عبدالله در حکومت خراسان، سراسر ایام کوتاه حکومتش را در درگیری با خوارج در نیشابور گذراند و سرانجام جان خویش را نیز در این راه از دست داد. دوران زمامداری محمد بن حمید طاهری پیش از عبدالله در خراسان به مرکزیت نیشابور، به ساخت عمارت‌های متعدد و ستیز دایمی با خوارج سپری شد. شابشتی به نامه‌ای از عبدالله به مأمون اشاره می‌کند که در آن، تعدد اقامتگاه‌های خوارج در اطراف نیشابور و اهمیت این منطقه را به همین سبب، گزارش می‌کند. در نتیجه حضور چشمگیر خوارج پیرامون نیشابور و نبرد حاکمان پیش از عبدالله با آنان، او را به توجه ویژه به این منطقه در راستای سرکوب این گروه واداشت.
به روایت حمزهٔ اصفهانی، سرزمین‌های طبرستان و رویان نیز توسط مأمون به عبدالله واگذار شدند و امور اینچنینی که گسترش حکومت طاهریان را در پی داشت، موجب پررنگ شدن نقش نیشابور به عنوان پایتخت و شهری می‌شد که طاهریان از طریق آن بر سرزمین‌های مختلف اشراف یابند و با دقت به ادارهٔ آن بپردازند. همچنین مرو به علت بافت قدیمی‌اش و محدودیت‌های متأثر از آن، جاذبهٔ لازم را در برابر نیشابوری که دارای ظرفیت بیشتر برای احداث عمارت‌ها و کاخ‌های جدید بود، برای حاکم مقتدر طاهری دارا نبود. اقدامات عمرانی عبدالله در نیشابور که مشتمل بر ساخت شادیاخ و عمارت‌های تازه بود، نشانگر میزان علاقهٔ او به شهری بود که توانایی آبادی آن به سلیقهٔ خویش را داشت. اقدامات عبدالله آنچنان در آبادانی و گسترش نیشابور تأثیرگذار بود که موجب جذب عدهٔ زیادی از ادیبان و دانشمندان بدان شهر به موجب محاسن آن گشت و آن را در ردیف ثروتمندترین و پرجمعیت‌ترین شهرها قرار داد.
در اوت ۸۷۲ یعقوب لیث صفاری بر نیشابور چیره شد. هنگامی که بزرگان نیشابور به مشروعیت او از سوی خلیفه خرده گرفتند، درباری باشکوه آماده ساخت، در حضور بزرگان شمشیرش را درآورد و گفت «امیرالمؤمنین را به بغداد نه این تیغ نشاندست؟ گفتند: بلی. گفت مرا بدین جایگاه نیز همین تیغ نشاند و عهد من و آنِ امیرالمؤمنین یکی است»

جغرافی‌دانان‌ها در این دوره، نیشابور را به عنوان شهری پرجمعیت توصیف می‌کنند که به ۴۲ بخش با یک فرسخ طول و عرض بخش شده بود و ارگ، مرکز شهر و یک حومهٔ شهری بیرونی را دربرمی‌گرفت که مسجد جامع نیشابور در این بخش جای داشت. در کنار این مسجد بازار همگانی و پادگانی به‌نام المعسکر، کاخ حاکم (ارگ)، فضای باز دوم با عنوان میدان الحسین و زندان جای داشتند. ارگ دو دروازه داشت و مرکز شهر چهار دروازه: دروازهٔ پل، دروازهٔ راهی که از مقیل می‌آمد، دروازهٔ قلعه (باب‌الکهندز) و دروازهٔ پل تکین. حومه‌های شهری دیوارهایی با شمار بسیاری دروازه داشته است. شناخته‌شده‌ترین بازارها المربع الکبیرة (نزدیک به مسجد جامع) و المربع الصغیرة بودند. مهم‌ترین خیابان‌های بازاری در حدود پنجاه تا بودند و در خط‌های یکراست متقاطع در زوایای سمت راست، سراسر شهر را می‌پیمودند؛ همه نوع کالایی در این خیابان‌ها فروخته می‌شد. نهرهای بسیاری که از وادی سقاورسرچشمه می‌گرفتند از روستای باشتنکار یا باشتقان به سوی پایین حرکت کرده و ۷۰ مایل را طی می‌کردند، از اینجا به بعد از نزدیک شهر عبور کرده و خانه‌هایی با ذخایر آبی وسیع را ایجاد می‌کردند. باغ‌های پایین‌شهر نیز بدین شیوه آبیاری می‌شدند. منطقهٔ نیشابور همچو حاصلخیزترین ناحیه در خراسان برجسته بود.

کتاب تاریخ النیسابوریین در سپتامبر یا اکتبر ۹۹۸م به‌دست ابوعبدالله حاکم نیشابوری نوشته شد؛ کتابی که به جغرافیا، تاریخ و علم حدیث در نیشابور پرداخته و بیش از ۲۵۰۰ تن از بزرگان نیشابور را معرفی و دلایل سرشناسی آن‌ها را نه به شیوه تذکره که به صورت خلاصه یاد کرده است. این اثر در سده هفتم قمری، به‌دست محمد بن حسین خلیفه نیشابوری بازنویسی و بخش‌های عربی آن به فارسی ترجمه شده است. خلیفه نیشابوری قسمت‌هایی از تاریخ نیشابور معاصر خود یعنی حدود سه قرن پس از متن اصلی کتاب را نیز به کتاب حاکم اضافه کرده است. این کتاب را از آثار ارزشمندی می‌دانند که در حوزه تاریخ‌نگاری محلی ایران نگاشته شده، گویا نسخهٔ کامل آن یافت شده است.

در سال ۴۰۱ (قمری)، قحطیِ بزرگی در نیشابور روی داد که بر اثر سرمازدگی کشاورزی در سال ۴۰۰ (قمری) بوده است.

#### سده ششم هجری
۱۰۷۷م-۱۲۲۱م
به‌هنگام حملهٔ غزها به نیشابور در ۱۱۵۴م، جنگ داخلی مذهبی نیز در نیشابور رخ داد؛ «هر شب یک فرقه مذهبی به محله فرقه دیگر حمله می‌کرد و عده‌ای از آنان را می‌کشت» که نمونه‌ای برجسته از درگیری‌های مذهبی سده ششم هجری است، حتی اگر دو طرف از سوی دشمن مشترکی تهدید می‌شدند، از ستیزه‌جویی بازنمی‌ایستادند.
در سال ۶۱۸ لشکریان مغول به فرماندهی چنگیزخان آن را تسخیر نموده به باد غارت دادند و یاقوت گوید مغول‌ها در آنجا حتی یک دیوار هم برجا نگذارند. نیشابور پس از فتنه مغول دوباره آباد گردید و ابن بطوطه که در قرن هشتم آنجا را دیده است گوید که آنجا شهری معمور است و آن شهر از فرط حاصلخیزی و کثرت میوه‌ها دمشق کوچک خوانده می‌شود. در نیشابور، به گفته ابن بطوطه، پارچه‌های ابریشمین بافته می‌شود و سوداگران از هر سو به آنجا رفت‌وآمد می‌کنند.
همهٔ منابع تاریخی دربارهٔ نبرد نیشابور (۱۲۲۱)، از سوی مسلمانان نوشته شده است. آنان حمله مغول و تأثیرات پس از آن را، به عنوان ضربه‌ای رکود کننده در تاریخ نیشابور و در پی آن، تمدن اسلامی و ایران مطرح می‌کنند: «تبدیل به جویبارهای خون گردید، از سران مردان و زنان و کودکان هرم‌هایی ساخته شد، حتی به سگ‌ها و گربه‌های شهر نیز رحم نکردند.»
محمد خوارزمشاه در ۲۴ آوریل ۱۲۲۰ م به نیشابور وارد شد. مدّتی ماند و نیشابور نقش دربار خوارزمشاهیان داشت. عطاملک جوینی از چگونگی درهم‌آمیزی ازدحام و تشویش مردمان و نابسامانی سلطنت خوارزمشاهیان نوشته است. سلطان محمد در یک خطبهٔ نماز جمعه در نیشابور بیان داشت که «کارِ این مغولان بلایی آسمانی است، هرکس چارهٔ خویش کند و برود یا تسلیم شود.» سپس سه تن را مأمور ادارهٔ شهر کرد: «نظام‌الدین ابوالمعالی جامی»، «ضیاءالملک زوزنی» و «مجیرالملک کافی»؛ سرانجام برای شکار از نیشابور سوی اسفراین رفت. جبه نویان و سبتای همراه گردان‌هایی در ۱۳ مه ۱۲۲۰م به نیشابور رسیدند و حاکمان سه‌گانه پیام پیروی به آن دو فرستادند. کم‌کم شورش‌هایی علیه بود-وباش سربازان امپراتوری مغولان در ربع نیشابور شدّت گرفت. سپس تولُی از سوی چنگیز، خان مغول مأمور رسیدگی شد که او تغاجار نویان را فرماندهٔ سپاه خود برگزید. تولی‌خان در ۲۰ نوامبر ۱۲۲۰م (نیمهٔ رمضان) به مرزهای ربع نیشابور رسید. در این درگیری‌ها، تغاجار نویان با تیر یک کمان‌دار مرزدار نیشابور کشته شد.شهاب‌الدین زیدری نسوی از تغییر تاکتیک فرماندهان مغولان نوشته که تا بیست شهر از توابع نیشابور را تصرف نکردند، قصد نشابور نکردند. پس از چیرگی امپراتوری مغولان بر مرو، نیشابور در ۱۶ ژوئن ۱۲۲۱ م به فرماندهی تولُی سقوط کرد و در فرمان امپراتوری مغولان جای گرفت.

اکنون در شهرستان نیشابور، آثاری از دورهٔ خوارزمشاهیان به‌جامانده که دربرگیرندهٔ تپه-قلعه‌های چهار گوشلی، دختر، گلبو، دهنه حیدری، رضی و کلیدر هستند. همچنین سردابه یام و قلعهٔ کهنهٔ سرده از این دسته‌اند.
ابن ابی‌برکات، علی سیفی، رضی‌الدین، امیرمعزی، ابوالفضل میدانی، ابن فندق، ابن ابوسعید، ابن ابی صادق، عبدالملک جونی، عمر خیام و فریدالدین عطار از برجستگان نیشابور در این دوره بودند.

#### ایلخانی-تیموری
۱۲۲۱م-۱۵۰۷م
پس از براندازی نیشابور در ۱۲۲۱م، ساختار شهری آن ناتوان شد و فراورده‌های کشاورزی‌اش کاهش یافت. غازان‌خان و ابوسعید بهادرخان برای آباد ساختن، مکان‌هایی در ساخته شد، جمعیت شهر فزونی گرفت و برخی روستاها باز-آباد شده. شهر جدید را در شمال و غرب شهر قدیم ساختند.
در ۱۳۳۹م یا ۱۳۴۰م، حمدالله مستوفی در نیشابور بود. در زمان، این شهر و منطقهٔ آن، آبادان و مهم در خراسان به‌شمار می‌رفته. کشاورزی در منطقهٔ مرکزی نیشابور بسیار رونق داشته به‌طوری‌که او از چهل آسیاب در کنار رود میرآباد (به‌گفتهٔ او: آب‌بوستان) سخن گفته که همگی بی‌ایست کار می‌کرده است. شتاب و گنجایش این آسیاب‌ها را از تشابهی ادبی که او گفته می‌توان دریافت: «تا کشاورزان از دوختنِ سرِ یک جوال فارغ می‌شدند، یک خروار غلّه آرد می‌شد.»
در بهار ۱۳۸۱م نیشابور بی‌نبرد به‌دست تیمور گرفته شد. در ۲۶ ژوئیه ۱۴۰۴م روی گونزالس دی کلاویخو سفیر هانری سوم پادشاه اسپانیا نزد تیموریان، به نیشابور رسید.

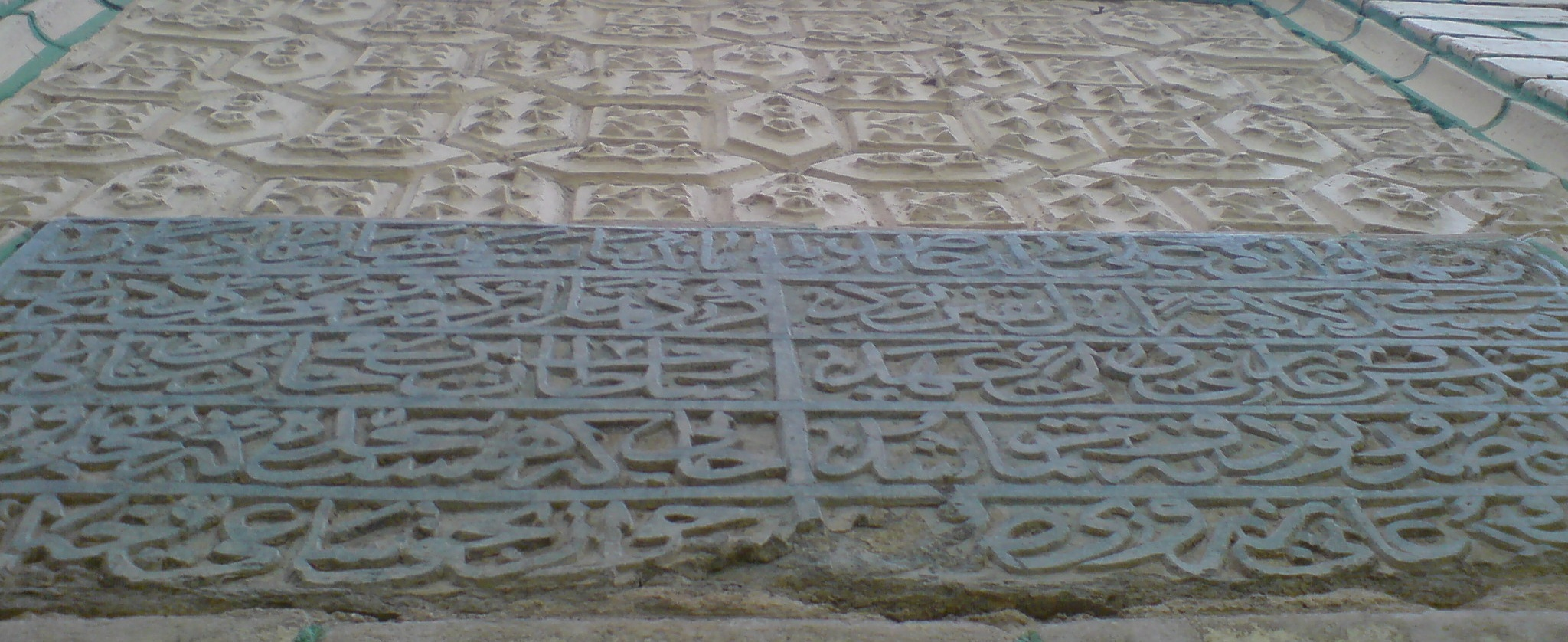
سنگ‌نوشتهٔ بنیانگذاری مسجد جامع نیشابور در ۱۴۹۴م

در ۱۴۰۵م زلزله‌ای شدید نیشابور را لرزاند که گویا پس‌لرزه‌هایش تا چند روز پیوسته بوده. در ۲۰ آوریل ۱۴۴۷م، جنگی داخلی میان تیموریان در نیشابور رخ داد. ابن بطوطه جهانگرد مغربی، احتمالاً در دهه ۱۳۳۰ (میلادی) به نیشابور درآمد و این شهر را توصیف کرد:
یکی از شهرهای چهارگانه‌ای است که پایتخت‌های خراسان‌اند، از برای فراوانی میوه‌ها، بوستان‌ها، آب‌ها و زیبایی‌هایش «دمشق کوچک» نامیده می‌شود. چهار نهر در آن روان است، بازارهایش نیکو و گسترده است، مسجد نوساخته‌اش در میانهٔ بازار است که چهار مدرسه در کنارش می‌باشد و آب‌واره‌های فراوانی دارد.
او همچنین از گونه‌های پوشاک‌بافی در نیشابور نام می‌برد که از حریر بافته می‌شدند که برای فروش به هند می‌بردند.

در ۱۴۹۳م مسجد جامع نیشابور با تلاش پهلوانی به نام علی بن بایزید کرخی (احتمالاً هراتی) ساخته شد که تا کنون برجامانده و کهن‌ترین سازه در محدودهٔ کنونی نیشابور است. مدرسه گلشن، آرامگاه عطار، آرامگاه مغربی، قلعه شورگز و کاروانسرای فخر داوود از بناهای ساخته‌شدهٔ این دوران در نیشابور بوده که هنوز پابرجاست.
سراج‌الدین سگزی، حسن جوری، حسن متکلم و لطف‌الله نیشابوری از مشاهیر نیشابور در این دوره‌اند؛ جمال‌الدین شریف (شام سپس مصر) محمد بکتاش (آناتولی) و منجّمه (شام) از جمله برجستگانی نیشابوری‌اند که در این دوره از زادگاه خود کوچ کردند.

#### صفوی
۱۵۰۱م-۱۷۳۶م
در ۱۵۸۱م در پی ناسازگاری‌های طوایف خراسان، قلعهٔ نیشابور محاصره شد. این نبرد میان دو سپاهِ موافق و مخالف حکومت مرکزی صفویان رخ داد؛ یک سپاه به فرماندهی مرتضی‌قلی پرناک و محمد روملو برای پشتیبانی از حکومت مرکزی صفویان (شاه محمد خدابنده) آماده شده بود و دیگری به فرماندهی علی‌قلی شاملو و قلی‌خان استاجلو برای پشتیبانی از عباس میرزا (بعدها شاه عباس یکم).
نتیجهٔ این نبرد محاصره قلعهٔ نیشابور به‌دست طوایف شاملو و استاجلو، عقب‌نشینی طوایف تکلو و ترکمان، به سلطنت رساندن شاه عباس یکم در خراسان و سرانجام عقب‌نشینی طوایف شاملو و استاجلو به هرات بود.

در ۱۵۹۲م شاه عباس یکم در پی اختلافات شیبانیان و صفویان، نیشابور را از چیرگی شیبانیان درآورد.

از پنج سنگ‌نوشته در مسجد جامع نیشابور، دوتای آن وابستهٔ شاه عباس یکم است که در دو سوی درگاه شمالی‌اش نصب است. این سنگ‌نوشته‌ها، فرمان‌هایی از او دربارهٔ «کاهش مالیات و نپرداختن آن»، «تشویش‌زدایی مقام‌داران حکومتی از مردم نیشابور» به تاریخ رمضان ۱۰۲۱/ اکتبر ۱۶۱۲ است.
کاروانسرای شاه‌عباسی، کاروانسرای قدمگاه، بازار سرپوشیده، گرمابه گلشن، آرامگاه فضل، مسجد محمد محروق، مسجد و زیارتگاه قدمگاه، سرای زهدی و گرمابهٔ کهنهٔ بازار از یادگارهای دورهٔ صفوی در نیشابور است.
امام‌قلی خاکی، محمدحسین نظیری، عبدی، شاه‌محمود، محمدیحیی سیبک، کاتبی ترشیزی، میرمحمد مخدوم، شاه‌محمود رهی از برجستگان نیشابوری در این دو سده و چند دههٔ صفوی‌اند.
سعادت علی خان، زادهٔ ۱۶۸۰ در نیشابور (با ناماصلی میر محمدامین موسوی نیشابوری) به هند کوچید و سلسلهٔ نواب‌های اَوَدْهْ در شبه‌قارهٔ هند را به سال ۱۷۲۲ بنیان نهاد که تا ۱۸۵۶ ادامه داشت.

#### افشاری-قاجاری
۱۷۳۶م-۱۷۹۶م

۱۷۸۹م-۱۹۰۰
احمدشاه درانی در بهار ۱۷۵۱م با پشتیبانی توپخانهٔ سنگینش خانات نیشابور را تصرف کرد و شاهرخ نوهٔ افشار را بر خراسان فرمانروایی داد. جیمز بیلی فریزر که در ۱۸۲۲م به نیشابور رسید، در اینباره نوشت:
به شهادت کسانی که آن رویداد را دیده‌اند و هنوز زنده‌اند بلاهایی که از هجوم افغانها بر سر ساکنان نیشابور آمد دست‌کم از مصیبتهای ناشی از هجوم مهاجمان تاتار نداشت. به گفتهٔ یکی از سالخورده‌ترین ساکنان نیشابور هجوم احمدخان شهر را چنان ویران ساخت که در درون دیوار نیشابور یک خانه مسکونی نماند و مدتها این نابسامانی و دربدری ادامه داشت.

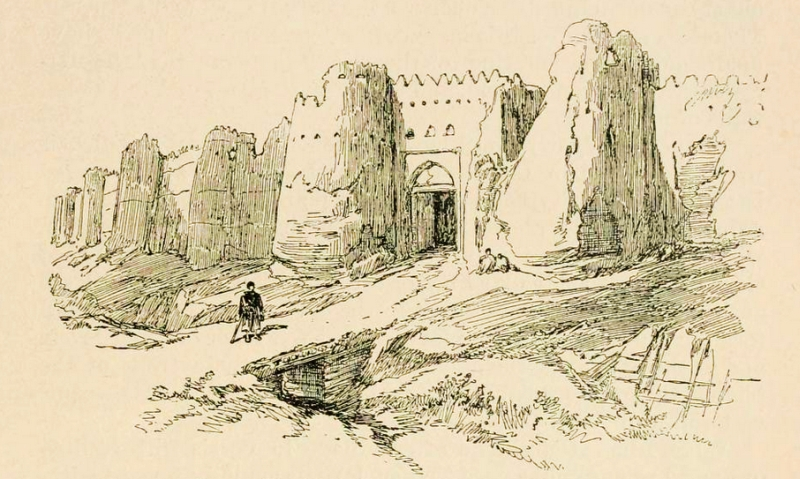
طراحی مجلهٔ Popular Science؛ یکی از دروازه‌های نیشابور، سال ۱۸۹۲

او طول شهر را چهار هزار قدم و جمعیت آن را بین ۳۰ تا ۴۰ هزار نفر گمان زد، بازار اقتصادی این شهر را راکد بیان کرد. در قحط‌سالی ۱۸۷۱م جایگاه اقتصادی نیشابور را بسیار ناتوان کرد به‌طوری‌که از ۶۰۰ باب دکان فقط ۱۵۰ باب پویا بود و دکان‌داران به‌سختی از فروش نیازمندی‌های سادهٔ روزانه می‌گذراندند.
جرج کرزن در ۱۸۵۵م از راه دروازه پاچنار به نیشابور درآمد، در اینباره نوشت که «مدت‌ها پیش از ورودش، دیوارهای شهر فروریخته بود و برج و باروهایش ویران گشته، ایوان و گلدستهٔ مسجد جامعش از دور نمایان بوده است.»
یک ستون در روزنامهٔ The Gazette Times به تاریخ ۱۱ دسامبر ۱۹۱۱م دربارهٔ جایگاه عمر خیام، آرامگاهش و گمنامی‌اش در نیشابور نوشته شد که نخستین جملهٔ آن این است:
این مَثَل که «یک پیامبر در سرزمین خود هیچ احترامی ندارد» در نیشابور، زادگاه عمر خیام، یک اثباتِ نمایان دارد.
در دهه‌های پایانی سده نوزدهم م، شهر نیشابور به‌شکل مربع-مستطیل بود که پیرامون آن به ۳۳۰۰ گز (۳۴۳۲ متر) می‌رسید. دو راه یکی شرق-به-غرب و دیگری جنوب-به-شمال داشته که این دو در میانهٔ شهر چهارسوقی (چهارراه) می‌ساخته‌اند و که بازار نیشابور را چهار بخش می‌کرده است. این چهار بازار از هر سو به دروازه‌ای می‌رسیده. دروازهٔ جنوبی «عراق»، شرقی «مشهد»، جنوب‌شرقی «ارگ» و غربی «پاچنار» نام داشته است. حدود ده هزار نفر ساکنان شهر در چهارکوی «استخر»، «بالاگودال»، «سرسنگ» و «سعدشاه» زندگی می‌کردند و بیشتر اهالی، کشاورز و معدنچی (فیروزه و نمک) بوده‌اند. بخشی نیز دکان‌دار بوده‌اند و شریف‌تبارها (سادات) مستمری ویژه داشته‌اند و از سوی دولت در پرداخت مالیات، معاف بوده‌اند. در این دوران، نیشابور ۱۱ گرمابه، دو مدرسه و دو کاروانسرا و ۴۵۰ دکّان داشته است.

در ۱۹ ژوئن ۱۸۶۶م ناصرالدین، شاهِ قاجار، در نیشابور بارعام می‌دهد. او سال‌روز میلادش را در جشن گرفت و در سخنرانی‌اش این شهر را ستود.

#### سدهٔ بیستم

آغاز کاوش‌های باستان‌شناسی در نیشابور به‌دست موزهٔ هنر کلان‌شهر نیویورک، ۱۹۳۵م

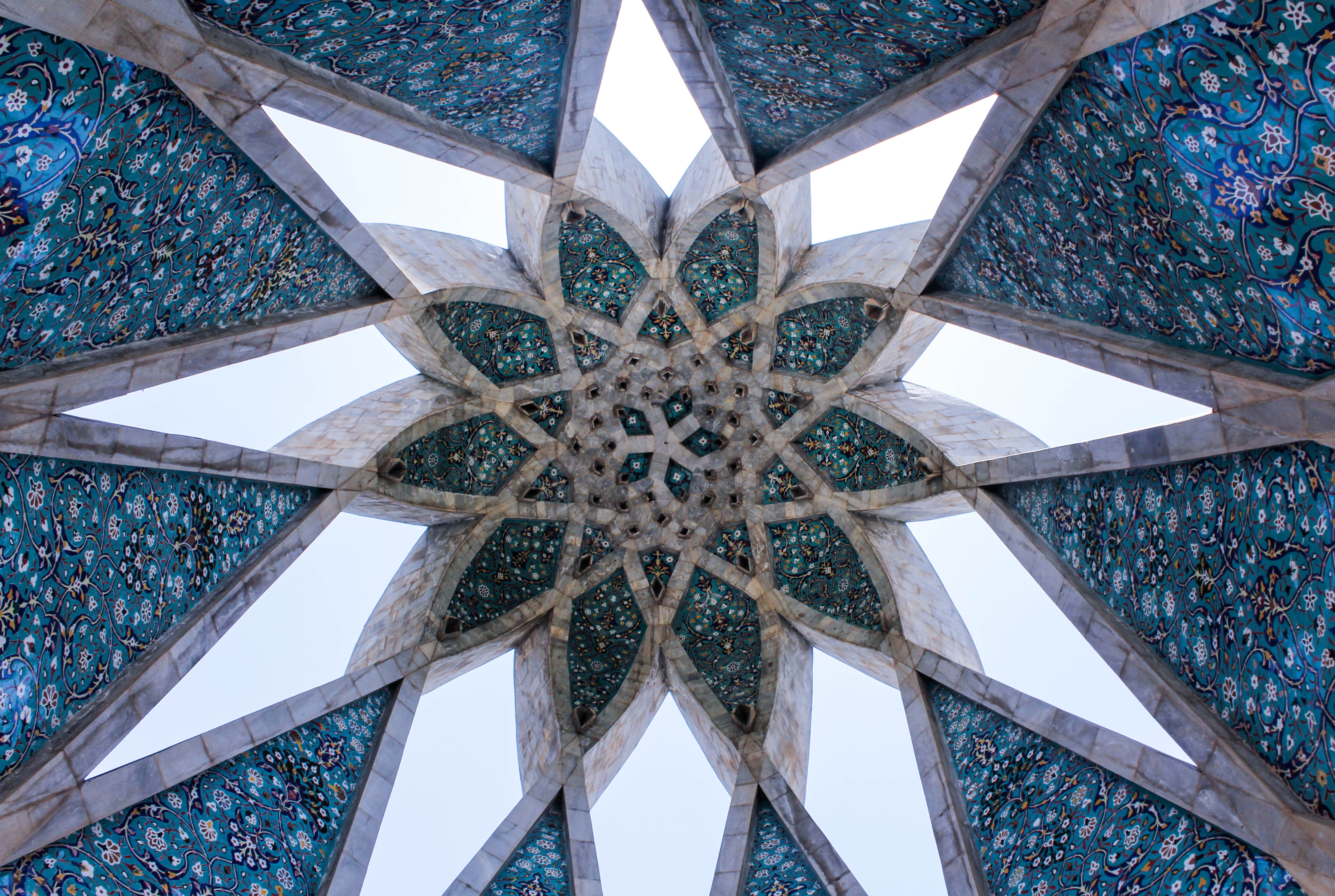
آرامگاه جدید خیام، طراحی توسط هوشنگ سیحون

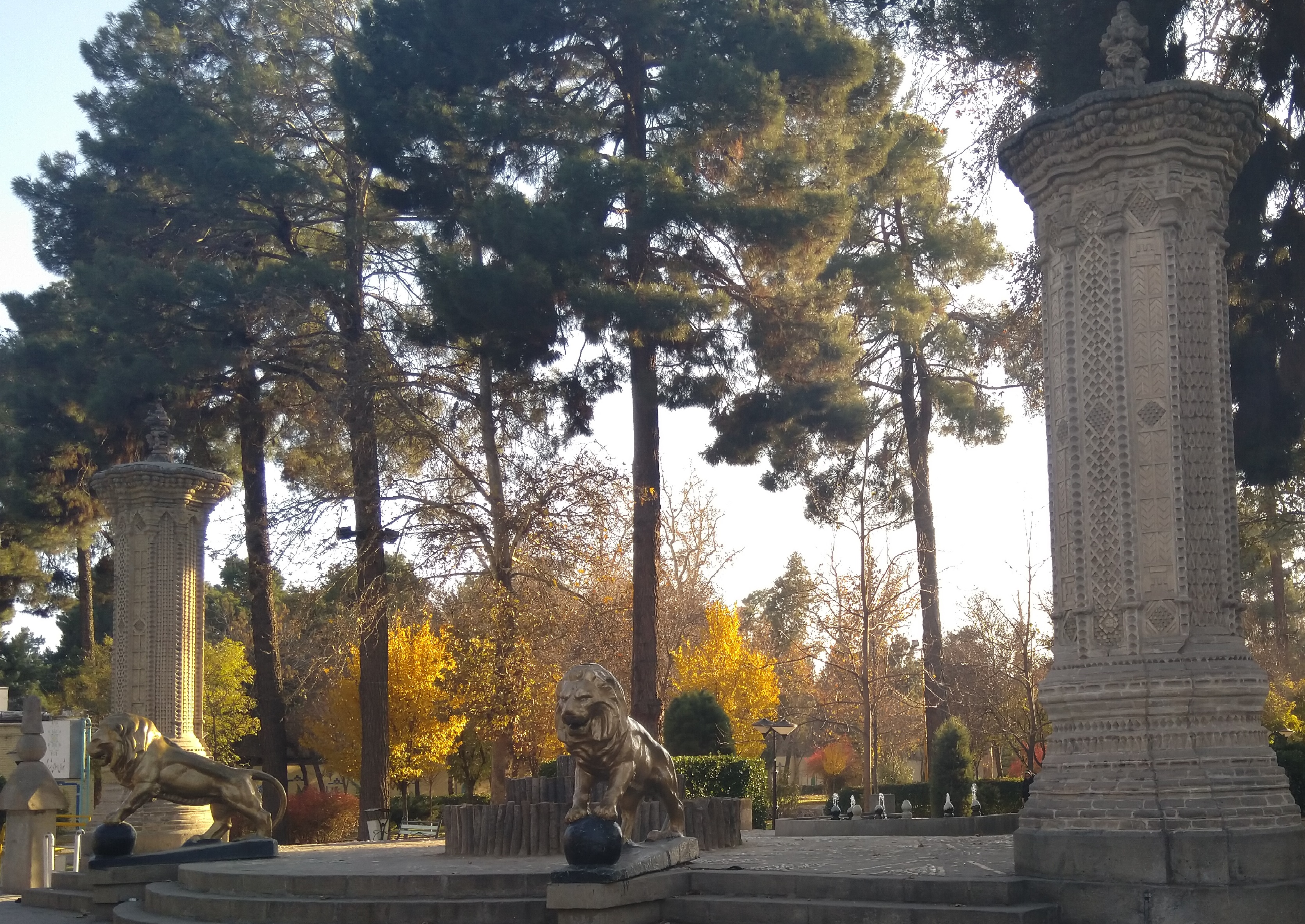
ورودی باغ ملی نیشابور که در فهرست آثار ملی ایران ثبت شده است. ساختمان شورای اسلامی شهر نیشابور نیز واقع در همین باغ است

در نخستین دورهٔ مجلس شورای ملی (۱۹۰۶–۱۹۰۹)، نیشابور نماینده‌ای نداشت و در دوره‌های هجدهم و نوزدهم مجلس شورای ملّی (۱۹۵۶–۱۹۶۰/ ۱۹۶۰–۱۹۶۴)، عبدالله سعیدی به نمایندگی نیشابور برگزیده شد که نخستین نمایندهٔ بومی از نیشابور بوده است. در ۱۹۳۱م، دارالإمارهٔ نیشابور برچیده و شهرداری نیشابور (بلدیّه) نهادینه شد. دروازهها، برجها، بارو و ارگِ نیشابور همگی در پی نوین‌سازی شهر، ویران شده‌اند. صنعت‌های برق، سینما، چاپ در دو دههٔ سی و چهل میلادی به نیشابور درآمد.

«مهدی ملک‌افضلی» (۱۸۷۸ اردکان - ۱۹۶۵ نیشابور)، مشهور به بقراط الحکما، نخستین پزشک نوآموختهٔ ایرانی بود که و پزشکی نوین را در نیشابور پایه‌گذاری کرد. او همچنین دبستان به‌نام شاهدخت را در ۱۹۳۲/ ۱۳۱۱ ساخت که نخستین آموزشگاه نوین ویژهٔ دختران در نیشابور بود؛ امروزه اثری از آن به‌جانمانده.

نخستین برنامه‌های باستان‌شناسی در نیشابور به‌دست موزهٔ هنر کلان‌شهر نیویورک ۱۹۳۵-۴۰م انجام گرفت و این گروه در پایان سال ۱۹۴۷ و آغاز ۴۸م (زمستان ۱۳۲۶)، آخرین فصل کاوش‌های خود را پایان داد. در ۱۹۴۰م، دبیرستان عمر خیام و سینما خیّام ساخته شدند؛ سپس سینماهای ایران و آسیا که هر سه در پی ناآرامی‌های پس از انقلاب ۱۳۵۷، ویران یا سوزانده شدند. در همین سال، صنعت چاپ در نیشابور با یک دستگاه دستی (یک ربعی) راه‌اندازی شد، سپس در ۱۹۶۶م/ ۱۳۴۵ دستگاه خودکار چاپ (هایدلبرگ) راه افتاد.
۱۸ اوت ۱۹۴۰م/ ۲۷ مرداد ۱۳۱۹، کمال‌الملک پس از مدت‌ها زندگی در روستای حسین‌آباد درگذشت و پیرامون آرامگاه عطار دفن شد. حدوداً در ۱۹۴۵م/ ۱۳۲۳، نخستین دستگاه اتوبوس مسافربری به نیشابور درآمد.
در ۱۹۵۰م/ ۱۳۲۹، شهرستان نیشابور مرزبندی و مستقل سیاسی شد. ایستگاه قطار نیشابور، در ۲۳ ژوئیه ۱۹۵۶م/ ۱ مرداد ۱۳۳۵ رسماً گشایش یافت. در ۱ آوریل ۱۹۶۳م/ ۱۲ فروردین ۱۳۴۲ از آرامگاه‌های نوساختهٔ عمر خیّام و کمال الملک و آرامگاه بازساختهٔ عطار به‌دست شهبانو فرح و محمدرضا شاه پهلوی رونمایی شد. تصوّف در نیشابور که ریشه‌ای کهن از سده‌های نخستین اسلامی داشته است، در حدود دهٔ هفتاد میلادی با تلاش‌های «محمدرضا محقق نیشابوری» و سید ابوالفضل برقعی قمی برچیده شد. فریدون گرایلی در ژوئن ۱۹۷۸م/ تیر ۱۳۵۷ اثر خود به‌نام نیشابور، شهر فیروزه نشر داد که نخستین کتابی بود که در دوران نوین دربارهٔ تاریخ نیشابور نگاشته شده است.
حسین فریدون نخستین فرماندار نیشابور پس از انقلاب اسلامی بود. پانزدهمین گردهمایی جهانی پیش آهنگان برنامه‌ریزی شدهبود که در ژوئیه ۱۹۷۹/ مرداد ۱۳۵۸ در نیشابور برگزار شود که به سبب بی‌ثباتی سیاسی-اداریِ پس از انقلاب، لغو شد.
سیل بوژان ۲۴ ژوئیه ۱۹۸۷م/ ۲ مرداد ۱۳۶۶ رخ داد و بر اثر آن حدود ۴۰۰ نفر کشته شدند. نیروگاه سیکل ترکیبی نیشابور در ۱۹۹۳م/ ۱۳۷۲ به‌راه افتاد. در ۱۳ مارس ۱۹۹۷/ ۲۳ اسفند ۱۳۷۵ یک فروند هواپیمای سی-۱۳۰وابستهٔ نیروی هوایی ارتش ایران که از دزفول به مشهد می‌رفت، در نزدیکی کوه شیرباد سقوط کرد و ۸۶ سرنشین آن کشته شدند. ساخت افلاک‌نمای عمر خیام از ۱۹۹۹م/ ۱۳۷۸ اجرایی شد که هنوز گشایش نیافته است.

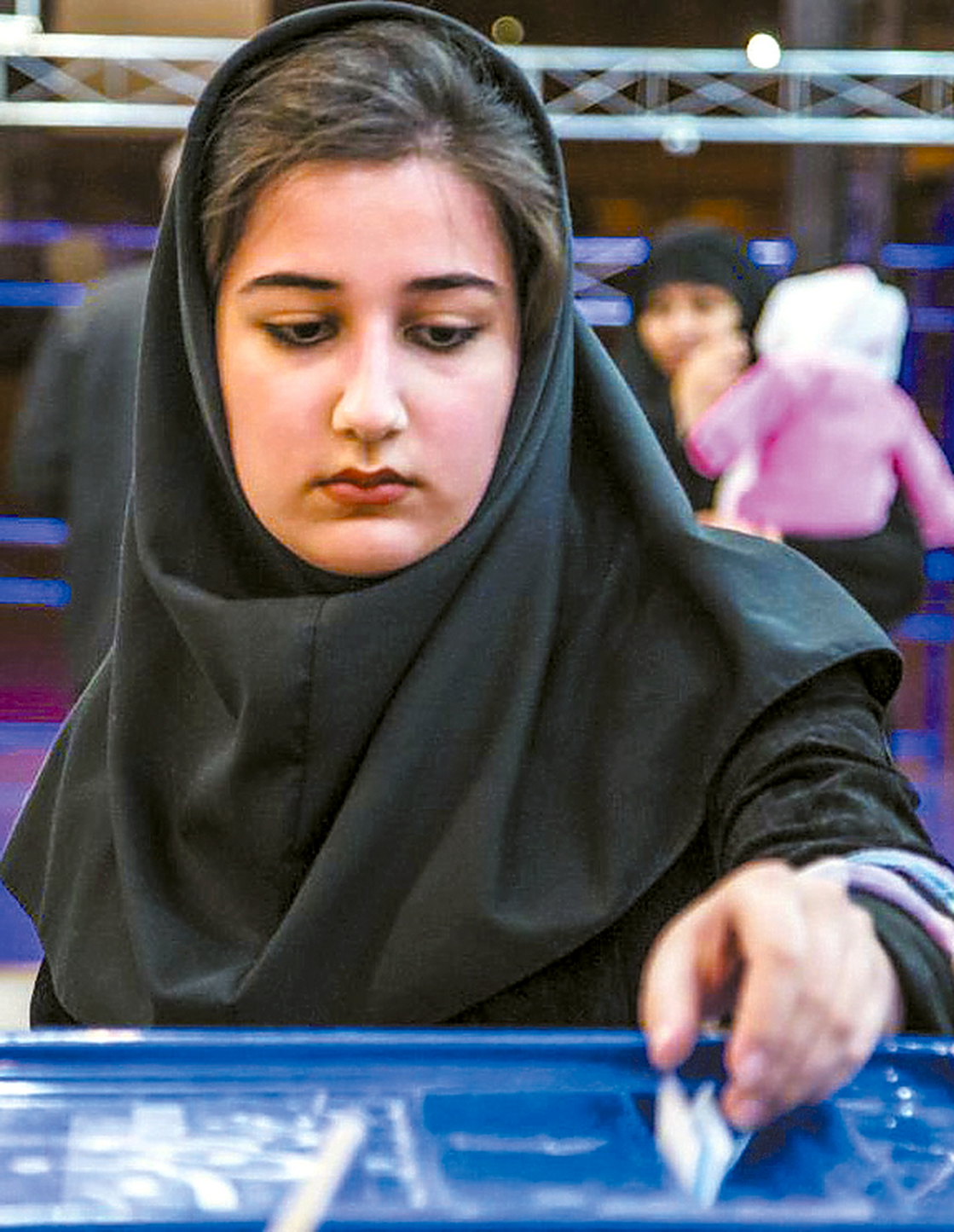
رأی‌دهنده‌ای در حوزهٔ نیشابور، انتخابات دورهٔ دهم مجلس ایران

#### سدهٔ بیستم و یکم تا امروز
در ۲۱ ژوئن ۲۰۰۱/ ۳۱ خرپداد ۱۳۸۰، از رئیس‌جمهور خاتمی در نیشابور استقبال بزرگی شد. در ژوئن و اوت ۲۰۰۳، هم‌زمان با گفتگوهای مقام‌داران محلی نیشابور در اعتراض به تقسیم استان خراسان، آشوب‌های خیابانی نیز شدت گرفت.
فاجعه قطار نیشابور در ساعت ۰۹:۲۰ صبح، روز ۱۸ فوریه ۲۰۰۴/ ۲۹ بهمن ۱۳۸۲ در نزدیکی ایستگاه خیام در ۱۷ ک. م شرق ایستگاه مرکزی شهر نیشابور رخ داد که در پی آن ۲۹۵ کشته و ۴۶۰ نفر زخمی شدند که از این فاجعه به‌عنوان بزرگ‌ترین حادثهٔ راه‌آهن در ایران یاد می‌شود؛ فرماندار (مجتبی فرهمندنکو)، معاون فرماندار (غلامپور)، رئیس اداره برق (خاکباز) و رئیس اداره آتش‌نشانی نیشابور و ۱۴ نفر از امدادگران آتش‌نشانی جزو کشته شدگان این حادثه بودند.

زلزلهٔ ۱۹ ژانویه ۲۰۱۲/ ۲۹ دی ۱۳۹۰ با حداکثر دامنهٔ ۶ ریشتری به مدت ۷ ثانیه در عمق ۱۰ ک. م سطح زمین، حوالی باغرود در ۱۱ ک. م شمال شهر نیشابور را لرزاند که با ۱۲۵ پس لرزه همراه بود، یک کشته و ۲۴۹ زخمی به جای گذاشت. در ۷ مارس ۲۰۱۶/ ۱۷ اسفند ۱۳۹۴، نیشابور پس از اهواز، دومین پایتخت کتاب ایران برای سال ۱۳۹۵ برگزیده شد. در فاجعهٔ منا (۱۳۹۴) (۲۴ سپتامبر ۲۰۱۵) در مکه، ۴۴ نفر از زائران نیشابوری جان باختند که بیشترین آمار جان‌باختگان ایرانی برپایه شهرستان را دربرمی‌گیرد.

## جغرافیا

### موقعیت
نیشابور در بلندی نزدیک ۱۲۵۰ متری قرار دارد. وجود رشته کوه بینالود و چشم‌انداز‌های آن در شمال شهر، جاده باغرود در شمال شرق شهر و بستر شنی رودخانه فاروب رومان در شمال غرب شهر و دشت نیشابور در جنوب از ویژگی‌های مهم جغرافیایی شهر نوین نیشابور است. نیشابور در ۷۷۳ کیلومتری شرق تهران و ۱۱۵ کیلومتری غرب مشهد واقع شده است. مسیر ریلی تهران-مشهد و جاده ۴۴ ایران، که بخشی از بزرگراه یک آسیا است، نیز از این شهر رد می‌شود. نیشابور همچنین از جاده‌های محلی با شهرهای کاشمر، فیروزه، قوچان، کوهسرخ، بردسکن، کدکن، عشق‌آباد (میان‌جلگه) و تربت حیدریه راه دارد. نزدیک‌ترین پایتخت به این شهر عشق‌آباد است. نزدیک‌ترین بنادر به نیشابور در شمال بندر ترکمن و در جنوب بندرعباس هستند.

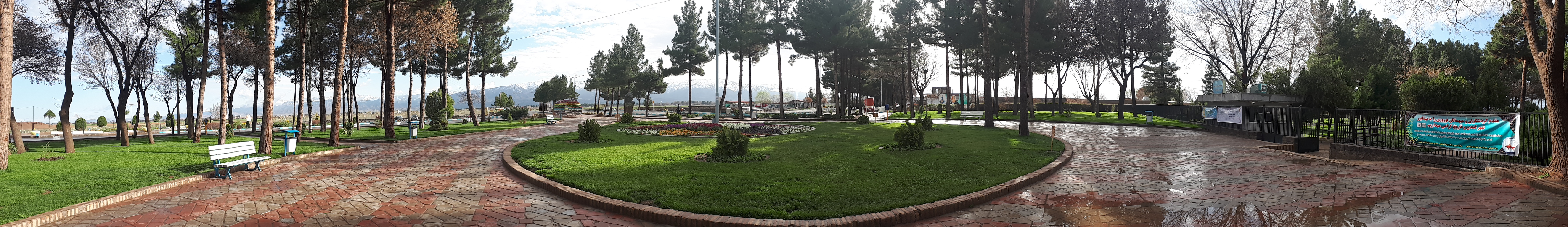
نمایی از بلوار عرفا و رشته کوه بینالود از مقابل آرمگاه عطار (برای مشاهده در اندازه واقعی، روی عکس کلیک کنید)

### آب و هوا، اقلیم، طبیعت و محیط زیست
| داده‌های اقلیم نیشابور (از ۱۹۹۱ تا ۲۰۱۰ میلادی) | داده‌های اقلیم نیشابور (از ۱۹۹۱ تا ۲۰۱۰ میلادی) | داده‌های اقلیم نیشابور (از ۱۹۹۱ تا ۲۰۱۰ میلادی) | داده‌های اقلیم نیشابور (از ۱۹۹۱ تا ۲۰۱۰ میلادی) | داده‌های اقلیم نیشابور (از ۱۹۹۱ تا ۲۰۱۰ میلادی) | داده‌های اقلیم نیشابور (از ۱۹۹۱ تا ۲۰۱۰ میلادی) | داده‌های اقلیم نیشابور (از ۱۹۹۱ تا ۲۰۱۰ میلادی) | داده‌های اقلیم نیشابور (از ۱۹۹۱ تا ۲۰۱۰ میلادی) | داده‌های اقلیم نیشابور (از ۱۹۹۱ تا ۲۰۱۰ میلادی) | داده‌های اقلیم نیشابور (از ۱۹۹۱ تا ۲۰۱۰ میلادی) | داده‌های اقلیم نیشابور (از ۱۹۹۱ تا ۲۰۱۰ میلادی) | داده‌های اقلیم نیشابور (از ۱۹۹۱ تا ۲۰۱۰ میلادی) | داده‌های اقلیم نیشابور (از ۱۹۹۱ تا ۲۰۱۰ میلادی) | داده‌های اقلیم نیشابور (از ۱۹۹۱ تا ۲۰۱۰ میلادی) |
| ماه                                            | ژانویه                                         | فوریه                                          | مارس                                           | آوریل                                          | مه                                             | ژوئن                                           | ژوئیه                                          | اوت                                            | سپتامبر                                        | اکتبر                                          | نوامبر                                         | دسامبر                                         | سال                                            |
| ---------------------------------------------- | ---------------------------------------------- | ---------------------------------------------- | ---------------------------------------------- | ---------------------------------------------- | ---------------------------------------------- | ---------------------------------------------- | ---------------------------------------------- | ---------------------------------------------- | ---------------------------------------------- | ---------------------------------------------- | ---------------------------------------------- | ---------------------------------------------- | ---------------------------------------------- |
| سابقهٔ بیش‌ترین °C (°F)                          | ۱۸٫۰ (۶۴)                                      | ۲۴٫۲ (۷۶)                                      | ۲۹٫۴ (۸۵)                                      | ۳۳٫۲ (۹۲)                                      | ۳۸٫۰ (۱۰۰)                                     | ۴۱٫۴ (۱۰۷)                                     | ۴۱٫۶ (۱۰۷)                                     | ۴۲٫۸ (۱۰۹)                                     | ۳۸٫۶ (۱۰۱)                                     | ۳۳٫۶ (۹۲)                                      | ۲۸٫۰ (۸۲)                                      | ۲۴٫۲ (۷۶)                                      | ۴۲٫۸ (۱۰۹)                                     |
| میانگین بیش‌ترین °C (°F)                        | ۷٫۲ (۴۵)                                       | ۱۰٫۱ (۵۰)                                      | ۱۵٫۴ (۶۰)                                      | ۲۲٫۱ (۷۲)                                      | ۲۷٫۴ (۸۱)                                      | ۳۲٫۸ (۹۱)                                      | ۳۴٫۸ (۹۵)                                      | ۳۳٫۸ (۹۳)                                      | ۲۹٫۹ (۸۶)                                      | ۲۴٫۰ (۷۵)                                      | ۱۶٫۲ (۶۱)                                      | ۱۰٫۱ (۵۰)                                      | ۲۱٫۹۸ (۷۱٫۶)                                   |
| میانگین روزانه °C (°F)                         | ۱٫۸ (۳۵)                                       | ۴٫۴ (۴۰)                                       | ۸٫۹ (۴۸)                                       | ۱۴٫۸ (۵۹)                                      | ۱۹٫۳ (۶۷)                                      | ۲۴٫۱ (۷۵)                                      | ۲۶٫۱ (۷۹)                                      | ۲۴٫۵ (۷۶)                                      | ۲۰٫۳ (۶۹)                                      | ۱۵٫۱ (۵۹)                                      | ۹٫۰ (۴۸)                                       | ۴٫۳ (۴۰)                                       | ۱۴٫۳۸ (۵۷٫۹)                                   |
| میانگین کم‌ترین °C (°F)                         | −۳٫۵ (۲۶)                                      | −۱٫۴ (۲۹)                                      | ۲٫۴ (۳۶)                                       | ۷٫۵ (۴۶)                                       | ۱۱٫۳ (۵۲)                                      | ۱۵٫۳ (۶۰)                                      | ۱۷٫۴ (۶۳)                                      | ۱۵٫۳ (۶۰)                                      | ۱۰٫۷ (۵۱)                                      | ۶٫۱ (۴۳)                                       | ۱٫۷ (۳۵)                                       | −۱٫۴ (۲۹)                                      | ۶٫۷۸ (۴۴٫۲)                                    |
| سابقهٔ کم‌ترین °C (°F)                           | −۲۵٫۰ (−۱۳)                                    | −۲۲٫۰ (−۸)                                     | −۱۵٫۸ (۴)                                      | −۳٫۸ (۲۵)                                      | −۰٫۶ (۳۱)                                      | ۶٫۸ (۴۴)                                       | ۱۰٫۶ (۵۱)                                      | ۳٫۶ (۳۸)                                       | ۰٫۸ (۳۳)                                       | −۷٫۶ (۱۸)                                      | −۸٫۶ (۱۷)                                      | −۱۳٫۰ (۹)                                      | −۲۵ (−۱۳)                                      |
| بارندگی میلی‌متر (اینچ)                         | ۳۴٫۸ (۱٫۳۷)                                    | ۳۵٫۸ (۱٫۴۱)                                    | ۵۷٫۱ (۲٫۲۵)                                    | ۳۱٫۹ (۱٫۲۶)                                    | ۱۹٫۳ (۰٫۷۶)                                    | ۵٫۵ (۰٫۲۲)                                     | ۱٫۴ (۰٫۰۶)                                     | ۰٫۰ (۰)                                        | ۱٫۱ (۰٫۰۴)                                     | ۳٫۶ (۰٫۱۴)                                     | ۱۸٫۰ (۰٫۷۱)                                    | ۲۹٫۷ (۱٫۱۷)                                    | ۲۳۸٫۲ (۹٫۳۹)                                   |
| درصد رطوبت                                     | ۷۲                                             | ۶۷                                             | ۶۱                                             | ۵۵                                             | ۴۵                                             | ۳۲                                             | ۲۹                                             | ۲۸                                             | ۳۳                                             | ۴۳                                             | ۵۸                                             | ۷۱                                             | ۴۹٫۵                                           |
| منبع: سازمان هواشناسی کشور                     |                                                |                                                |                                                |                                                |                                                |                                                |                                                |                                                |                                                |                                                |                                                |                                                |                                                |

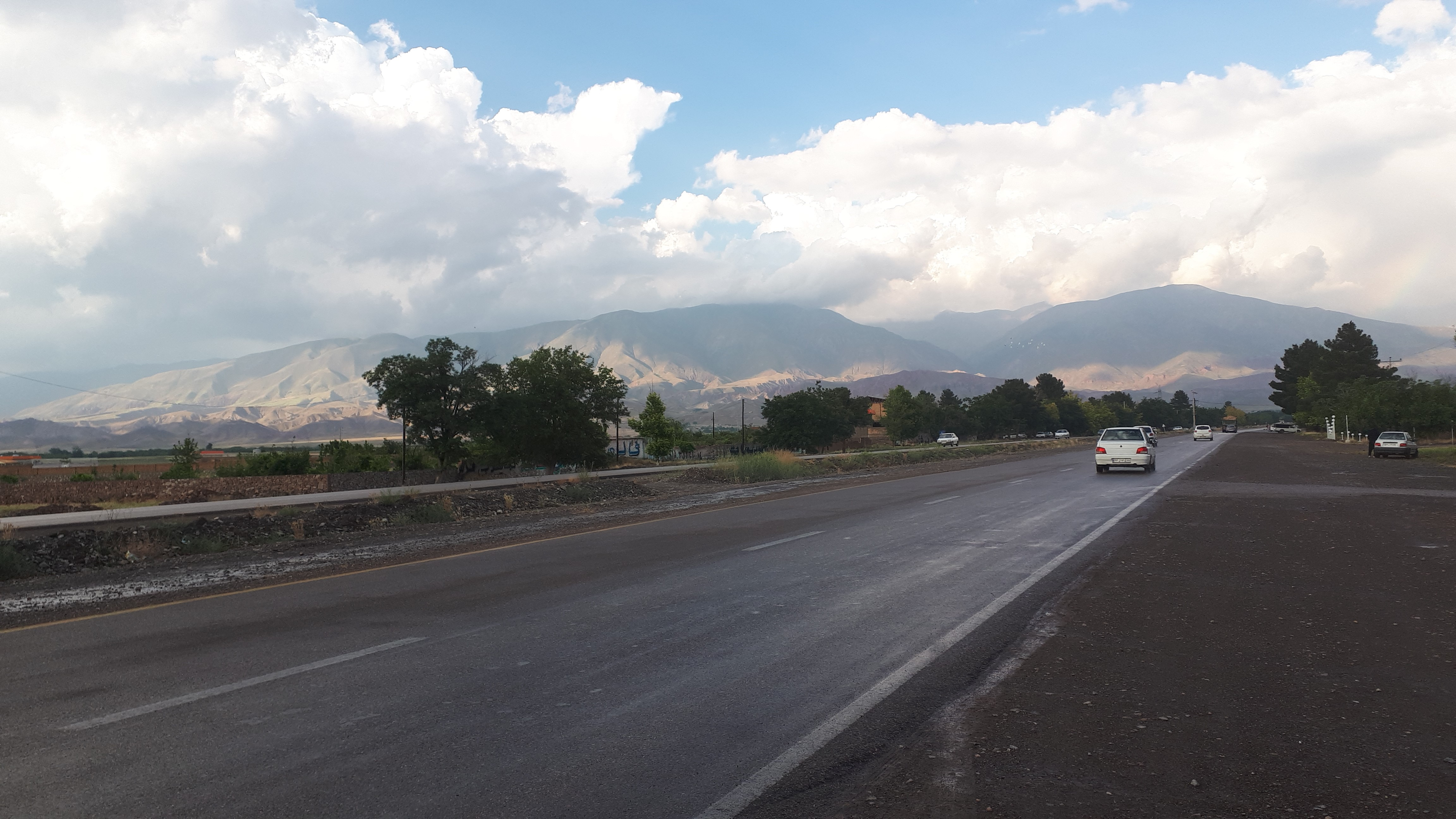
منطقه جاده باغرود. این منطقه یکی از مهم‌ترین مناطق طبیعی-گردشگری نیشابور در شمال شرق شهر است. رشته‌کوه بینالود نیز که یکی از عوامل اصلی تأثیرگذار بر محیط زیست و آب‌وهوای نیشابور است نیز در تصویر دیده می‌شود.

در بیان این شهر سخنانی نیز موجود است، چنان‌که بنابر دیدگاه ابن حوقل، در سرتاسر خراسان شهری را در سلامت هوا، وسعت و تعدد عمارات، همپای نیشابور نمی‌توان یافت و حاکم نیشابوری نیز نیشابور را اینگونه بیان می‌کند و در ادامه با دیگر شهرها مقایسه می‌نماید: «نیشابورست، هوای او صافی به صحت آبدان وافی، خالی از خطایا و عاری از وبا و اکثر بلایا… عروس بلدان، خزانه خراسان، دار امارت، لطیف عمارت، موطن ادیبان… در سیستان، باد آن… سند و هند حرارت شدید… خوارزم و ترکستان سرمای آن… مرو و حوالی آن از پشه و امثال آن»، همه موجب آزار و زحمت مردم هستند اما در نیشابور درازی عمر مردم در نتیجه نیرومندی هوای آن است.
آب و هوای نیشابور بدست دو عامل گماشته می‌شود:
- توده‌های مهم هوا (جریان‌های هوایی سیبری، مدیترانه‌ای، شمالی و غربی اقیانوس اطلس، موسمی اقیانوس هند و صحرایی عربستان) که شمال شرق کشور را تحت تأثیر خود قرار می‌دهند.
- بلندی و جهت رشته کوه‌های بینالود و کوهسرخ که دشت نیشابور را فرا گرفته‌اند.

تابستان‌های خشک و گرم و زمستان‌های سرد و کوتاه از ویژگی‌های آب و هوایی نیشابور است. با توجه به ناهمسانی زیاد ارتفاع (نزدیک ۲۳۰۰ متر) میان دشت نیشابور و کوه‌های منطقه، شرایط خاص آب و هوایی در این شهر چیره است.

### زمین‌لرزه‌ها

مقایسهٔ نسبی میزان خطر زمین‌لرزه در نقاط گوناگون ایران؛ نقاط قرمزتر نقاطی هستند که شتاب بیشتر جنبش زمین در آن‌ها بیش‌تر است.

در درازای تاریخ، زمین‌لرزه‌های ویرانگری در نیشابور رخ داده که بیشترشان ثبت نشده‌اند؛ ولی به‌طور میانگین، این شهر هر ۶۳ سال یک‌بار بر اثر زمین‌لرزه تا حد زیادی ویران شده و زمین‌لرزه‌های بزرگ‌سال‌های ۶۶۸ و ۷۰۸ هجری نیز نیشابور را به‌طور کامل با خاک یکسان کردند. به دلیل بالابودن میزان خطر زمین‌لرزه در این شهر، احداث اردوگاه‌های اسکان موقت مورد توجه قرار گرفته است.

## اقتصاد

### ترابری برون‌شهری
نیشابور در مسیر ترابری مشهد–تهران جای گرفته و همین امر در رشد ترابری و شمار گذرهایش تأثیرگذار بوده است، پایانه مسافربری مرکزی نیشابور به بیشتر شهرهای ایران مسافران را جابجا می‌کند. بزرگراه ۴۴ شرق ایران از میان این شهر می‌گذرد و درازراهی نیشابور از این جادهٔ بزرگراهی تا مشهد ۱۰۶ کیلومتر و تا تهران ۷۳۰ کیلومتر است. باجگیران با فاصلهٔ ۲۲۱ کیلومتر، نزدیک‌ترین گذرگاه مرزی و عشق‌آباد با فاصلهٔ ۲۵۵ کیلومتر، نزدیکترین پایتخت به نیشابور است.

#### فاصلهٔ نیشابور با شهرهای بزرگ
| نام شهر | فاصله (کیلومتر) |
| ------- | --------------- |
| اصفهان  | ۱۰۳۲            |
| اهواز   | ۱۵۰۷            |
| تبریز   | ۱۴۰۰            |
| تهران   | ۷۳۰             |
| رشت     | ۱۰۹۴            |
| شیراز   | ۱۲۸۱            |
| کرمان   | ۹۱۹             |

### ترابری درون‌شهری
اری بسیار ناچیز است؛ در حالی که مناسب‌ترین ترکیب ترابری برای نیشابور شامل ۳۳٫۸٪ پیاده‌روی، ۲۲٪ دوچرخه‌سواری، ۱۴٫۵٪ اتوبوس و مینی‌بوس، ۱۲٫۵٪ تاکسی، ۹٫۶٪ اتومبیل شخصی و ۷٫۷٪ موتورسیکلت است.
| نسبت درصدی مناسبترین ترکیب ترابری پایدار برای نیشابور برپایهٔ تحلیل پایگانی | نسبت درصدی مناسبترین ترکیب ترابری پایدار برای نیشابور برپایهٔ تحلیل پایگانی | نسبت درصدی مناسبترین ترکیب ترابری پایدار برای نیشابور برپایهٔ تحلیل پایگانی | نسبت درصدی مناسبترین ترکیب ترابری پایدار برای نیشابور برپایهٔ تحلیل پایگانی | نسبت درصدی مناسبترین ترکیب ترابری پایدار برای نیشابور برپایهٔ تحلیل پایگانی |
| -------------------------------------------------------------------------- | -------------------------------------------------------------------------- | -------------------------------------------------------------------------- | -------------------------------------------------------------------------- | -------------------------------------------------------------------------- |
| وسیله/گونه                                                                 | وسیله/گونه                                                                 |                                                                            | درصد                                                                       | درصد                                                                       |
| پیاده‌روی                                                                   | پیاده‌روی                                                                   |                                                                            | ۳۳٫۸٪                                                                      | ۳۳٫۸٪                                                                      |
| دوچرخه                                                                     | دوچرخه                                                                     |                                                                            | ۲۲٪                                                                        | ۲۲٪                                                                        |
| اتوبوس و مینی‌بوس                                                           | اتوبوس و مینی‌بوس                                                           |                                                                            | ۱۴٫۵٪                                                                      | ۱۴٫۵٪                                                                      |
| تاکسی                                                                      | تاکسی                                                                      |                                                                            | ۱۲٫۵٪                                                                      | ۱۲٫۵٪                                                                      |
| خودروی شخصی                                                                | خودروی شخصی                                                                |                                                                            | ۹٫۶٪                                                                       | ۹٫۶٪                                                                       |
| موتورسیکلت                                                                 | موتورسیکلت                                                                 |                                                                            | ۷٫۷٪                                                                       | ۷٫۷٪                                                                       |

سازمان اتوبوسرانی رانی نیشابور یکی از کهن‌ترین خطوط حمل و نقل شهری را در شرق کشور دارد که از سال ۱۳۷۲ تأسیس و روزانه ده‌ها هزار نفر با آن جابه‌جا می‌شوند.
| خط اتوبوسی | مسیر                                   | مناطق سیر          |
| ۱          | میدان صنعت-بنیاد شهید-ابراهیمی         | منطقه ۲            |
| ۲          | پایانه راه‌آهن-شهرک فیروزه-دادگستری     | منطقه ۱ و ۲        |
| ۳          | پایانه راه‌آهن-شهرک قدس                 | منطقه ۱ و ۲        |
| ۴          | امین اسلامی-شهرک بسیج                  | منطقه ۱ و ۲        |
| ۵          | میدان ایران-گنبدسبز                    | منطقه ۲            |
| ۶          | پایانه منوچهری-بکاول                   | منطقه ۲ و ۳        |
| ۷          | پایانه منوچهری-۱۴ معصوم                | منطقه ۲ و ۳        |
| ۹          | پنجراه-پلیس راه                        | منطقه ۲ و حومه     |
| ۱۰         | بلوار شهید بهشتی-خیام                  | منطقه ۲ و ۳        |
| ۱۳         | پایانه جوادالائمه-باغرود               | منطقه ۲ و ۳ و حومه |
| ۱۴         | پایانه جوادالائمه-شهرک بسیج            | منطقه ۱ و ۲ و ۳    |
| ۱۶         | خیابان امام-پل هوایی                   | منطقه ۲            |
| ۱۷         | پایانه منوچهری-خیابان احمدآباد         | منطقه ۲            |
| ۱۹         | پایانه منوچهری-شهرک اندیشه-شهرک فیروزه | منطقه ۱ و ۲        |
| ۲۰         | بیمارستان ۲۲ بهمن-دهنو                 | منطقه ۲ و حومه     |

### راه‌آهن

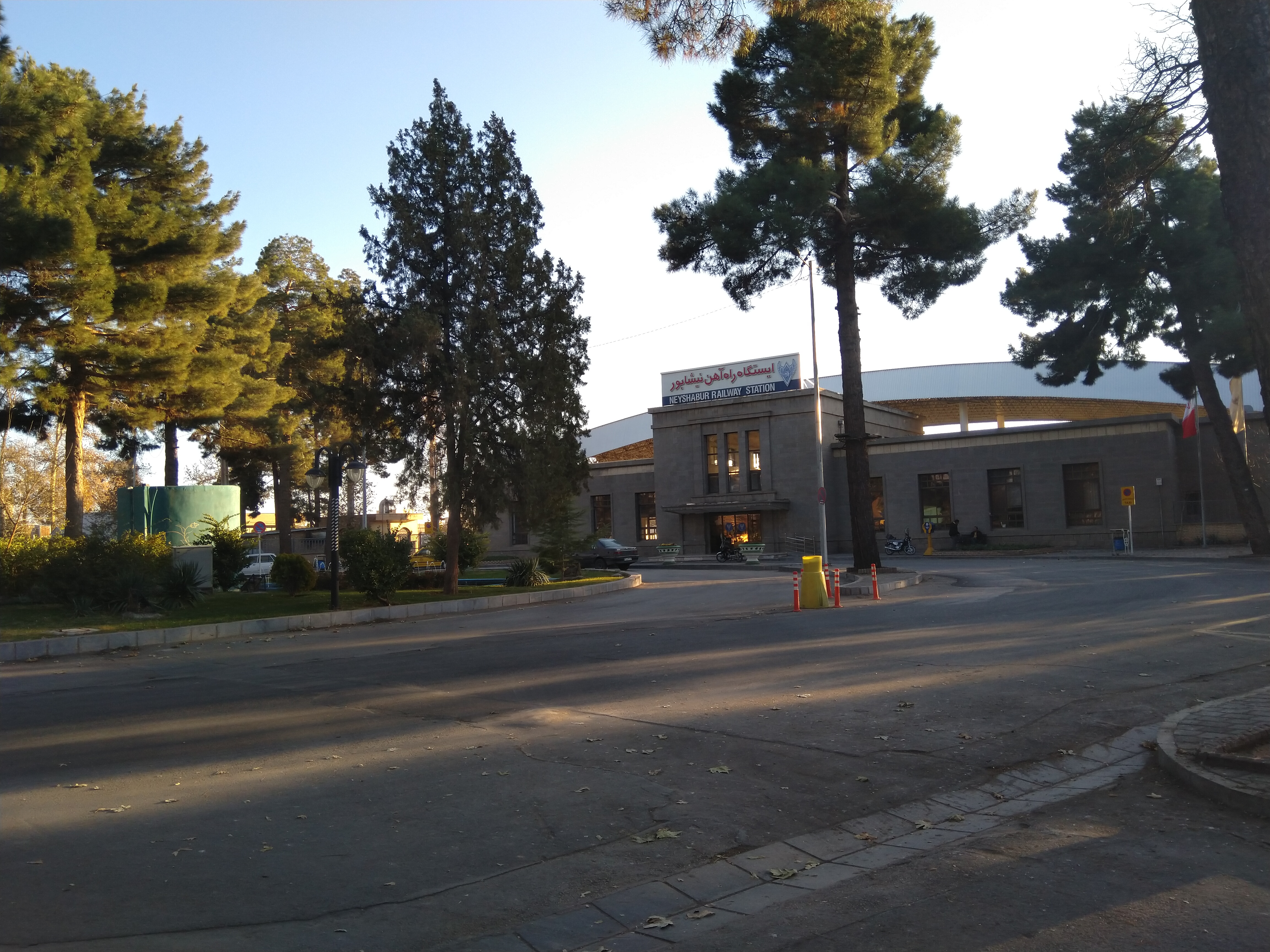
ایستگاه راه‌آهن نیشابور

ایستگاه راه‌آهن نیشابور در ۱ مرداد ۱۳۳۵ افتتاح شد و از ایستگاه‌های مهم راه‌آهن خراسان به‌شمار می‌رود. در دی ماه ۱۳۸۸ تقاطع غیرهمسطح این ایستگاه افتتاح شد که شرکت رجا این طرح را «بزرگ‌ترین تقاطع غیرهمسطح راه و راه‌آهن در ایران» معرفی کرده است. روزانه حدود ۵ هزار نفر مسافر از ایستگاه راه‌آهن نیشابور جابه‌جا می‌شوند.

### صنعت

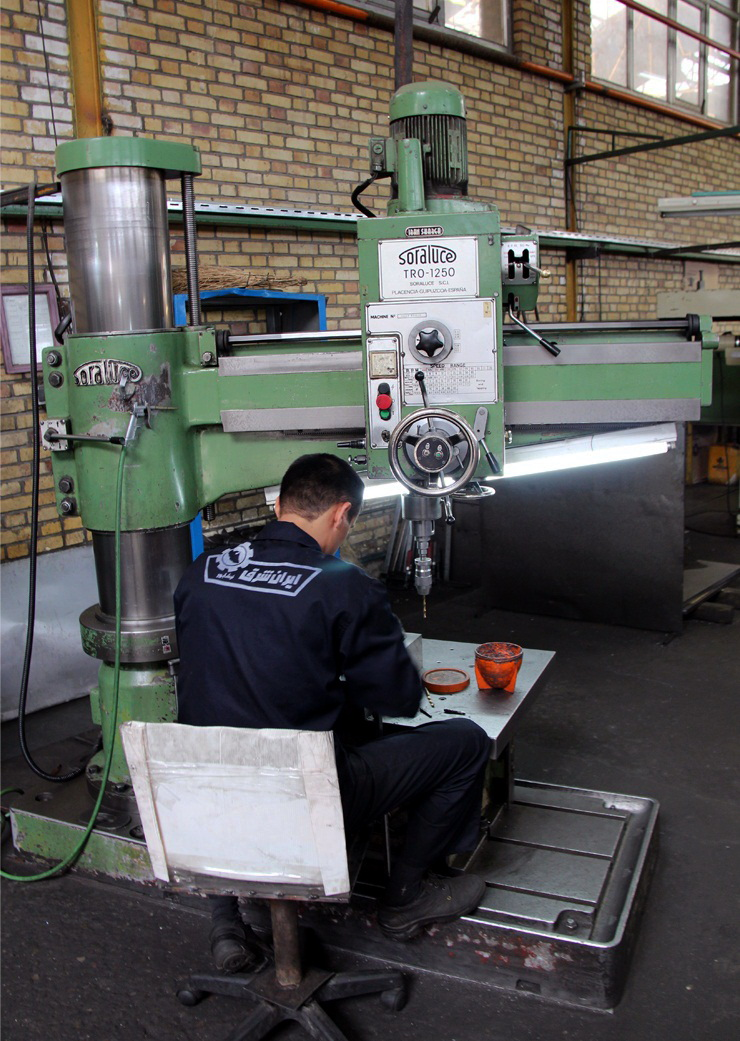
کارگری در کارخانهٔ «ایران شرق».

در شهرستان نیشابور، ۴۰۰ واحد صنعتی پویاست که دومین قطب صنعتی استان پس از مشهد است. اقتصاد این شهرستان بر پایهٔ کشاورزی-دام‌پروری، بازرگانی و برخی صنایع دستی و کارخانهای استوار است.
کارخانه‌هایی در حوزه‌های فولاد، لبنیات، بافندگی، لوازم خانگی، خودروسازی، مصالح ساختمانی و صنایع غذایی در نیشابور فعال است، همچنین این شهر دارای سه شهرک صنعتی بنام شهرک صنعتی خیام، شهرک صنعتی عطار و شهرک صنعتی کمال‌الملک است.

## مردم

### زبان
دربارهٔ گویش فارسی نیشابوریان در سده‌های میانه، مقدسی نوشت:
زبان مردم نیشابور فصیح و قابل فهم بوده است، جز آنکه آغاز کلمات را کسره می‌دادند و یائی بر آن می‌افزودند. مانند: «بیگو»، «بیشو»، و سین‌ای بی‌فایده (به بعضی صیغه‌های فعل) علاوه می‌کردند. مانند «بخردستی»، «بگفتستس»، «بخفتستی» و آنچه به این می‌ماند؛ و در آن سستی و لجاجی بوده است؛ و می‌نویسد که این زبان برای خواهش مناسب است.
همچنین مقدسی زبان مردم نیشابور را معیاری برای سنجش زبان‌های دیگر رایج در خراسان می‌دانسته است. در ذیل زبان مردم طوس و نسا می‌نویسد که زبان طوس و نسا نزدیک به زبان نیشابوری بوده است.
البته اقلیتی از کردهای کرمانج و ترکهای خراسان نیز ساکن شهر هستند.

### دین
اسلام از ۶۴۳م، دین یکم در نیشابور است و از سدهٔ شانزدهم م، فقه شیعهٔ دوازده‌امامی مهدی‌باور، بیشترین پیروان در نیشابور را دارد؛ همچنین شیعهٔ اسماعیلی، مذهب اسلامی دوم است که از سوی حکومت رسمیّت ندارد.

برپایهٔ سخن مقدسی در احسن التقاسیم فی معرفة الاقالیم نوشتهٔ ۹۸۵م؛ در نیشابور معتزلیان آشکارند، ولی تسلط ندارند؛ شیعیان و کرامیان در آنجا جاذبیت دارند؛ اکثریت از آن پیروان ابوحنیفه است، مگر در خورهٔ چاچ، طوس، ابیورد، حومهٔ بخارا. چاچ، طوس، ابیورد، اسفراین و حومهٔ آن شافعی مذهب‌اند و آیین ایشان به کار بسته می‌شود. خطیب‌های شهر، همه شافعی مذهب‌اند.

در سده دهم میلادی، نیشابور یکی از مراکز تبلیغ اسماعیلیه در ایران و خراسان بزرگ بوده است. اکنون اسماعیلیان نیشابور در دیزباد و گروهی نیز در شهر نیشابور زندگی می‌کنند.جماعت‌خانه دیزباد مهم‌ترین مرکز اسماعیلیان در نیشابور امروزین است.

از سدهٔ سوم تا ششم قمری نیشابور از مراکز تصوف بوده است. بیشتر صوفیان و مشایخ صوفیه در نیشابور اهل سنت و پیروی مذهب شافعی بودند.

در تاریخ نیشابور وجود اقلیت مسیحیان، زرتشتیان و یهودیان ذکر شده است. زرتشتیان در نیشابور کهن در روستای گرینه و مسیحیان در باغک و یهودیان در دیه یهودیه ساکن بودند.

از سده پنجم میلادی تا سده سیزدهم میلادی، مسیحیان نسطوری در نیشابور شمار برجسته‌ای داشته‌اند. تئودور نیشابوری پزشک مسیحی در سده چهارم میلادی بود که به سفارش وی شاهپور دوم کلیسایی در نیشابور در سده چهارم میلادی بنا نهاد. گزارش‌های از نویسندگان مسلمان، دربارهٔ گرایش‌ها و گرویدن‌های مسیحیان به اسلام در نیشابور در دست است. ابوعبدالله حاکم در تاریخ نیشابور از ابوعلی حسن بن عیسی نام می‌برد که از خاندانی اصیل و ثروتمند مسیحی بوده که با راهنمایی عبدالله بن مبارک مسلمان شد و از میان فرزندانش، فقها و محدثان بنامی در نیشابور برخاستند. کلیسای جامع نیشابور در جنگ‌ها و زلزله‌های سدهٔ ۱۳ میلادی نابوده شده است و بازسازی نشد.

در اسرار التوحید، سخنانی دربارهٔ روابط ابو سعید ابوالخیر با مسیحیان در نیشابور ذکر شده است:
آورده‌اند کی روزی شیخ قدس اللّه روحه العزیز در نشابور برنشسته می‌رفت. به در کلیسایی رسید، اتفاق را روز یکشنبه بود جمله با شیخ گفتند: «ای شیخ می‌باید کی ایشان را ببینیم،» شیخ پای از رکاب بگردانید. چون شیخ دررفت ترسایان پیش شیخ آمدند و خدمت کردند و همه به حرمت پیش شیخ بیستادند و حالت‌ها برفت. مقریان با شیخ بودند، یکی گفت «ای شیخ دستوری هست تا آیتی بخوانند؟» شیخ گفت روا باشد. مقریان آیتی خواندند، ایشان را وقت خوش گشت و بگریستند، شیخ برخاست و بیرون آمد. یکی گفت: اگر شیخ اشارت کردی همه زنارها بازکردندی. شیخ گفت «ما ایشان را زنار برنبسته بودیم تا بازگشاییم».
مهاجرت ارمنی‌ها به نیشابور در سدهٔ بیستم، به نوزایی مسیحیت در نیشابور انجامید. آنان را پایه‌گذار صنعت سینما در نیشابور می‌دانند که از ارمنی‌های ایران یا از مهاجرین روسی پس از انقلاب ۱۹۱۷ بوده‌اند. شمار ارمنی‌های نیشابور از دهه ۱۹۸۰ کاسته شد و امروزه اقلیتی ناچیز هستند. مسیحیان ارمنی در سدهٔ بیستم در نیشابور، یک خیابان به نامشان بود (خیابان ارامنه) که پس از انقلاب ۱۳۵۷ ایران در شورای نامگذاری، به «خیابان مسیح» تغییر نام داد. کلیسایی کوچک و آرامگاه خانوادگی (هاروتونیان) در این خیابان بوده است که سرنوشتی ناروشن دارند. مسیحیت در نیشابور در سدهٔ بیست و یکم با فعالیت‌های مسلمانانی مسیحی‌شده آشکار شد. در ۲۳ ژوئن ۲۰۱۲، روزنامه خراسان دربارهٔ مسیحی‌شدن بیش از ۶۰۰ مسلمان در نیشابور به‌دست آنچه «مبشرین مسیحی» نامید، خبر داد.

### برجستگان
دورهٔ میان ۷۰۰م-۱۲۲۵ عصر زرّین دانش در نیشابور بوده است. نیشابور زادگاه، جایگاه و کوچگاه شمار بسیاری از برجستگان است، به‌طوری‌که ابواسحاق اصطخری جغرافی‌دان برجستهٔ ایرانی در سدهٔ ۴ق/۱۰م گفته: «ازین شهر دبیران و ادیبانِ معروف برخاسته‌اند، چندان که عُلمایِ این سامان را شمار نتوان کرد.» علم حدیث بس‌دانش‌آموخته‌ترین دانش در نیشابورِ سده‌های میانه بوده است. سپس، بیشتر این برجستگان به ادبیات فارسی و عربی گرایش داشته‌اند.

مهم‌ترین برجستگانی که نیشابورزاده‌اند، از گذشته تا کنون:
- داوود، مزدک، کنارنگ و تئودور در دروهٔ ساسانیان؛
- مسلم بن حَجّاج، ابوعبدالله حاکم و ابن راهویه در علم حدیث؛
- ابن خزیمه، ثعلبی، ابوبکر عتیق، ابن منذر و ابن ابی‌طیّب در قرآن‌شناسی؛
- ابوالحسن عامری، ابو رشید و عبدالکریم قشیری در فلسفه؛
- ابوالفضل میکالی و ابوالحسن باخرزی در شعر عربی؛
- واحدی، ثعالبی و ابوالفضل میدانی در زبان‌شناسی عربی؛
- شطیطه، احمد حرب، فاطمه نیشابوری، حمدون قصار، ابوعبدالرحمان سُلَمی و حاجی بکتاش در تصوف و عرفان؛
- بوزجانی، عمر خیام و منجمه در ریاضیات و اخترشناسی؛
- ابن ابی‌صادق و حسین صادقی در پزشکی؛ میرمعزّی، عطّار، محمدیحیی سیبک، عبدالجواد ادیب، محمدتقی ادیب، شفیعی کدکنی و حیدر یغما در شعر فارسی؛
- عبدالملک جوینی، محمد مهران، عبدالله منازل و حسین وحید خراسانی در فقه مذاهب گوناگون اسلامی؛
- فریدون گرایلی و فریدون جنیدی در تاریخ‌نویسی؛ یعقوب‌علی شورورزی در ورزش پهلوانی و سعید خانی، یونس شاکری در فوتبال؛
- پرویز مشکاتیان، آرش کامور و حجت اشرف‌زاده در موسیقی؛
- محمد قاسم اخویان در معماری؛ عبدالرضا کاهانی، ابوالحسن داوودی، علی شورورزی و فرهاد نجفی در سینماگری؛ حسین لطف‌آبادی در روان‌شناسی؛ عبدالحسین برونسی در نظامی‌گری و شبه‌نظامی‌گری؛
- اصغر افتخاری در جامعه‌شناسی سیاسی؛

نامدارانی که در نیشابور زیسته‌اند یا درگذشته‌اند:
- ابوسعید ابوالخیر (مرو)، ابوبکر خوارزمی (خوارزم)، محمد محروق (بغداد)، عبدالقاهر بغدادی (بغداد)، ابوعثمان مغربی (سیسیل)، فضل بن شاذان (بغداد) و کمال الملک (کاشان)

مهم‌ترین برجستگانی که از نیشابور برای همیشه کوچ کردند: [سعادت‌علی‌خان] و صفدرجنگ (هند)، شریف نیشابوری (شام و مصر)، از پدر-و-مادری نیشابوری‌اند: اسد بن فرات (تونس)، ناصر فکوهی (تهران)، حامد بهداد (مشهد). شهروند افتخاری نیشابور هستند: محمود فرشچیان، یدالله کابلی خوانساری، حسن قاضی‌زاده هاشمی،
شخصیت‌هایی که اجدادشان از نیشابور بوده‌اند:
- روح‌الله خمینی بنیان‌گذار جمهوری اسلامی ایران نیاکان و اجدادش از دزق سرولایت نیشابور بوده[۲۱۴] و تا سال ۱۱۶۱ هجری قمری در این شهر ساکن بوده‌اند.

### جمعیت و مهاجرت
در نیمهٔ اول سده هفتم میلادی، جمیعت نیشابور ۵ هزار نفر بوده.

در ۲۰۱۱، شهر نیشابور برپایهٔ سرشماری همگانی ۱۳۹۰، ۲۳۹٬۱۸۵ نفر؛
بخش مرکزی‌اش، ۳۱۹٬۵۷۶ نفر
همهٔ شهرستان، ۴۳۳٬۱۰۵ نفر جمعیت دارد.

یک سوم باشندگانش، نوجوان بیان شده و میزان جمعیت آن نسبت به استان ۷ درصد است.

### خاندان‌ها و قومیت‌ها
ترکیب قومیتی شهرستان نیشابور اکنون به‌ترتیب شمار فارس، ترک، کرد، بلوچ، عرب و ارمن است که فارسی زبان مشترک همهٔ این‌هاست و قوم‌گرایی غیر فارسی‌زبانان، بسته به جمعیت‌شان دگرگون است. مردم فارسی‌زبان، بزرگ‌ترین گروه قومی در نیشابور هستند. کارِن، میکالی و طاهری از خاندان‌های برجستهٔ فارسی در نیشابور کهن بوده‌اند. مردم کرد در شهرستان نیشابور را ایل تمنانلو، عمارلو و مژدگانلو تشکیل می‌دهند. خاندان تمنانلو در بخش سرولایت (Sarvèlayat)، عمارلوها در دشت ماروش (Maarus) یا ماروسک (Maaruzsk) و مژدگانلو در قالیباف و سبیان شهرستان نیشابور است. در سده‌های میانهٔ نیشابور، عرب‌ها، عرب‌زبان‌ها و مستعرب‌ها از بزرگ‌ترین گروه قومی بوده‌اند و دربرگیرندهٔ خاندان‌های مانند سُلَمی، قُشَیری و خُزاعی بوده‌اند. امروزه مردم عرب در شهرستان نیشابور شامل خاندان‌های عربخانی، ایرانی-عراقی‌ها، هاشمی‌تبارها (موسوی، حسینی، قاضی و غیره) هستند. حدود ۴۵ روستای شهرستان نیشابور به لهجه‌های گوناگون ترکی سخن می‌گویند. بیاتها از قوم‌های برجستهٔ تُرک‌تبار در نیشابور امروزین اند که مرکزشان روستای عبدالله گیو است. افشار، تیموری و جلایر از دیگر ایل‌های ترک‌تبار در نیشابور هستند. گروهی کوچک از بلوچ‌های خراسان در روستای سگزآباد ساکن‌اند. خاندان‌های «مهاجر»، «جلیلی»، «تاراش»، «اُرمُز»، «آبک»، «نبی‌زاده»، «حامد حیدری»، «آزاده»، «اندوختی»، «غفورزاده»، «آسیایی»، «راهی»، «ظفر»، «خاکی»، اصالتاً از مهاجران سدهٔ بیستم از سمرقند و بخارا (ازبکستان کنونی) به نیشابور بوده‌اند. خاندان‌های موسوی‌های اَوَدْهْ و عبقاتی در سدهٔ شانزدهم و هفدهم میلادی از نیشابور به هند مهاجرت کردند.

## فرهنگ و هنر

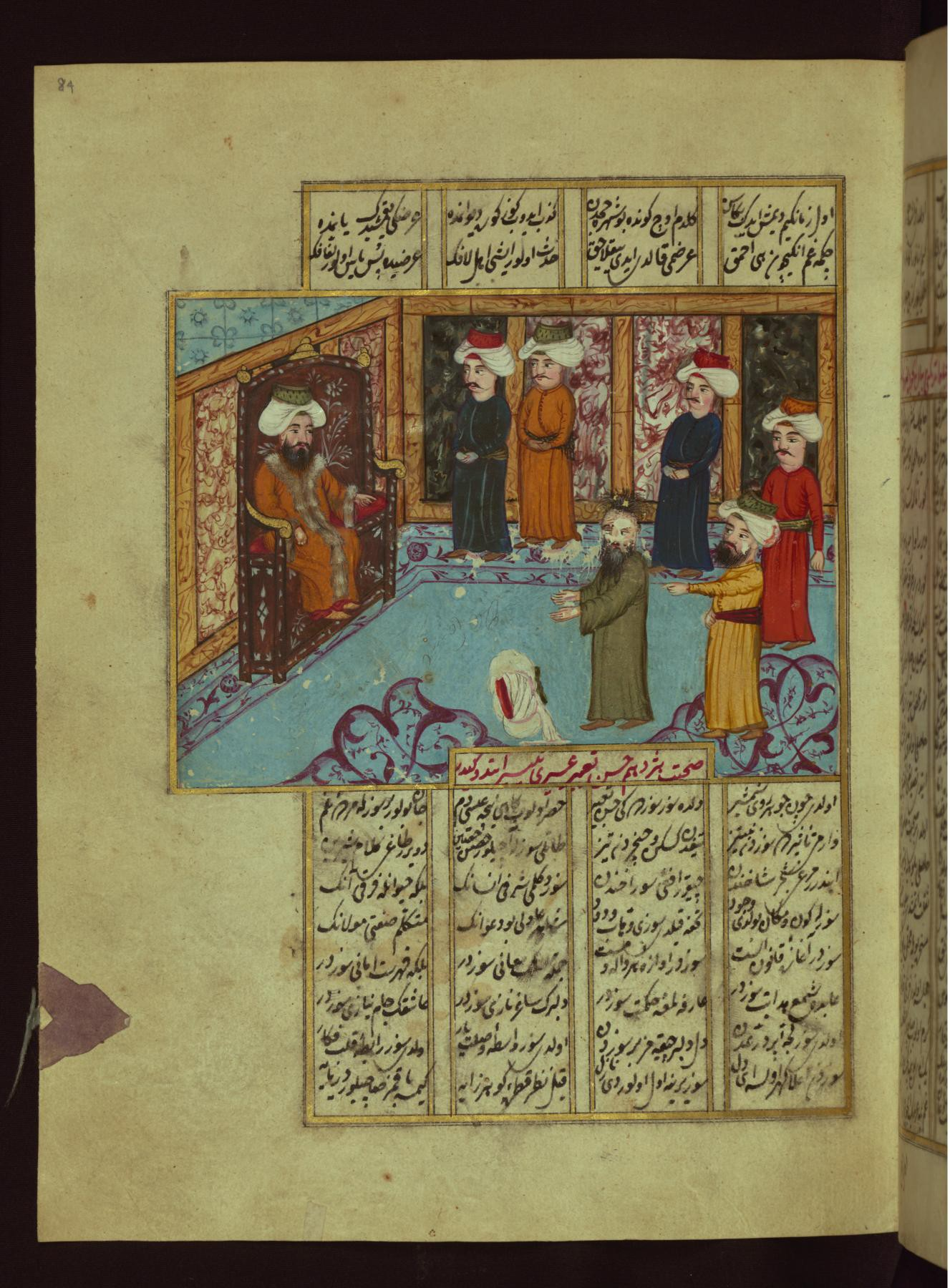
برگی از خمسه نظامی دربارهٔ داستان مردی که به دروغ مدعی سفر سه روزه از نیشابور به مکه شد

کمیسیون ملی یونسکو در ایران، پیشنهاد برگزاری همایش «نیشابور، شهر پایدار ایرانی» را مطرح کرد که هدف از آن بررسی و تحلیل جایگاه علمی و ادبی نیشابور و کمک به توسعهٔ آن و تقویت پیوند آن با سازمان یونسکو است و تصمیم گرفت میان نیشابور امروزین و تاریخ آن، پیوندی پایدار برقرار کند. همچنین از سوی یونسکو نیشابور پایتختِ علوم زمینِ ایران (دوره پنج ساله از ۲۰۰۵ میلادی) معرفی شد و وظیفهٔ ارزیابی بین‌المللی علوم زمین کشور ایران را به این شهرستان سپرده شده است. یونسکو در سال ۲۰۱۰ (۸تیرماه۸۹) همایش «نیشابور شهر پایدار ایرانی» را در نیشابور برگزاری کرد و بیان شد که نیشابور «پایدارترین شهر تاریخ ایران» است.

### فرهنگ رسمی
از سدهٔ شانزدهم م، فرهنگ دینی برگرفته از فقه شیعه در نیشابور نیرو گرفت؛ همچنین در دهه ۱۹۸۰ و پس از انقلاب فرهنگی ایران، به‌طور ویژه به بازسازی حدیث سلسلة الذهب و بازمانده‌های رضوی در نیشابور پرداخته شد. این فرهنگ دینی، پیشینه‌ای در تاریخ نیشابور داشته؛ در غربِ ربعِ نیشابور، ولایت بیهق از پایگاه‌های برجستهٔ شیعیان خراسان قرار گرفته بود. در شرقِ آن، ولایت طوس بود که در حومهٔ آن هشتم شیعیان در سال ۸۱۸م /۲۰۲ق دفن شد که پیرامون آن، شهر مشهدِ (مرکز خراسان از صفویان) پدید آمد. به‌نقل از تاریخ نیشابور نوشتهٔ حاکم، علی بن موسی الرضا به‌هنگام سفر از مدینه به مرو به سال ۲۰۰ق/ ۸۱۶م، محدثان و مردمان بسیاری در نیشابور از او پیشوازی بزرگ به‌جای آوردند. پیشتر نیز محمد محروق از پیشوایان شیعهٔ زیدی در نیشابور قیام کرد و به‌خاک‌سپرده شد.

از سال ۱۳۸۵/ ۲۰۰۶، طبق مصوبه ۶۳ شورای عمومی فرهنگ استان خراسان رضوی، ۱۰ تیر/ ۱ ژوئیه یا ۳۰ ژوئن «روز ملی خراسان» نام گرفته است که یادبودی برای ورود رضا به نیشابور کهن است. دبیر شورای جامع فرهنگی ایران در اردیبهشت ۱۳۹۵ بیان داشت که پیگیر ثبت ۱۰ تیر در تقویم ملی ایران است. ستونی در صفحهٔ آخر روزنامهٔ خراسان به تاریخ ۲۷ مرداد ۱۳۹۵ با عنوان «غدیرِ خمِ نیشابور را دریابید» چاپ شد که اشاره دارد به بازسازی روستای طرب‌آباد به مکانی زیارتی؛ جایی که از دید نویسنده بیانگاه حدیث سلسلة الذهب بوده است.سید علی حسینی (نمایندهٔ نیشابور در دورهٔ هشتم) با اشاره به همین رویداد، در ۲۷ بهمن ۱۳۹۳ نیشابور را «به‌حق مدینة الرضا» توصیف کرد. دو مصرع از سرودِ ویژهٔ نیشابور بر این فرهنگ تأکید دارد: «گل‌کرده در چشمان تو نام قدمگاه» و «ای شهر ایثار و شهادت‌ای نشابور» در ۲۶ آذر ۱۳۹۴ همایشی ملّی برای فضل بن شاذان (عالم شیعهٔ خاک‌سپردهٔ نیشابور) برگزار شد که در آن بیان شد که «احیای مقام فضل بن شاذان، خدمت به هشتم است.». در ۱۳ تیر ۱۳۹۴ دفتر «حفظ آثار و ارزش‌های دفاع مقدس» در نیشابور فعال شد.

### فرهنگ همگانی

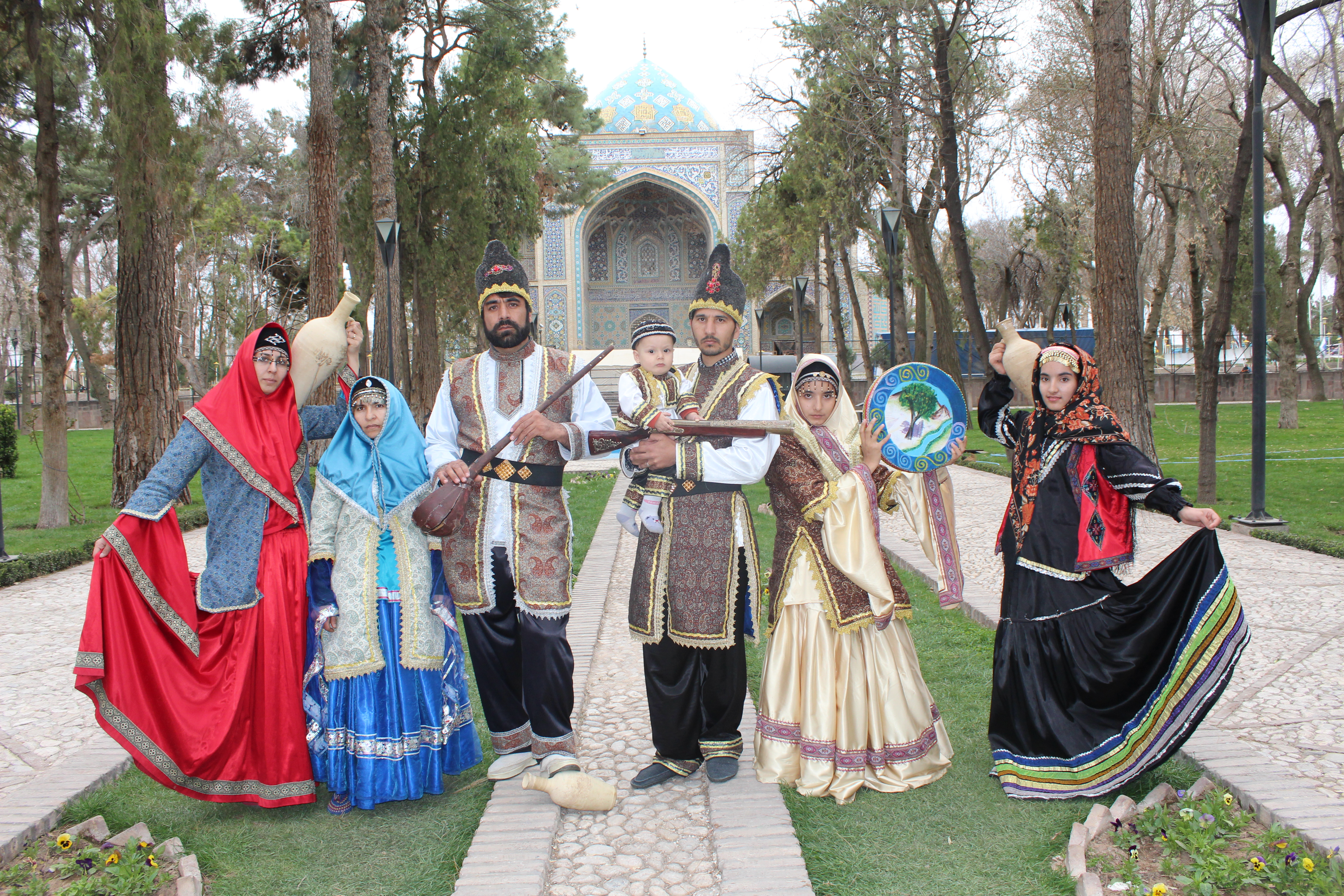
یک خانوادهٔ ایرانی با پوشاک سنتی؛ نوروز ۱۳۹۳، آرامگاه خیام

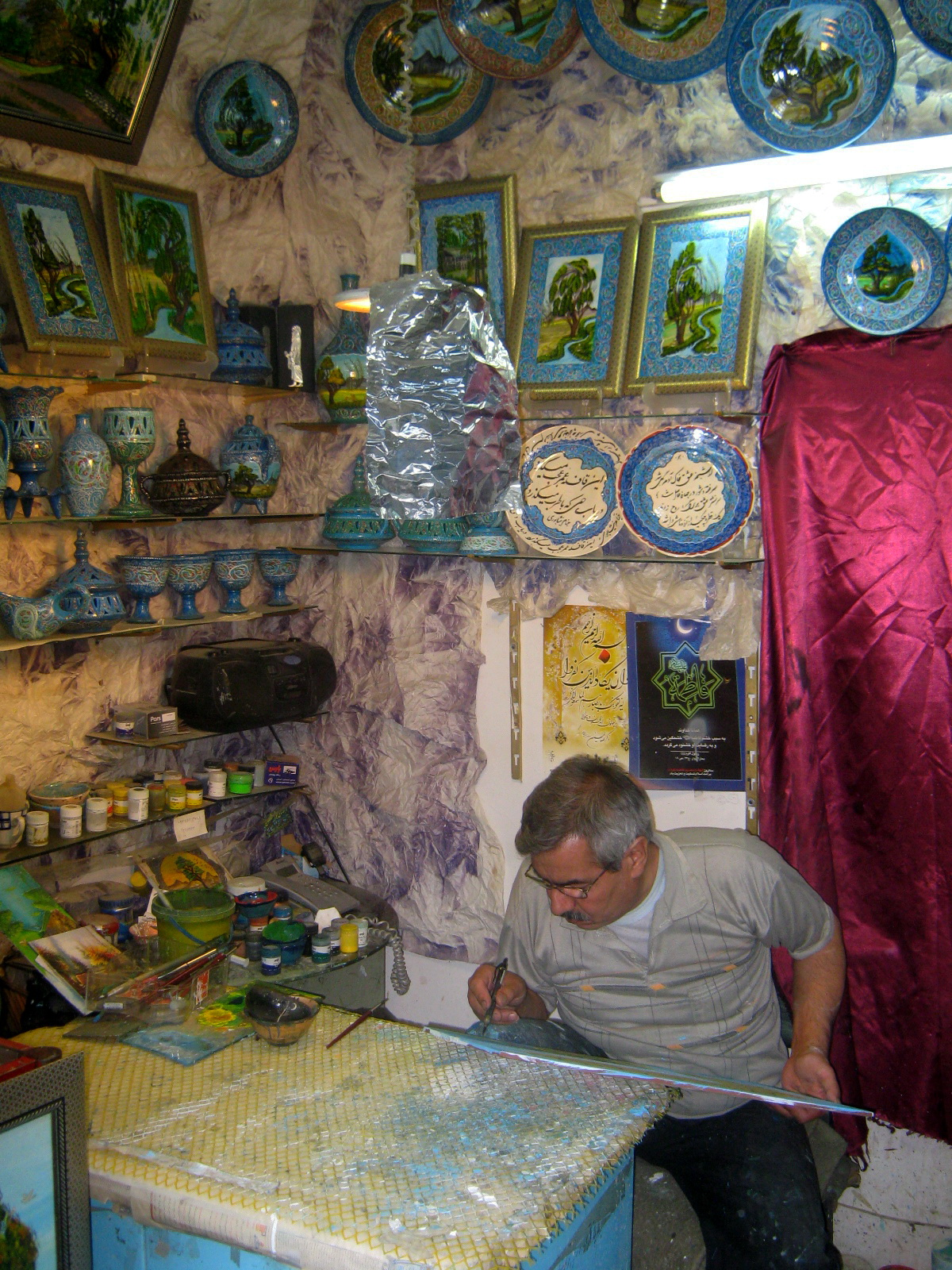
هنرمندی در رباط عباسی نیشابور

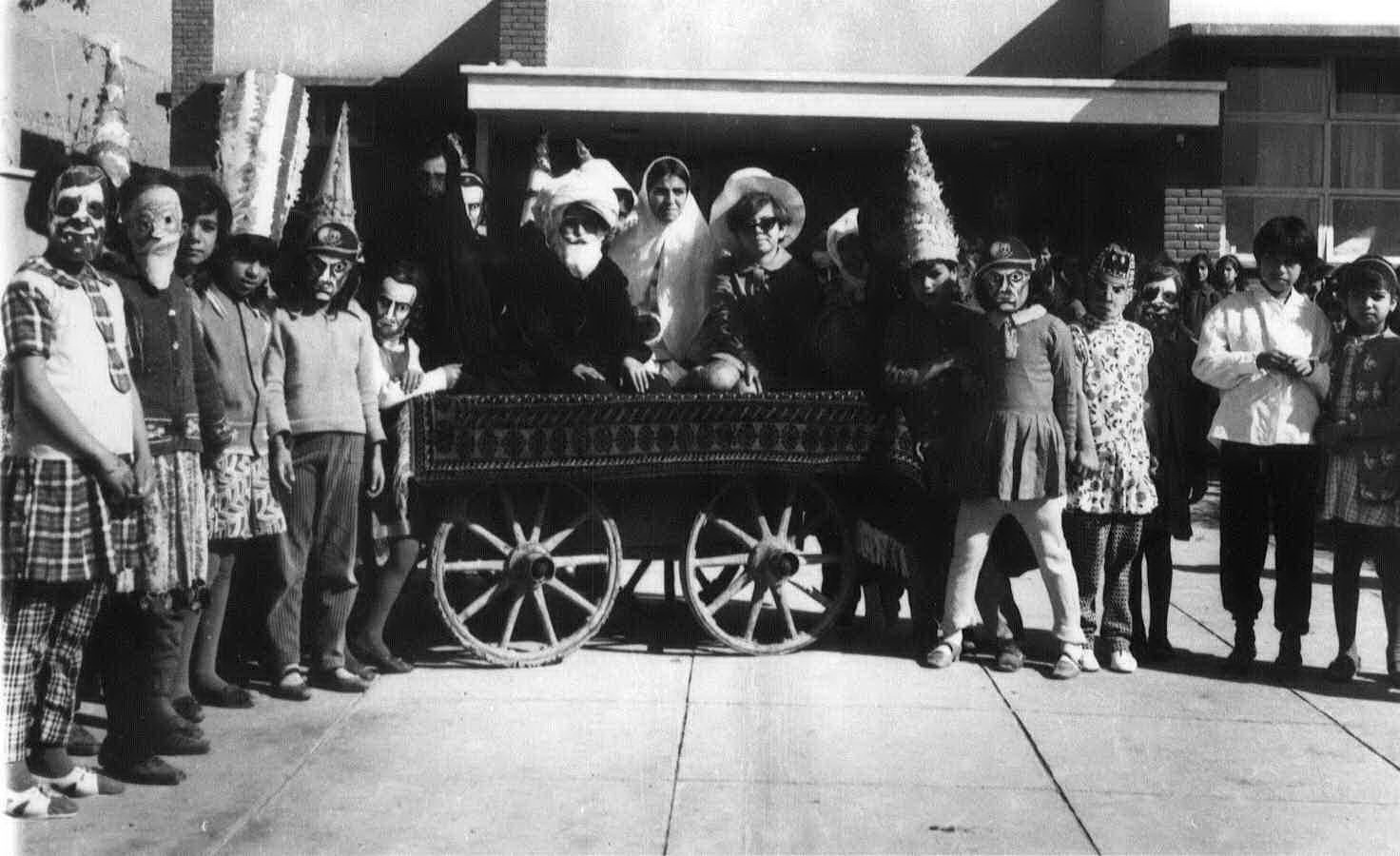
بالماسکهٔ دان‍ش‌آم‍وزان در ج‍ش‍ن ف‍ره‍ن‍گ و ه‍ن‍ر ن‍ی‍ش‍اب‍ور؛ آبان ۱۳۴۷

فرهنگ همگانی در نیشابور امروزی، تفاوت‌های کمی با فرهنگ ایرانی در اجرا دارد و وابسته به سیزده بدر، ازدواج، شب یلدا، سوگواری محرم، خاک‌سپاری، چهارشنبه‌سوری، تولد و جشن سده است و خاستگاه اغلب آن‌ها روستاهای شهرستان نیشابور است. بسیاری از آیینگان مردم اراک و مردم نیشابور همانند است که به دلیل حضور بیاتها در این دو شهرستان است. از آیین‌های باران‌خواهی نیشابور به‌ویژه در میان کشاورزان و روستائیان، «چوله‌قزک» [čōw-la-qƏzak] (همچنین: «شوله‌کیشک» یا «چوله‌قیشک») بوده که خود عروسکی برای باران است و کودکان اجراگر اصلی آن هستند.

### سفال‌گری

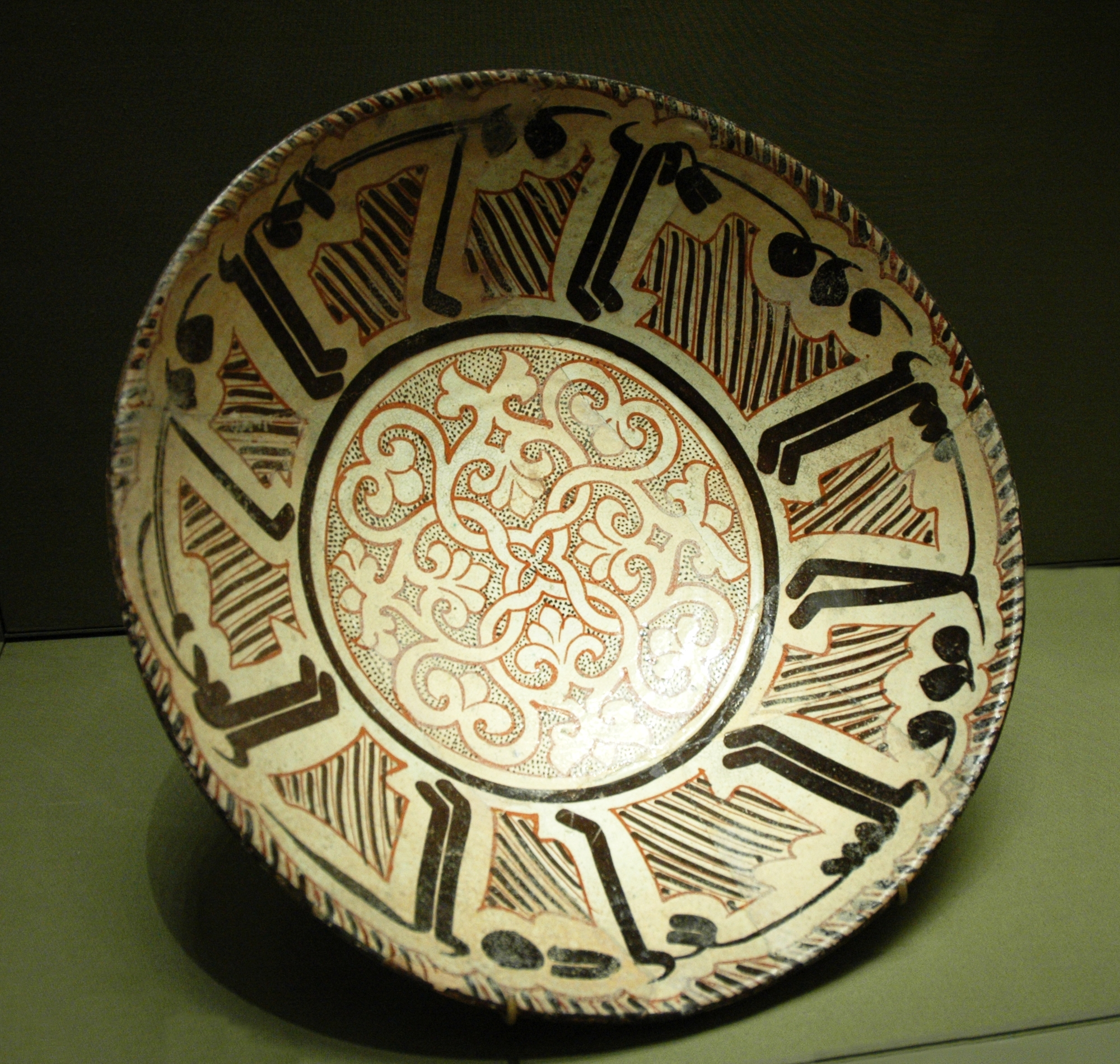
از معروفترین آثار یافت‌شدهٔ سفال نیشابور کهن؛ ظرفی نقش‌دار به خط کوفی است؛ ساختهٔ سده ۱۰ یا ۱۱م. در موزهٔ متروپولیتن نیویورک نگهداری می‌شود؛ نشان مؤسسه خاورمیانه در واشینگتن از نقش این اثر برداشت شده

نیشابور در دوران طلایی اسلام یکی از مراکز بزرگ صنعت سفالگری، کوزه‌گری و صنایع وابسته نیز به‌شمار می‌رفته است. سده سوم و چهارم هجری را اوج هنر سفالگری در نیشابور بوده است و نیشابور مهم‌ترین مرکز هنر و صنعت سفال‌گری در ایران و خراسان در این دوره بوده است. در سال ۱۹۸۸ میلادی- سال ۱۳۶۷ شمسی طی پژوهش‌های باستان‌شناسی در نیشابور پیشینه سفال‌گری در نیشابور مشخص شد.
آثار سفالین کشف شده از نیشابور در موزه‌هایی موزه آبگینه و سفالینه و موزه متروپولیتن نیویورک نگهداری می‌شود.
پژوهشگران، بر این باورند که هنر برجای مانده در سفالینه‌های نیشابور، در ادامهٔ روند هنر دوره ساسانی بر روی فلز است که بررسی در مهارت ساخت و به کار بردن تزیینات و عبارات مختلف و تحول خط را بر روی سفالینه‌ها ممکن می‌سازد. هنر سفالگری نیشابور، علاوه بر تنوع در تکنیک‌های ساخت، دارای تنوع‌های تازه طراحی نقوش و خوشنویسی روی آن نیز هست که بیانگر قدرت و تسلط هنرمندان این هنر است. شکل لعاب‌دهی، کتیبه‌های زیبای ظروف به خط کوفی، تزیینات نقوش گیاهی، حیوانات و انسان و نیز توانایی در ترکیب‌بندی تصویری هر یک از این عناصر در ظروف، این بخش از هنر اسلامی را دارای برتری کرده است. علاوه بر این، رابطه معنوی کلمات و جملات که شامل احادیث می‌شود-نیشابور یکی از مراکز نشر علم حدیث در دوران طلایی اسلام به‌شمار می‌رفته است- از جمله ویژگی‌های هنر این دوره است که به تزیینات صرف اکتفا نکرده و همسویی و معنادار بودن این هنر را دربردارد. به سبب ویژگی‌های موجود در سفالینه‌های سدهٔ سوم و چهارم معروف به سفال سامانی، این نوع سفال به لعاب «گِلی» معروف شده است که بیش‌تر در شرق ایران، به‌ویژه نیشابور، ساخته می‌شده. صنعتگرانِ حوزه سفال سازی در نیشابور با ترکیب نقوش ساسانی و هنر خوشنویسی اسلامی سفالینه‌هایی را به وجود آوردند.

### فرش‌بافی
صنعت قالی بافی در بیش از ۴۷۰ روستای شهرستان نیشابور و شهر نیشابور رواج دارد مهم‌ترین مناطق قالیبافی حومه نیشابور در روستاهای شفیع‌آباد، گرینه، دررود، باغشن، خرو، بزغان، سیدآباد، سرچاه، معدن و سلیمانی، اسحاق‌آباد و سلطان آباد از مهم‌ترین مراکز قالیبافی نیشابور هستند. آمادگی و توانمندی نیشابور در بخش صنعت قالی بافی به گونه‌ای است که اقدام به بافتن قالی‌هایی با متراژ چند هزار متری و در نوع خود بزرگ‌ترین در سطح جهان می‌نماید.
- فرش مسجد شیخ زاید بن سلطان آل نهیان در شهر ابوظبی با ابعاد ۱۳۲ متر طول، ۴۲ تا ۴۸ متر عرض و ۲ میلیارد و ۳۰۰ میلیون گره، بزرگ‌ترین فرش دست باف ثبت شده در کتاب رکوردهای جهان است که به دست فرشبافان نیشابوری بافته شده است.[۲۴۲]
- فرش مسجد جامع سلطان قابوس در استان مسقط به سفارش سلطان قابوس اثر مشهور هنرمندان فرشباف نیشابوری است. طرح این فرش که در حدود ۵ هزار متر مربع مساحت دارد و از اتصال ۴۸ قطعه کوچک و بزرگ به یکدیگر تشکیل شده، از نقشه گنبد مسجد شیخ لطف‌الله اصفهان و ترکیب طرح افشان شاه عباسی و سایر نگاره‌های تزیینی ایرانی و اسلامی الهام گرفته است.
- فرش کاخ ریاست جمهوری ارمنستان با مساحت ۷۰ متر مربع
- فرش سفارش سفارت فنلاند در تهران به مساحت ۴۰ متر مربع

در کارگاه‌های این شهرستان بافته‌اند.
- سومین فرش بزرگ جهان با مساحت تقریبی ۲ هزار و ۴۰۰ متر مربع که به سفارش سلطان عمان برای استفاده در مسجد امین این کشور سفارش داده شده است.[۲۴۴]

نام چند طرح که در میان قالیبافان از عمومیت برخوردار است طرح‌های خراسانی، برگ بیدی، دهانه اژدر، شاه عباسی، لچک ترنج است.

### فیروزه تراشی

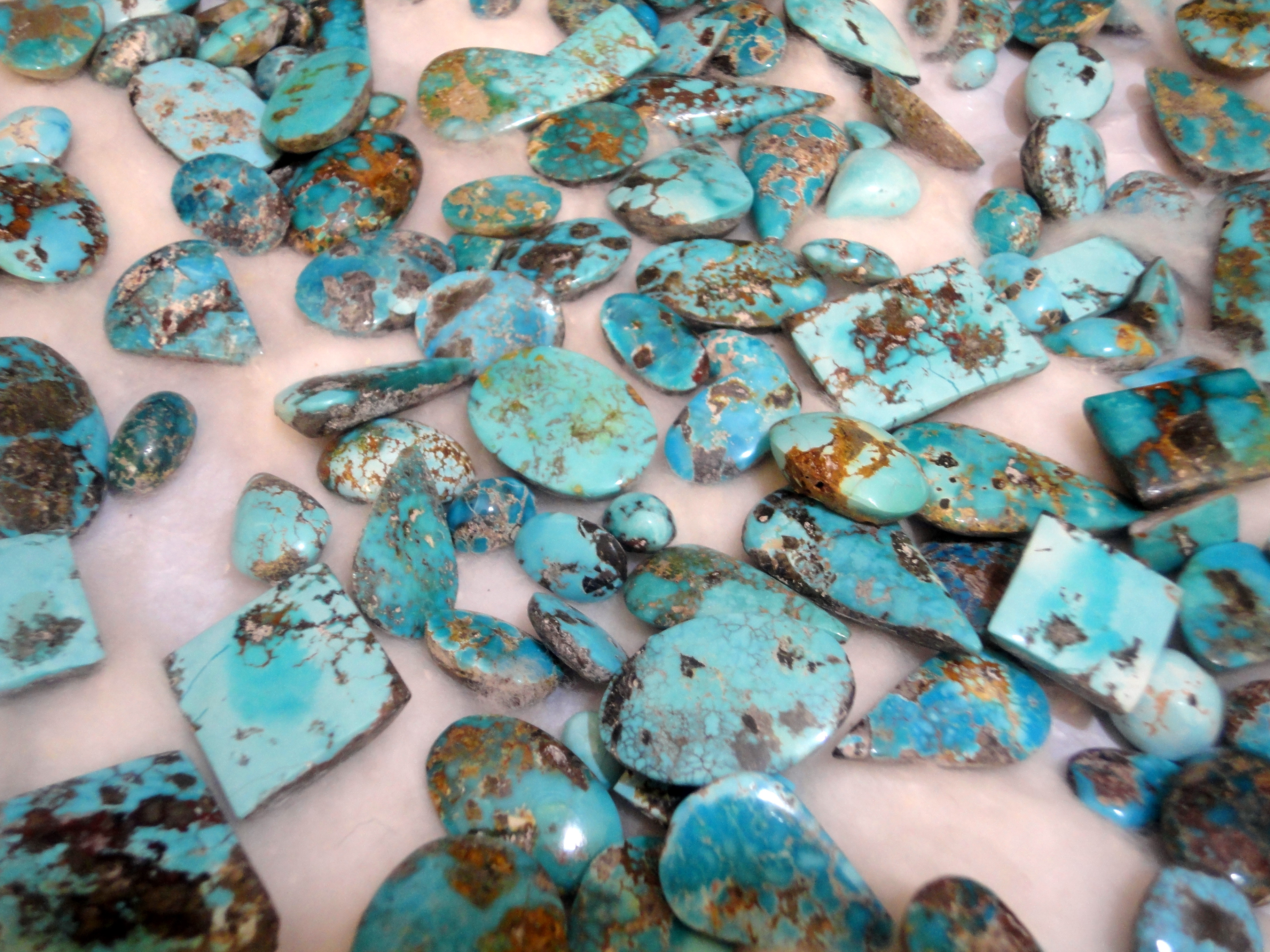
سنگ‌های فیروزه از روستای معدن بالای نیشابور

با توجه به شهرت سنگ فیروزه نیشابور استخراج سنگ فیروزه یکی از صنعت‌های قدیمی و تراشیدن آن از هنرهای قدیمی اهالی این شهر به حساب می‌آید. شهرستان نیشابور که به شهر فیروزه شهرت دارد، دارای کانیهای ارزشمندی از فیروزه بوده که از بیش از ۲۰۰۰ سال پیش بهره‌برداری می‌شده است. فیروزه‌تراشی یکی از پیشه‌های قدیمی در استان خراسان و نیشابور است؛ و مراکز تراش فیروزه به فراوانی در بخش‌های گردشگری نیشابور و مشهد دیده می‌شود. اشکال پیکانی و مسطح از جمله تراش‌هایی است که طرفداران فراوان دارد. فیروزه یکی از ره‌آوردهای مهم نیشابور است و بازار پررونقی در استان‌های خراسان، و ایران دارد.

### کاشی‌کاری

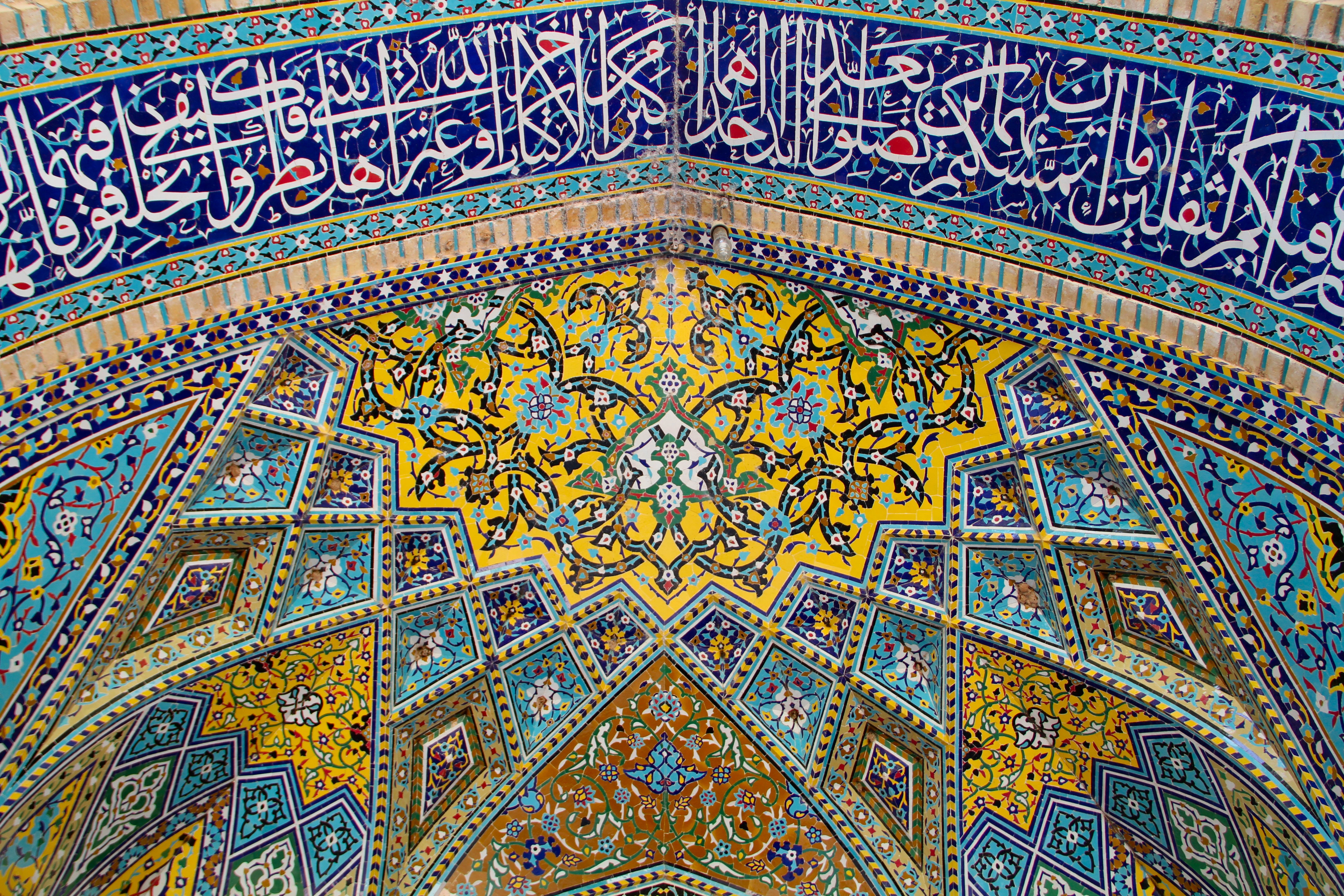
کاشی‌کاری‌های ایوان مسجد محروق

هنر کاشی‌کاری در نیشابور کاربردی وسیع دارد. در بسیاری از بناهای مهم نیشابور از این هنر استفاده شده است. در این خط کاشی‌کاریها از خط بنایی استفاده شده است. خط بنایی الهام گرفته از خط کوفی است و در کاشی‌کاری و معماری اسلامی جایگاه ویژه‌ای دارد و در بناها و مساجد استفاده شده است. این نوع خط کاربرد زیادی در کاشی‌کاری و آجرکاری در نیشابور دارد. البته این هنر در نیشابور پیش از حمله مغول رواج داشته و امروزه دوباره رواج پیدا کرده است. نمونه ساختمان بدون تزیین کاشی‌کاری در نیشابور مسجد جامع این شهر است. در این بنا از هنر سنگ‌تراشی و آجرکاری استفاده شده است.
استادان کاشی کار نیشابوری فقط به مرمت بناهای نیشابور اکتفا نکردند. در سال ۲۰۰۸ (میلادی) به دعوت وزارت فرهنگ تاجیکستان چند تن از استادان کاشی کار نیشابوری به نمایندگی از سوی سازمان میراث فرهنگی و گردشگری و صنایع دستی استان خراسان رضوی برای مرمت آرامگاه رودکی سمرقندی به تاجیکستان اعزام گشتند. کار گروه ایرانی در این مرمت بازسازی گنبد آرامگاه رودکی به مساحت یکصد متر مربع به سبک افلاک نما، با بهره‌گیری از کاشی فیروزه‌ای نیشابور بوده است.

### نمدمالی
نمدمالی و نمد بافی که از هنرهایِ صنعتی و دستی پُررونق در استان‌های خراسان است در نیشابور و شهرستان نیشابور نیز رواج دارد. ۴ کارگاه صنایع نمدمالی در شهرستان نیشابور فعال است. این هنر از گذشته در این منطقه رواج داشته که نقش نیشابوری بر روی نمدهای ایرانی گویای این موضوع است. به جز کارگاه‌ها نمدمالی در روستاهای شهرستان نیشابور به شکل سنتی رونق دارد.

### فرت‌بافی
یکی از صنایع دستی نیشابور امروز و روستای بوژان فرت بافی (در گویش نیشابوری= فردبافی f,rad bāfi) است. فَرد تغییر یافته واژه بَرد است. هنر فرت‌بافی که از صنایع دستی با قدمت دیرینه در نزد نیشابوریان شناخته شده مرکز آن روستای بیشتر بوژان است. فرت‌بافی شامل حوله‌های دستی، حمام، لباس، روانداز و… است. این هنر بیشتر در بین زنان رواج دارد. فرت بافی یک هنر روستایی است که در شهرستان‌های خراسان رضوی از جمله کاشمر، گناباد، سبزوار، نیشابور وتربت جام رایج بوده است و اکنون در حال فراموشی است. فرت در بین اهالی نیشابور قدیم به بَرد معروف بوده است و بَرد نیشابوری یکی از محصولات مشهور این هنر به‌شمار می‌رفته است. هنر «فرت‌بافی نیشابوری» (بَرد نیشابوری) به دست صنعت‌گران بافندهٔ نیشابور، که در آن زمان‌ها در اوج شکوفایی و مرکز صنعتی، هنری و تجاری خراسان بود- به سایر نواحی خراسان بزرگ، گسترش یافته و پس از گذر از سده‌ها، امروز نیز در جای جای خراسان بزرگ به زندگی خود ادامه می‌دهد.

### پارچه‌بافی
نیشابور یکی از مراکز سنتی پارچه بافی ایران است. اکنون در نیشابور ۲ کارگاه صنایع پارچه بافی فعال است. پیشینه پارچه بافی نیشابور در دوره اسلامی به اوج می‌رسد. در دوره ایلخانیان کارخانه متعدد پارچه بافی در نیشابور همانند دیگر شهرهای بزرگ ایران در آن زمان فعال بوده. پارچه‌های ابریشمی نیشابور در این دوره گرانبها بوده است تا حدی که در شهرهای مصر (سده هشتم میلادی/از جمله تنیس و دمیاط) گرانترین پارچه نوع نیشابوری بوده است. در زمینه هنر بافت پارچه در ایران سده‌های نهم و دهم هجری را عصر طلایی این هنر نامیده‌اند که نیشابور یکی از مراکز مهم و بزرگ بافت پارچه در این دوران بوده است.
در سده‌های چهارم و پنجم قمری در نیشابور و مرو بهترین پنبه و پارچه با تارهای نخی تولید می‌شد. نیشابور در دورة ساسانی بازاری بزرگ برای تجارت پارچه ابریشمی بود.در دوره سلجوقیان مورخان شهرهای نیشابور، ری، یزد و کاشان را به عنوان مراکز عمده پارچه بافی در ایران ذکر کرده‌اند.با حمله مغول به ایران در سده هفتم و به دنبال آن برپایی حکومت ایلخانان، مراکز مهم بافندگی چون ری و نیشابور از بین رفت.از دوره تیموری به ندرت منسوجی باقی مانده است. در این دوره، و پیش از آن، بسیاری از مراکز سنتی پارچه بافی ایران از جمله نیشابور، در یورش مغولان به نابودی کشیده شدند.

### موسیقی
موسیقی در نیشابور تحت تأثیر سبک‌های ساسانی، مقامی و سنتی بوده و بخشی از موسیقی محلی خراسان است که در منطقه نیشابور در طول تاریخ رواج داشته است. در پی ثبت جهانی موسیقی مقامی شمال خراسان از سوی یونسکو پژوهش در مورد موسیقی در نیشابور مورد توجه واقع شد. جشنواره‌های موسیقی مقامی در نیشابور فعال بوده است.
یکی از قدیمی‌ترین منابع مطالعاتی مربوط به موسیقی ایران رساله نیشابوری نوشته محمد بن محمود نیشابوری است که از اهمیت موسیقی در نیشابور قدیم حکایت دارد. از مشاهیر این رشته می‌توان به راتبه نیشابوری و در معاصر پرویز مشکاتیان اشاره کرد. حجت اشرف زاده ( خواننده) و محمد عابدی نوازنده تار نیز از هنرمندان موسیقی تلفیقی و سنتی هستند . 

## آموزش و پژوهش
نیشابور از قطب‌های دانشگاهی استان است و در سال ۱۳۹۲ حدود ۲۵ هزار نفر دانشجو در آن در حال آموزش بوده‌اند. خانه ریاضیات نیشابور در سال ۱۳۷۸ افتتاح شد و احداث افلاک‌نمای خیام نیز از همین سال آغاز شده است.
اخترشناسی در نیشابور ریشه‌ای کهن دارد و امروزه نیز رصدخانه‌ای در اردوگاه باغرود برپاست. یک موزهٔ نجوم در سال ۱۳۸۵ و یک مرکز اخترشناسی به نام خواجه نصیرالدین طوسی در سال ۱۳۸۸ در این شهر افتتاح شد.

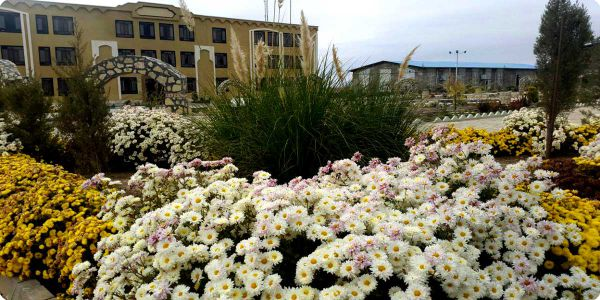
دانشگاه نیشابور

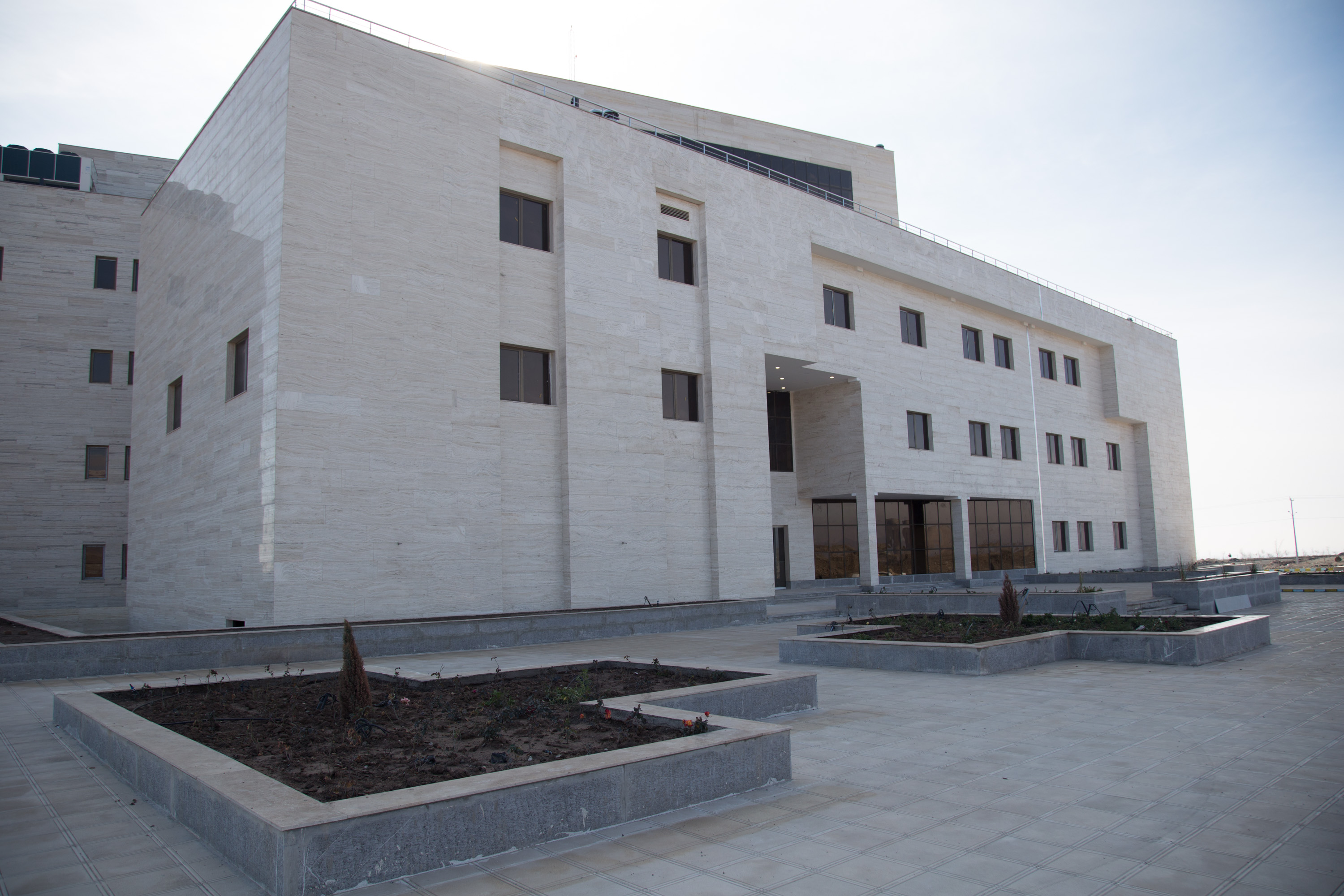
دانشگاه علوم پزشکی نیشابور

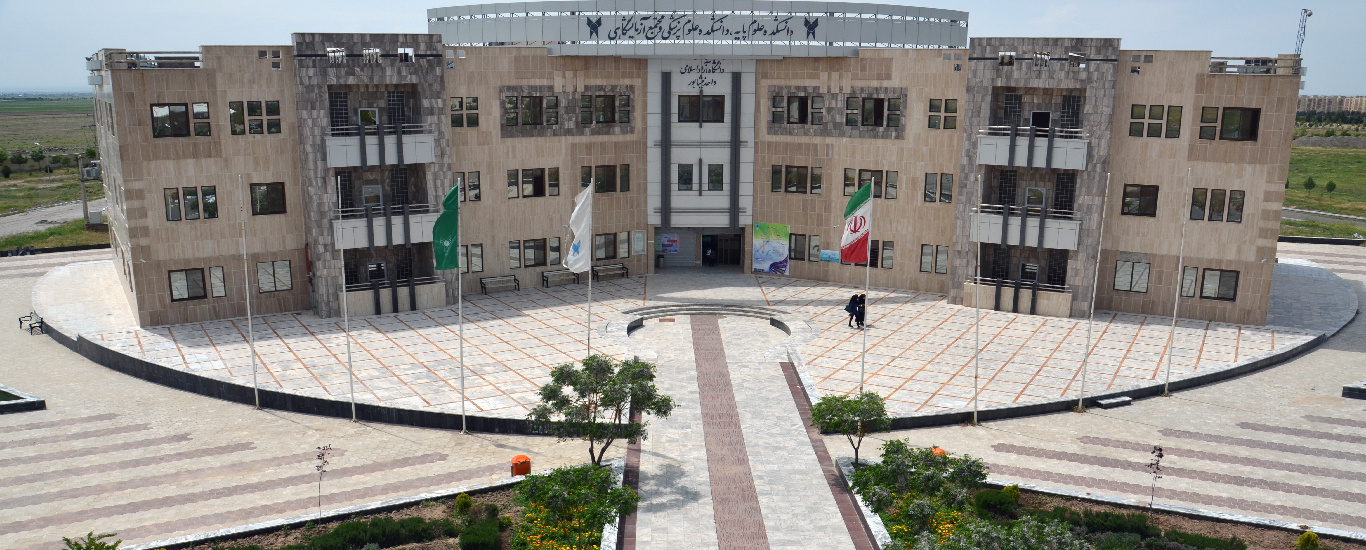
دانشگاه آزاد اسلامی نیشابور

### دانشگاه‌ها
- دانشگاه نیشابور
- دانشگاه علوم پزشکی نیشابور
- دانشگاه آزاد اسلامی واحد نیشابور
- دانشگاه پیام نور مرکز نیشابور
- دانشگاه فرهنگیان دانشور نیشابور
- دانشگاه کشاورزی شهید رجایی نیشابور
- دانشگاه فنی و حرفه‌ای پسران نیشابور
- دانشگاه فنی و حرفه‌ای دختران نیشابور
- دانشگاه جامع علمی کاربردی نیشابور
- دانشگاه علمی و کاربردی خیام الکتریک نیشابور
- مؤسسه آموزش عالی فنی مهندسی سبحان نیشابور
- آموزشکده فنی و حرفه‌ای سما نیشابور
- مؤسسه آموزش عالی ثامن نیشابور

### مدرسه‌ها
نیشابور را کهن‌ترین پایگاه علوم اسلامی در ایران می‌دانند. تقی‌الدین مقریزی در «الخُطَط» می‌نویسد: «مدرسه‌هایی که در سرزمین‌های اسلامی برپا شده‌اند، به هنگام صحابه و تابعین این چنین شناخته نشده بودند، این‌ها نوبنیادند و چهارصد سال پس از هجرت ساخته شدند. نخستین کسانی که در سرزمین اسلامی بدین کار همت گماشتند، مردم نیشابور بودند؛ مدرسهٔ بیقهیه را آنجا بنیان نهادند.» مهاجرت‌های دانشمندان از سراسر جهان اسلام در سده‌های میانه به نیشابور، سبب شد که مدرسه‌های آن «کانون گسترش ایده‌ها» و «قطب علمی دنیای اسلامی» شود. پیش از ساخت نظامیه در نیشابور، مدرسه‌هایی در آن برپا بوده است:
- «مدرسهٔ
- قرشی» (ساختهٔ نیمهٔ اول سدهٔ دهم م).
- «مدرسهٔ ابن حبان تمیمی» (ساختهٔ سال ۹۵۰ میلادی).
- «مدرسهٔ محمد حمشادی» (ساختهٔ سال ۹۸۰ میلادی).
- «مدرسهٔ ابن رضوان» (ساختهٔ سال ۹۹۹ میلادی).
- «مدرسهٔ سعیدیه» (ساختهٔ سال ۱۰۰۴ میلادی).
- «مدرسهٔ دقاقیه» (ساختهٔ سال ۱۰۰۰ میلادی).
- «مدرسهٔ صاعدیه» (ساختهٔ سدهٔ یازدهم میلادی).
- «مدرسهٔ ابوسعد زاهد» (ساختهٔ سدهٔ یازدهم میلادی).
- نظامیه نیشابور از مدرسه‌های نظامیه در نیشابور سده‌های میانه بود که پس از ویرانی، بازسازی نشد.[۲۵۸] این مدرسه در سال ۴۳۴ هجری به دستور نظام‌الملک برای تدریس امام‌الحرمین جوینی بنا شد.[۲۵۹]
- مدرسه گلشن که مربوط به دورهٔ تیموریان است، کهن‌ترین مدرسهٔ نیشابور و محل حوزهٔ علیمهٔ این شهر است که در آثار ملی ایران به ثبت رسیده است.[۲۶۰]
- دبیرستان عمر خیام (تأسیس ۱۹۴۰) کهن‌ترین آموزشگاه نوین در نیشابور و استان خراسان است و در آثار ملی ایران به ثبت رسیده است.[۲۶۰] مراسم بزرگداشت روز ملی عمر خیام همه‌ساله در این مدرسه برگزار می‌شود. موزهٔ تاریخ آموزش نیشابور در سال ۱۳۹۵ در محل دبیرستان عمر خیام گشایش یافت.[۲۶۱]
- «دبستان شاهدخت» در سال ۱۳۱۱ به عنوان نخستین آموزشگاه نوین ویژهٔ دختران در نیشابور ساخته شد.[۲۶۲]
- مدرسهٔ فضل بن شاذان یکی دیگر از مدرسه‌های حوزهٔ علمیهٔ نیشابور است که در سال ۱۳۵۳ ایجاد شد.

### کتابخانه‌ها
| ساخت | نام                   | گونه            | وابستگی              | شمار موارد |
| ---- | --------------------- | --------------- | -------------------- | ---------- |
| ۱۹۵۹ | علی شریعتی            | همگانی (درجه ۳) | نهاد کتابخانه‌ها      |            |
| ۱۹۶۲ | عمر خیام              | همگانی (درجه ۹) | نهاد کتابخانه‌ها      | [ ۲۶۳ ]    |
| ۱۹۸۵ | خمینی                 | همگانی          | مسجد جامع نیشابور    |            |
| ۱۹۹۳ | نظیری                 | همگانی (درجه ۷) | نهاد کتابخانه‌ها      | ۱۸٬۶۴۷     |
| ۱۹۹۳ | مرتضی مطهری           | زندان (درجه ۸)  | سازمان زندان‌ها       | ۶٬۹۹۰      |
| ۱۹۹۵ | غدیر                  | همگانی (درجه ۵) | نهاد کتابخانه‌ها      | ۲۵٬۰۰۰     |
| ۲۰۰۰ | مرکزی دانشگاه نیشابور | دانشگاهی        | دانشگاه نیشابور      | ۷٬۷۱۵      |
| ۲۰۰۰ | وکیلی                 | همگانی (درجه ۵) | نهاد کتابخانه‌ها      | ۲۴٬۰۰۰     |
| ۲۰۰۰ | ریاضیات               | ویژه            | خانه ریاضیات نیشابور | ۴٬۸۰۰      |
| ۲۰۰۵ | مرجان دوستی           | دانشگاهی        | دانشگاه آزاد نیشابور | [ ۲۷۰ ]    |
|      | گلشن                  | حوزوی           | مدرسه گلشن           | ۱۰٬۰۰۰     |

کتابخانه‌های نیشابور، وابستگی به مدرسه‌ها، مسجدها، نهادها یا افراد برجسته داشته‌اند یا دارند. در تاریخ یمینی آمده که خلف بن احمد از دانشمندان ایران خواست که همهٔ کتاب‌ها و نسخه‌ها دربارهٔ علوم قرآنی (به‌ویژه تفسیر) را جمع‌آوری و دسته‌بندی کنند. او ۲۰ هزار دینار برای این کار که مقدمهٔ تأسیس «کتابخانهٔ صابونی» در نیشابور بوده، هزینه کرد. همهٔ این کتاب‌ها در کتابخانه صابونی نگهداری می‌شد. در شرح حال بسیاری از دانشمندان علوم قرآنی ذکر شده است که از کتاب‌های این کتابخانه بهره‌مند شده‌اند. ابونصر محمد عتبی سپس یادآور می‌شود که پس از واقعهٔ غزان در نیشابور و ویرانی مدرسه‌ها و مسجدها، تفسیر معروفی را که با تلاش خلف بن احمد فراهم آمده بود و در این کتابخانه نگهداری می‌شد، از آنجا خارج گردید و در اصفهان به کتابخانهٔ خجندیان انتقال یافت.
دیگر کتابخانه‌های تاریخی نیشابور شامل «کتابخانهٔ شجری»، «کتابخانهٔ مدرسهٔ سعدیه»، «کتابخانهٔ أبی سعید»، «کتابخانهٔ مدرسهٔ بیهقیه»، «کتابخانهٔ مدرسهٔ شافعی‌ها» و هشت کتابخانهٔ دیگر بوده است. کتابخانه‌های دانشگاهی در نیشابور دربرگیرندهٔ «کتابخانهٔ مرجان دوستی» وابستهٔ دانشگاه آزاد نیشابور و «کتابخانهٔ دانشگاه نیشابور» است. «کتابخانهٔ دکتر علی شریعتی» کهن‌ترین کتابخانهٔ همگانی نیشابور است که دگرگون‌یافتهٔ کتابخانهٔ ویژهٔ آموزش و پرورش (تأسیس ۱۹۵۹) است.
در سال ۱۳۹۴ نیشابور پس از اهواز به عنوان دومین پایتخت کتاب ایران برگزیده شد.
نیشابور نیازمند ۳۳۰ هزار متر مربع فضای کتابخانه‌ای است، اما تنها ۳ هزار و ۱۴۰ مترمربع فضا دارد.

## ورزش

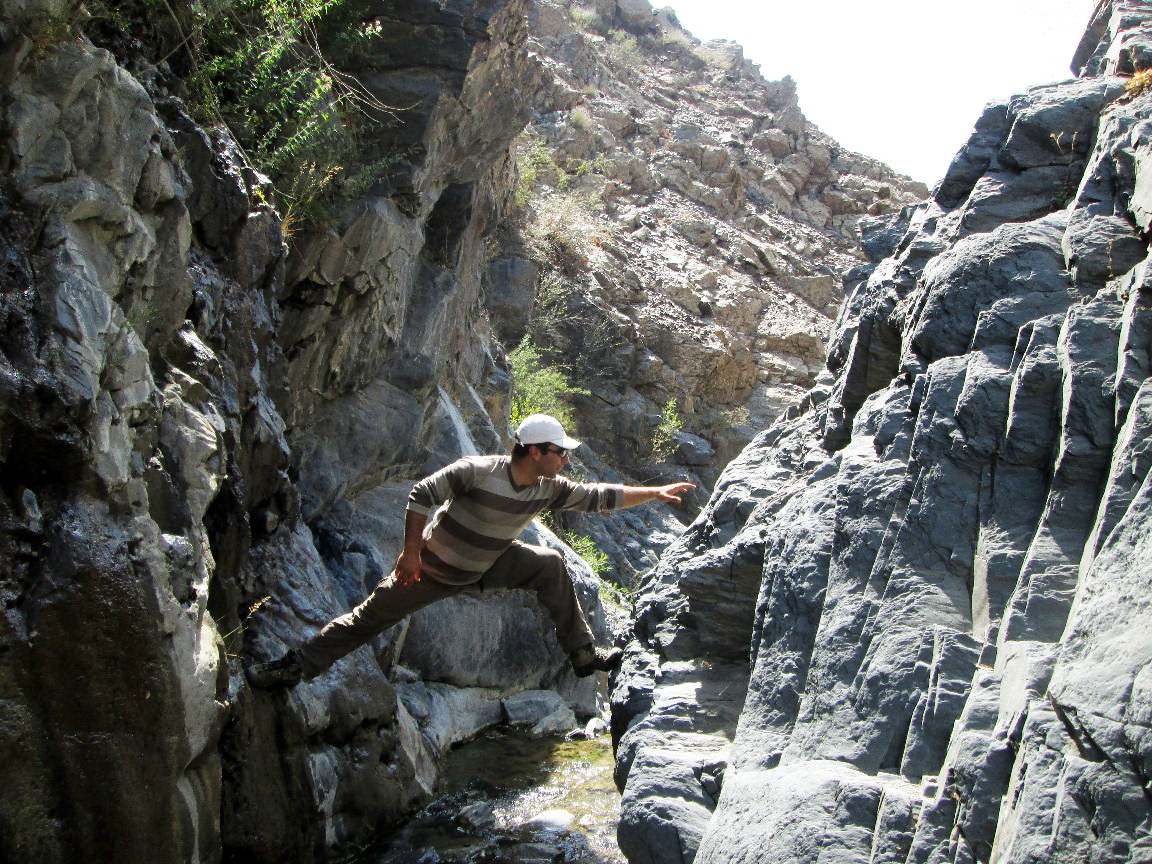
سنگ‌نوردی در بلندی‌های بینالود، میرآباد، نیشابور

کشتی و کشتی با چوخه، کوهنوردی و سنگ‌نوردی، والیبال، دوچرخه‌سواری، بیلیارد، بدن‌سازی، شطرنج و پاراگلایدر از سرگرمی‌های ورزشی محبوب در نیشابور است. همچنین ورزش زورخانه‌ای ریشه‌ای کهن در این شهر دارد و یعقوبعلی شورورزی، نامدارترین ورزشکار نیشابوری در این رشته بوده است.
مراکز برجستهٔ ورزشی در نیشابور:
- اردوگاه باغرود: مکان‌هایی برای رشته‌های گوناگون ورزشی دارد.[۲۸۲]
- ورزشگاه تختی نیشابور: دارای سالن‌های ورزشی متعددی است که در مرکز نیشابور قرار گرفته است.
- ورزشگاه انقلاب نیشابور: بزرگ‌ترین سالن ورزشی سرپوشیدهٔ است که در شهرک فیروزه نیشابور قرار دارد و در سال ۱۳۸۵ افتتاح شد.
- مجموعهٔ ورزشی کارگران: در تاریخ ۲۲ شهریور ۱۳۸۹ توسط عبدالرضا شیخ‌الاسلامی افتتاح شد.[۲۸۳]
- خانهٔ قهرمانان ورزشی: در تاریخ ۱۶ مرداد ۱۳۹۳ گشایش یافت.[۲۸۴]

## بهداشت و درمان

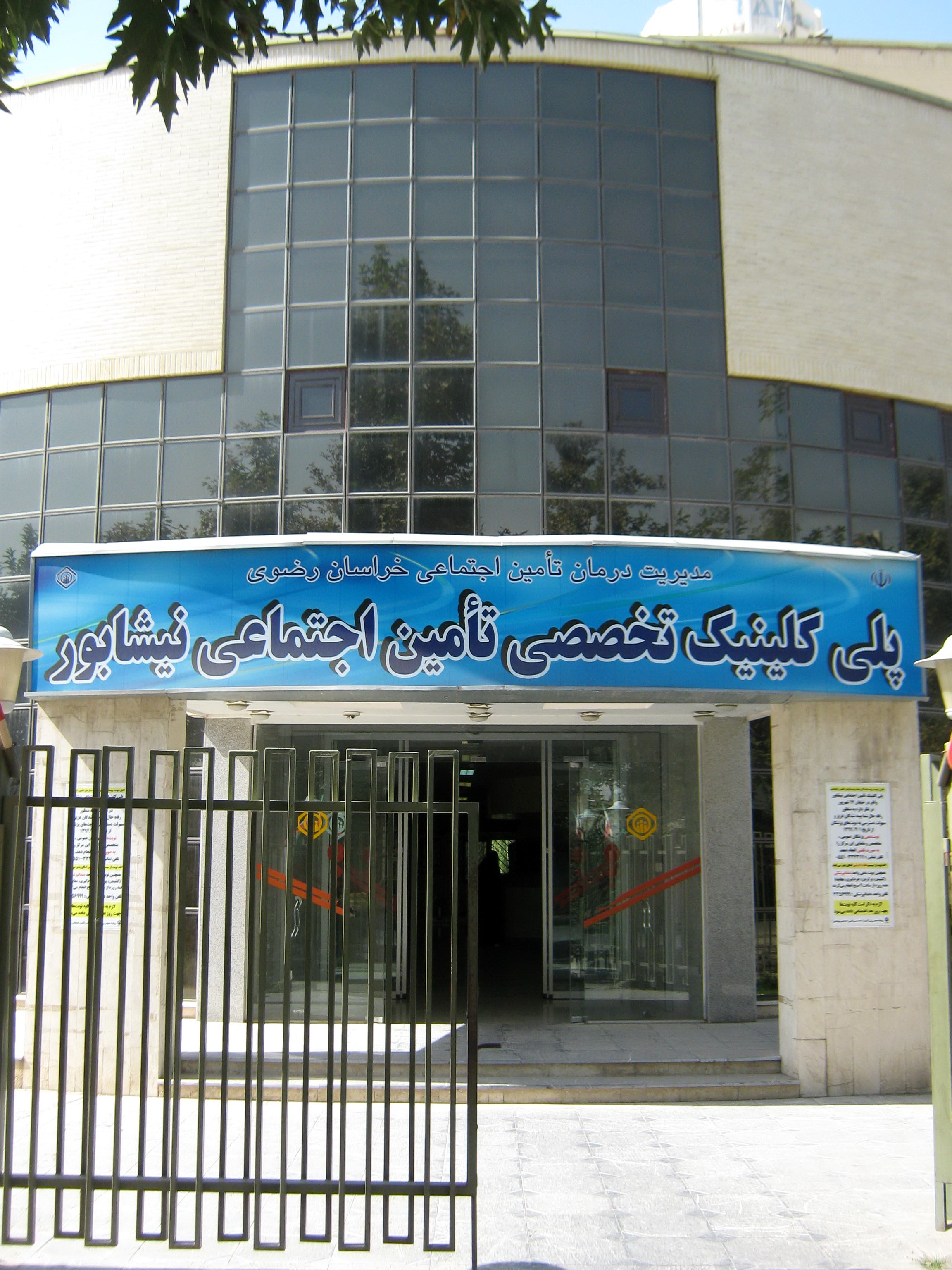
پلی‌کلینیک تخصصی سازمان تأمین اجتماعی نیشابور

«مهدی ملک‌افضلی» نخستین پزشک نوآموختهٔ ایرانی بود که پزشکی نوین را در نیشابور پایه‌گذاری کرد. وی در سال ۱۹۰۸ به ریاست بهداری نیشابور (صحیّه) از سوی والی وقت خراسان –حسین قزوینی– منصوب گشت و در ۱۹۳۶ مدیر عامل بیمارستان شیر و خورشید شد.
نیشابور دارای ۱۱ مرکز اورژانس ۱۱۵ است. این شهر دو بیمارستان دولتی به نام‌های «حکیم» و «۲۲ بهمن» (از تجمیع بیمارستان‌های «عطار» و «امدادی» در سال ۱۹۸۰) و همچنین یک بیمارستان دولتی در دست ساخت در منطقه بلوار مقاومت به نام بیمارستان ۱۵۴ تخت خوابی عمر خیام و یک بیمارستان ۱۳۵ تخت بخوابی بنام امام رضا وابسته به نیروی زمینی سپاه پاسداران انقلاب اسلامی در بلوار جانبازان در حال اجرا هستند و یک بیمارستان خصوصی به نام «قمر بنی‌هاشم» دارد. «بیمارستان حکیم» نیز در سال ۲۰۰۱ با گنجایش ۱۷۲ تخت افتتاح شد. بیمارستان‌های نیشابور جمعاً ۳۵۰ تخت درمانی دارند و این شهر به ۴۵۰ تخت دیگر (به گفتهٔ قاضی‌زادهٔ هاشمی: ۹۵۰ تخت دیگر) نیاز دارد. دانشکده علوم پزشکی نیشابور در سال ۱۳۸۸ ایجاد شد و در سال ۱۴۰۱ به دانشگاه علوم پزشکی نیشابور ارتقا یافت.

### اورژانس هوایی
اورژانس هوایی نیشابور در مجاورت بیمارستان عمر خیام واقع و در سال ۱۳۹۶ توسط قاضی‌زاده هاشمی وزیر وقت بهداشت به بهره‌برداری رسید و هم‌اکنون یکی از ایستگاه‌های مهم در شرق کشور است.

## شهرداری و منطقه‌بندی نیشابور
شهرداری نیشابور (در دوره پهلوی: بلدیهٔ نیشابور) سازمانی عمومی غیردولتی مربوط به شهر نیشابور است که زیر نظر شهردار اداره می‌شود. شهرداری نیشابور در ۱۳۱۰ شمسی-۱۹۳۱ میلادی تأسیس شد. شهرداری نیشابور به دو اداره و نیز سه منطقه از نظر تقسیمات شهری تشکیل شده و این سه منطقه عبارتند از:
- منطقه ۱ نیشابور واقع در قسمت شمالی جاده ۴۴ با بافت نسبتاً جدیدتر و دارای طرح مشبک شهری که نسبت به دو منطقه دیگر به رشته کوه بینالود نزدیک‌تر بوده. این منطقه مکان قرارگیری مراکزی چون اکثر دانشگاه‌های نیشابور، بیمارستان حکیم و خیام نیشابور و ورزشگاه انقلاب نیشابور است. شهرک‌های منطقه ۱ عبارتند از:شهرک بسیج، شهرک جانبازان، شهرک قدس، شهرک ولیعصر، شهرک فیروزه، شهرک فرهنگیان، شهرک بهداری
- منطقه ۲ نیشابور واقع در قسمت جنوبی و جنوب غربی جاده ۴۴ با بافتی نبستاْ ارگانیک و تاریخی‌تر که مرکز شهر نیشابور، و منطقه اصلی اکثر فعالیت‌های اقتصادی-اجتماعی در نیشابور است. مراکزی تاریخی چون باغ ملی نیشابور، عمارت و باغ امین اسلامی و اکثر هتل‌ها و مراکز تجاری نیشابور در این منطقه قرار دارند.
- منطقه ۳ نیشابور واقع در بخش جنوبی و جنوب شرقی شهر که عمدتاً منطقه گردشگری اصلی شهر و بافت باستانی-تاریخی شهر است که از بخش‌هایی از آن قانوناً حفاظت می‌شود.[۲۹۳] آرامگاه اکثر مشاهیر تاریخ نیشابور چون عمر خیام و عطار نیشابوری در این منطقه واقع است. از مراکز مهم دیگر واقع در این منطقه می‌توان به افلاک‌نمای خیام و سایت باستانی شادیاخ اشاره نمود. همچنین اکیپ انتظامی حفاظت از مناطق باستان‌شناسی در محدوده‌های تاریخی نیشابور به خصوص منطقه شادیاخ توسط شهرداری نیشابور نگهداری می‌شود.[۲۹۴]

## مسائل و مشکلات شهری

### تخریب آثار تاریخی و ثبت ملی
برخی از آثار تاریخی این شهر بارها در خطر تخریب قرار گرفته، برخی تخریب، و برخی دیگر نیز نیازمند مرمت هستند. تخریباتی نیز در بافت‌های تاریخی نیشابور در سده ۲۰م میلادی روی داد و تمامی حصارها، باروها و دروازه‌های شهر تخریب شدند. منطقه ۳ نیشابور (شادیاخ) یک منطقه باستانی ثبت ملی و حفاظت شده است و فاصله بسیار نزدیکی با بافت شهری دارد که به دلیل عدم حفاظت بافت تاریخی این شهر، همواره در معرض تخریب بوده است.

### آلودگی هوا
علیرغم شناخته شده بودن نیشابور به عنوان یکی از شهرهای خوش آب و هوا در ادبیات فارسی، این شهر در دوران معاصر دچار مشکلات ناشی از آلودگی هوا شده است. از دلایل اصلی ایجاد کننده این آلودگی می‌توان به استفاده بیش از اندازه از خودروهای بنزینی، قرارگیری صنایع شهرستان نیشابور در اطراف شهر، و ساخت ساختمان‌های بلندمرتبه اشاره کرد.

### ترافیک خودرویی
ترافیک یکی از مشکلات اصلی نیشابور خصوصاً در تقاطع‌ها و میدان‌های اصلی این شهر است. یکی از دلایل اصلی ایجاد ترافیک در این شهر عدم وجود کمربندی در جنوب شهر و گسترش شهر و شهرک‌سازی در کمربندی شمالی فعلی شهر است. عملاً کمربندی شمالی شهر از داخل شهر می‌گذرد و ترافیک داخلی و خارجی این شهر دارای تداخل است. هم‌اکنون ساخت کمربندی جنوبی نیشابور به دلیل تداخل و مجاورت با پروژه آزادراه حرم تا حرم دچار تأخیر شده است.

### حاشیه‌نشینی
حاشیه‌نشینی یکی از مشکلات شهری نیشابور است.

## رسانه‌ها
ماهنامه‌ای با عنوان «سروش جوانان نیشابور» از سال ۱۳۴۰ در نیشابور چاپ می‌شد. روزنامهٔ «خراسان رضوی» (ضمیمهٔ روزنامهٔ خراسان) اخبار نیشابور را پوشش می‌دهد و گه‌گاه برای این شهر، شمارهٔ ویژه و جداگانه چاپ می‌نماید.
هفته‌نامهٔ صبح نیشابور از سال ۱۳۶۷ چاپ می‌شود که در سال‌های ابتدایی، نخستین نشریهٔ محلی استان خراسان لقب گرفت. «نشریهٔ شادیاخ» از سال ۱۳۷۹، هفته‌نامهٔ خیام‌نامه از سال ۱۳۸۴، «هفته‌نامهٔ نسیم نیشابور» از سال ۱۳۸۵، «هفته‌نامهٔ فر سیمرغ» از ۱۳۸۹، «نشریهٔ مهر نیشابور» از سال ۱۳۹۱ و «نشریهٔ آفتاب صبح نیشابور» از سال ۱۳۹۵ به نشریات نیشابور اضافه‌شدند.

## ارتباطات بین‌المللی
- ۱۹۴۸ – ۱۹۳۵: پژوهش‌های باستان‌شناسی در نیشابور به دست موزه متروپولیتن نیویورک.[۳۱۱]
- ۱۹۷۹: پانزدهمین گردهمایی جهانی پیش‌آهنگان (لغو شد).[۱۸۱]
- ۲۰۰۶: آغاز بافندگی فرش سفارشی مسجد شیخ زاید امارات متحده عربی به عنوان بزرگ‌ترین فرش دستباف جهان.[۳۱۲]
- ۲۰۰۸: گشایش کارخانهٔ کاشی و سرامیک با سرمایه‌گذاری چین.[۳۱۳]
- ۲۰۰۸: دعوت تاجیکستان از استادان کاشی‌کار نیشابوری برای مرمت آرامگاه رودکی.[۲۴۵][۲۴۶]
- ۲۰۱۰: گشایش «شرکت خاوران الیاف پارسیان» با سرمایه‌گذاری چین.[۳۱۴]
- ۲۰۱۰: ارسال فرش دست‌بافتهٔ نیشابور به عنوان سومین فرش بزرگ دست‌بافتهٔ جهان به مسجد محمد الامین مسقط عمان.[۳۱۵][۳۱۶]
- ۲۰۱۲: امضای پیمان‌نامهٔ ساخت ۳ مرکز بهزیستی توسط سرمایه‌گذاران کویتی.[۳۱۷]
- ۲۰۱۴: کمک مالی ژاپن به بیمارستان قمر بنی‌هاشم.[۳۱۸]
- ۲۰۱۶: امضای پیمان‌نامهٔ ساخت بیمارستان ۵۰۰ تختی توسط گروه ایتالیایی BTP.[۳۱۹]
- ۲۰۱۶: امضای پیمان‌نامهٔ همکاری میان نیشابور و تولوز فرانسه.[۳۲۰]
- ۲۰۱۶: امضای پیمان‌نامه میان سه دانشگاه فردوسی، نیشابور و روح‌القدس کَسلیک.[۳۲۱]
- ۲۰۱۶: سرمایه‌گذاری چین در پتروشیمی نیشابور.[۳۲۲][۳۲۳]
- ۲۰۱۶: اعلام آمادگی کنسولگری ترکیه در مشهد برای همکاری با نیشابور.[۳۲۴]

## خواهرخواندگان
نیشابور با ۱۲ شهر پیمان خواهرخواندگی بسته است:
| ردیف | نام کشور  | شهر خواهرخوانده | جمعیت     |
| ---- | --------- | --------------- | --------- |
| ۱    | پاکستان   | حیدر آباد       | ۲٬۴۳۲٬۵۴۰ |
| ۲    | ایران     | اصفهان          | ۱٬۹۶۱٬۲۶۰ |
| ۳    | ترکیه     | قونیه           | ۱٬۲۷۸٬۱۹۵ |
| ۴    | فرانسه    | تولوز           | ۱٬۰۶۳٬۲۳۵ |
| ۵    | ایران     | کاشان           | ۳۰۴٬۴۸۷   |
| ۶    | ایران     | خوی             | ۱۹۸٬۸۴۵   |
| ۷    | ایران     | مراغه           | ۱۷۵٬۲۵۵   |
| ۸    | ایران     | شاهین شهر       | ۱۷۳٬۳۲۹   |
| ۹    | ایران     | شاهرود          | ۱۵۰٬۱۲۹   |
| ۱۰   | افغانستان | غزنی            | ۱۴۳٬۳۷۹   |
| ۱۱   | ایران     | بم              | ۱۲۷٬۴۹۶   |
| ۱۲   | ایران     | بسطام           | ۸٬۶۰۹     |

## برای مطالعهٔ بیشتر

### کتاب‌های منتشر شدهموزه متروپولیتنبا محوریت نیشابور در دوره اولیه صدر اسلام (با دسترسی رایگان و آنلاین)
- Nishapur: Glass of the Early Islamic Period by Jens Kroger, Jens Kröger (1995)
- Nishapur: Some Early Islamic Buildings and Their Decoration By Charles Kyrle Wilkinson (1987)
- Nishapur: Metalwork of the Early Islamic Period by James W. Allan (1982)
- Nishapur: Pottery of the Early Islamic Period by Charles Kyrle Wilkinson (1973)

### سایر
- تصاویر و اطلاعات مربوط به کشفیات موزه متروپولیتن در نیشابور
- مدخل دانشنامه ایرانیکا: NISHAPUR i. Historical Geography and History to the Beginning of the 20th Century
- می‌توانید به وب سایت موزه بریتانیا، موزه متروپولیتن، و دیگر موزه‌ها برای مشاهده و دریافت اطلاعات و تصاویر بیشتر نیز مراجعه کنید.